# Île-de-Bréhat
Pour les articles homonymes, voir Bréhat (homonymie).
Ne pas confondre avec l'île de Bréhat, la principale de l'archipel de Bréhat.
Île-de-Bréhat [il də bʁea] est une commune française située dans le département des Côtes-d'Armor au nord de la pointe de l'Arcouest en Bretagne. Elle est constituée de l'archipel de Bréhat à l'exclusion de l'île Maudez. Elle doit son nom à l'île principale, dénommée Bréhat, dont le nom breton est Enez Vriad. L'Île-de-Bréhat appartient au pays historique du Goëlo et la commune est rattachée au canton de Paimpol (arrondissement de Saint-Brieuc). Sa forte fréquentation saisonnière fait l'objet d'une réflexion sur son accès, limité à 4 700 visiteurs quotidiens du 14 juillet au 25 août, à l'instar d'autres sites pouvant nécessiter une régulation.

## Géographie
Bréhat est proche du continent : on peut traverser le chenal du Ferlas, séparant le continent et l'île, en dix minutes. Cela provoque une abondance de touristes, avec plus de 500 000 visiteurs annuels.

### Description

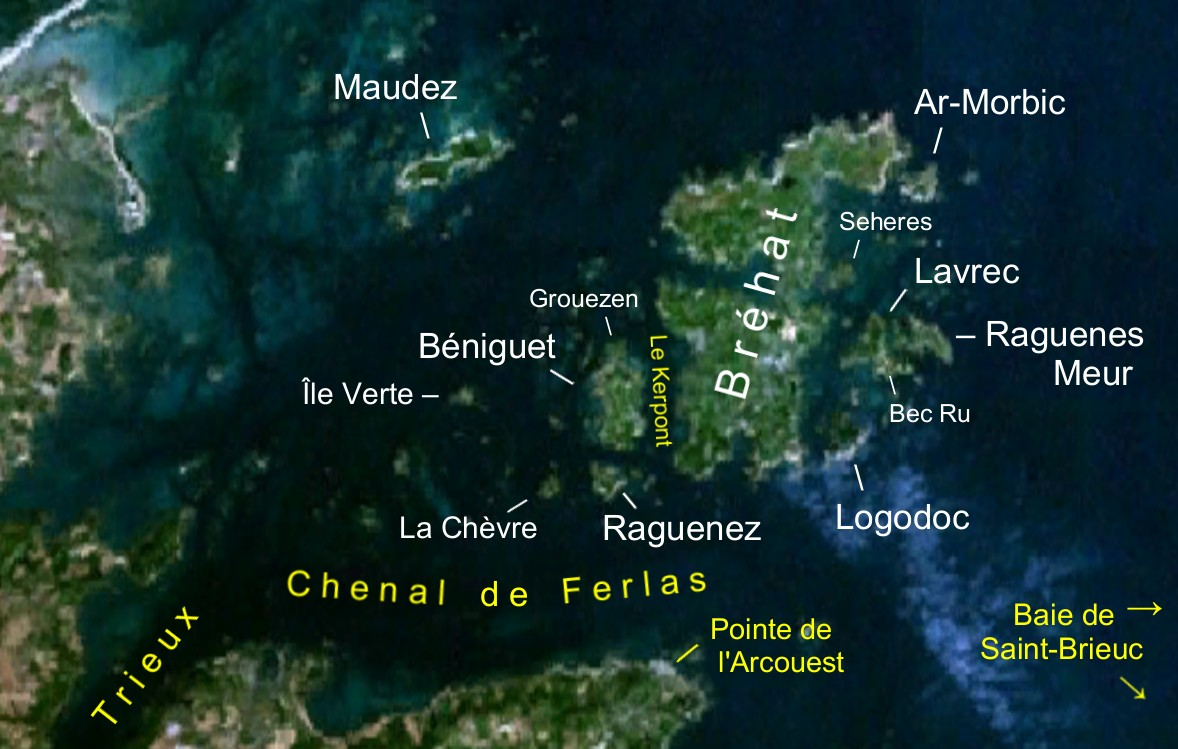
Image satellite de Bréhat.

L'archipel qui forme le territoire de la commune est d'une superficie totale de 309 hectares, incluant l'île principale et 86 îlots et récifs voisins, ainsi que le groupe d'écueils nommé plateau des Roches-Douvres, situé à 30 km au nord/nord-est. Bréhat est séparée du continent par le chenal du Ferlas, large d'environ 600 à 700 m.
Avec 290 ha, l'île principale, longue de 3,5 km et large de 1,5 km maximum, est en fait composée à marée haute de deux îles réunies au XVIIIe siècle, par un pont-chaussée (ou pont ar Prat c'est-à-dire « pont de la Prairie », appelé aussi « pont-chaussée Vauban ») : l'« île Nord » au relief de landes et l'« île Sud » plus fleurie.
L'île possède une seule véritable plage, celle du Guerzido, en arc de cercle, tapissée de sable rose et entourée de rochers granitiques, située à son extrême sud.
Bréhat fut le premier site naturel classé en France le 13 juillet 1907,.

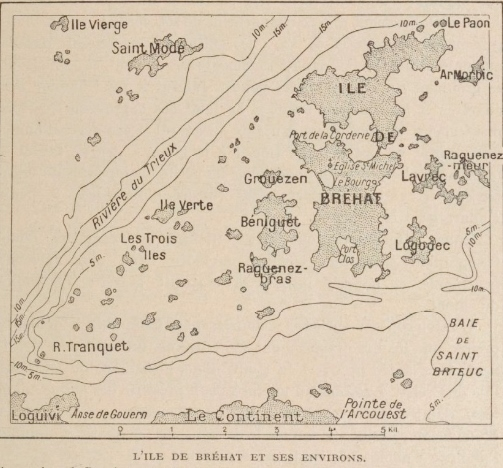
Carte de l'archipel de Bréhat.
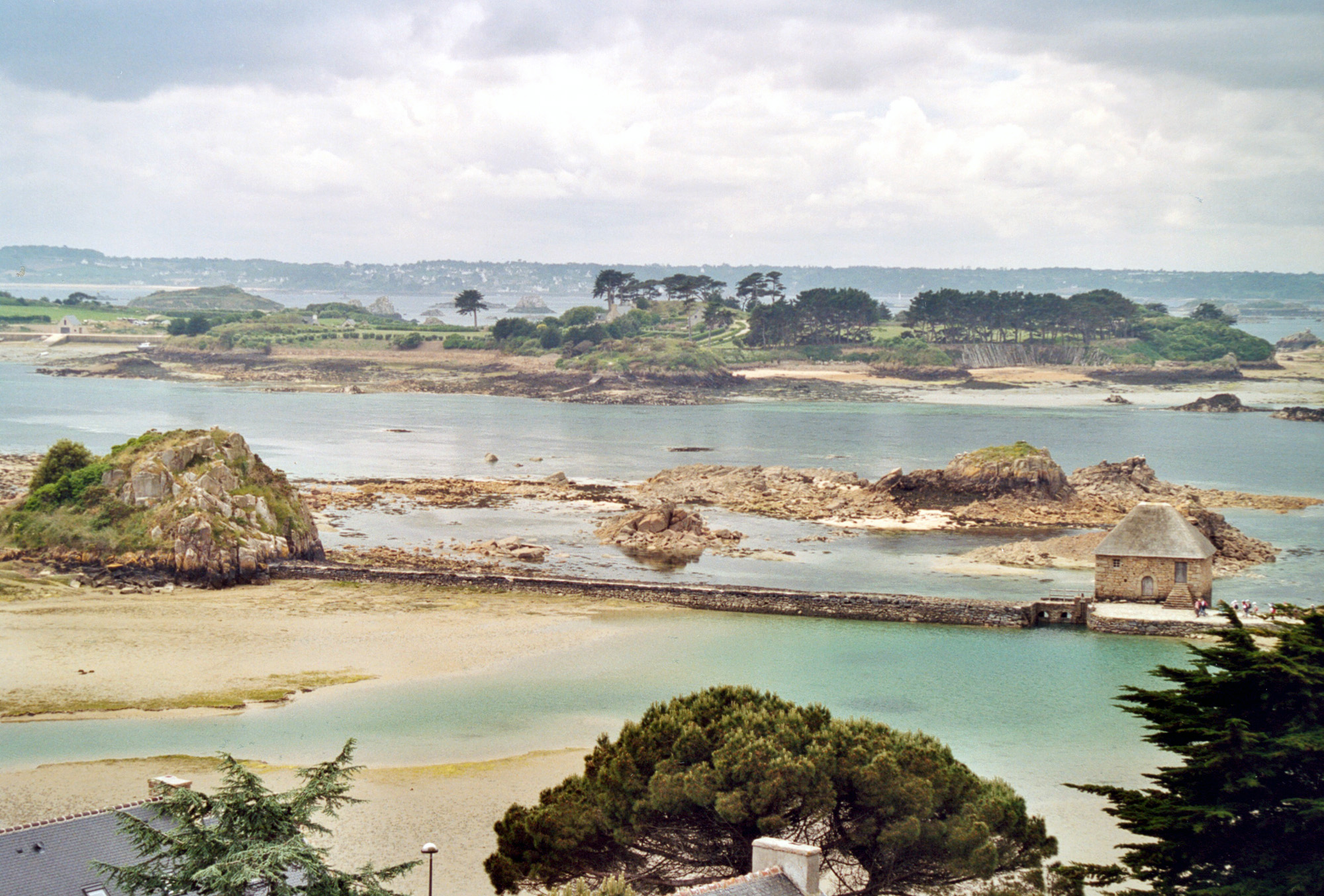
Le paysage de Bréhat aux alentours du moulin Birlot.
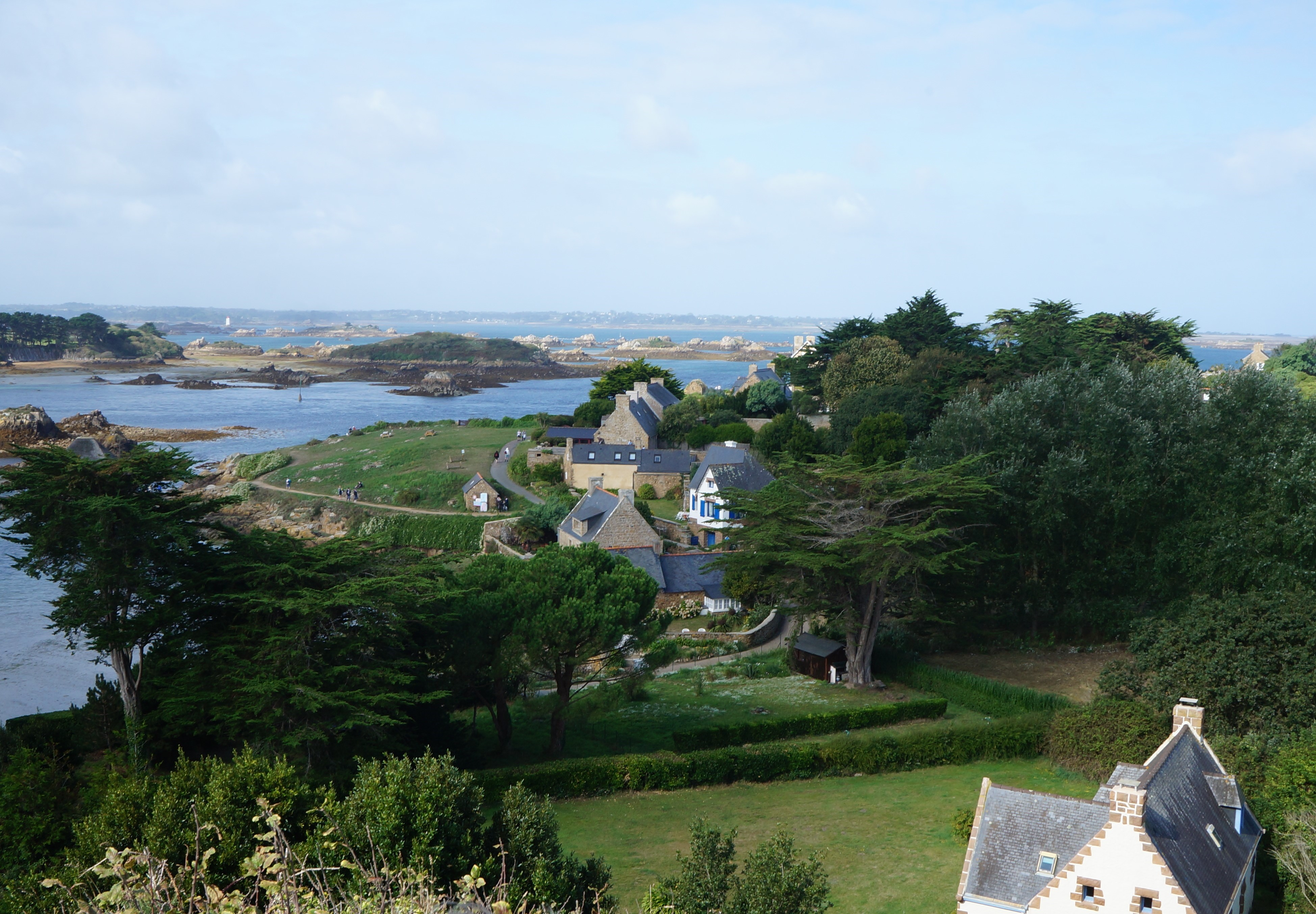
Une partie du littoral de l'île de Bréhat.

### Climat
Pour des articles plus généraux, voir Climat de la Bretagne et Climat des Côtes-d'Armor.
En 2010, le climat de la commune est de type climat océanique franc, selon une étude du Centre national de la recherche scientifique s'appuyant sur une série de données couvrant la période 1971-2000. En 2020, Météo-France publie une typologie des climats de la France métropolitaine dans laquelle la commune est exposée à un climat océanique et est dans la région climatique Finistère nord, caractérisée par une pluviométrie élevée, des températures douces en hiver (6 °C), fraîches en été et des vents forts. Parallèlement l'observatoire de l'environnement en Bretagne publie en 2020 un zonage climatique de la région Bretagne, s'appuyant sur des données de Météo-France de 2009. La commune est, selon ce zonage, dans la zone « Littoral », exposée à un climat venté, avec des étés frais mais doux en hiver et des pluies moyennes.
Pour la période 1971-2000, la température annuelle moyenne est de 11,5 °C, avec  une amplitude thermique annuelle de 9,8 °C. Le cumul annuel moyen de précipitations est de 680 mm, avec 12,6 jours de précipitations en janvier et 6,3 jours en juillet. Pour la période 1991-2020, la température moyenne annuelle observée sur la station météorologique installée sur la commune est de 12,5 °C et le cumul annuel moyen de précipitations est de 760,5 mm. Pour l'avenir, les paramètres climatiques de la commune estimés pour 2050 selon différents scénarios d'émission de gaz à effet de serre sont consultables sur un site dédié publié par Météo-France en novembre 2022.
| Mois                                  | jan.            | fév.            | mars          | avril          | mai            | juin            | jui.            | août          | sep.          | oct.          | nov.          | déc.            | année   |
| ------------------------------------- | --------------- | --------------- | ------------- | -------------- | -------------- | --------------- | --------------- | ------------- | ------------- | ------------- | ------------- | --------------- | ------- |
| Température minimale moyenne (°C)     | 5,8             | 5,6             | 6,5           | 7,7            | 10,2           | 12,7            | 14,6            | 15,2          | 14,1          | 11,8          | 8,9           | 6,6             | 10      |
| Température moyenne (°C)              | 7,9             | 7,9             | 9,1           | 10,6           | 13,1           | 15,6            | 17,6            | 18,2          | 16,8          | 14,2          | 10,9          | 8,6             | 12,5    |
| Température maximale moyenne (°C)     | 9,9             | 10,1            | 11,6          | 13,4           | 15,9           | 18,5            | 20,6            | 21,1          | 19,6          | 16,6          | 13            | 10,6            | 15,1    |
| Record de froid (°C) date du record   | −9 20.01.1963   | −6,7 14.02.1929 | −3 10.03.1935 | 0,3 21.04.1921 | 2,1 09.05.1921 | 5,2 01.06.1921  | 8 31.07.1921    | 4 24.08.1921  | 6 15.09.1924  | 0 29.10.1922  | −3 27.11.1923 | −7,2 24.12.1963 | −9 1963 |
| Record de chaleur (°C) date du record | 17,5 04.01.1921 | 20,7 04.02.04   | 21 17.03.1990 | 23,5 16.04.20  | 27,8 17.05.22  | 31,1 20.06.1998 | 31,6 01.07.1952 | 31,9 17.08.12 | 34 10.09.1926 | 28,2 03.10.11 | 21 03.11.1925 | 18,7 19.12.15   | 34 1926 |
| Précipitations (mm)                   | 75              | 67,2            | 54,7          | 56,5           | 51,4           | 43,9            | 42,8            | 51,9          | 44            | 82,7          | 91,4          | 99              | 760,5   |

### Relief

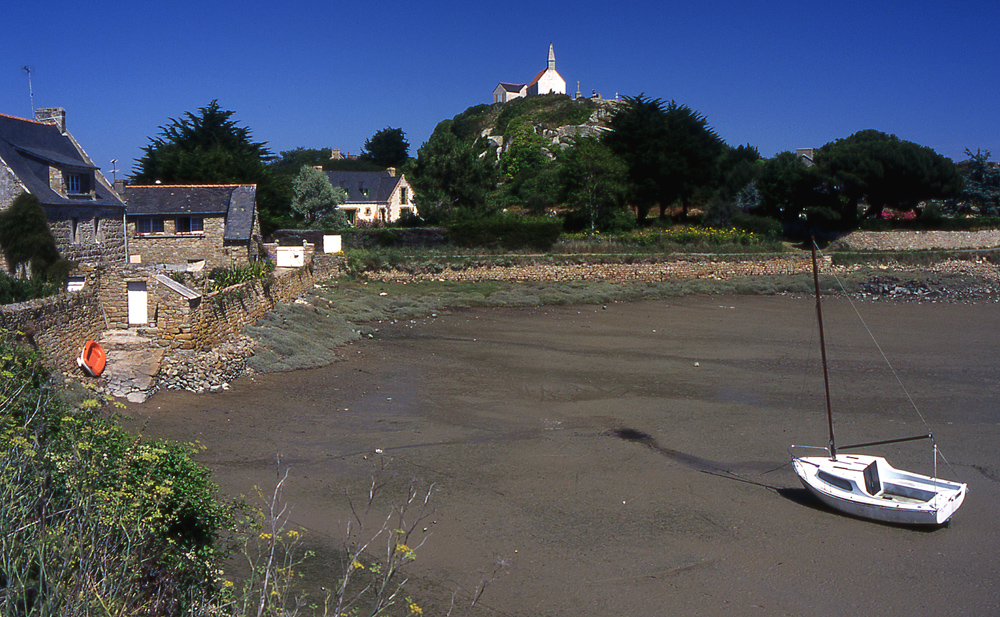
La butte de la chapelle Saint-Michel (au fond).

Bréhat n'a pas de cours d'eau. Son relief est un mélange anarchique de creux et de bosses paraissant semés au hasard, « de monticules rocheux dont le sommet porte une série de blocs aigus ou arrondis, de larges cuvettes au fond plat, humide, couvert d'herbes ou de cultures. (…) Tous ces monticules ont leur sommet à peu près à la même altitude, à 40 m environ au-dessus de la mer ». Une bonne partie de l'île est recouverte de lœss, déposé lors de la glaciation de Würm, est pour cette raison très fertile ; il forme même par endroits (par exemple à Port Clos et à la Corderie) en bord de mer des falaises en raison de son épaisseur.
| - Carte topographique de la commune de l'Île-de-Bréhat. |

Lors des glaciations quaternaires, Bréhat était rattachée au continent ; l'existence de la vallée très encaissée et submergée prolongeant l'actuelle ria du Trieux et passant à l'ouest de l'archipel le prouve.

### Géologie

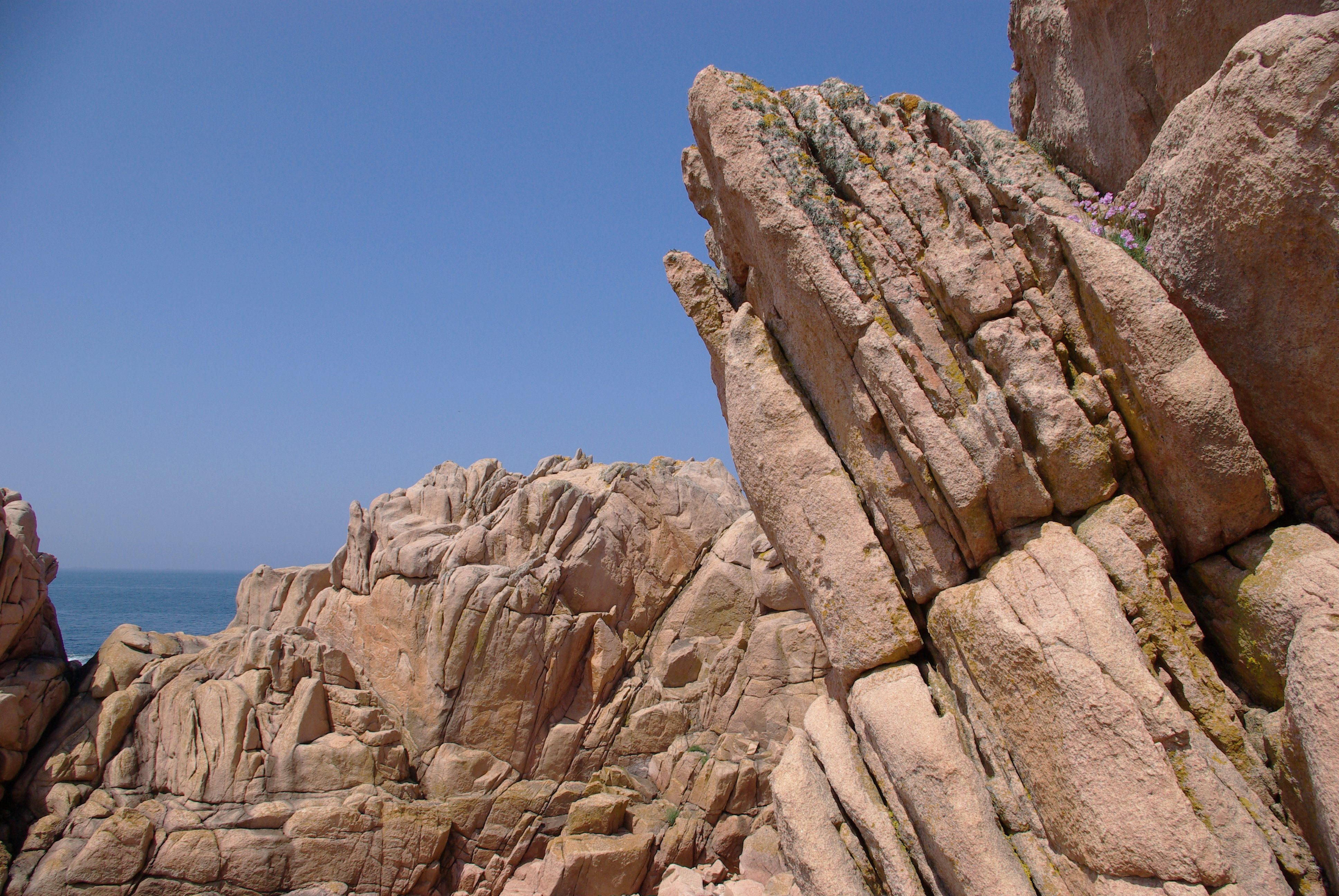
Rochers de granite rose près du phare du Paon.

Le granite rose est très présent sur l'île, qui se trouve à l'extrémité est de la côte de granit rose.
La géologie de l'île fournit aussi un exemple de contact entre le granite porphyrique (roche claire) et la cornéenne (roche sombre marquée de bandes). « Toute l'île est formée d'un granite assez gros, qui prend par endroits de belles teintes roses, comme au Paon, à l'extrémité nord. Ce granite est injecté de filons de diabase ». Une étude de la stratigraphie d'un site d'une petite falaise de l'île sud (Ot Ar Villiec) a été réalisée en 2007 et publiée en 2013.
Par ailleurs, les roches à fleur d'eau de l'archipel de Bréhat forment des écueils dangereux. La navigation de plaisance y est particulièrement difficile et demande de solides connaissances maritimes.

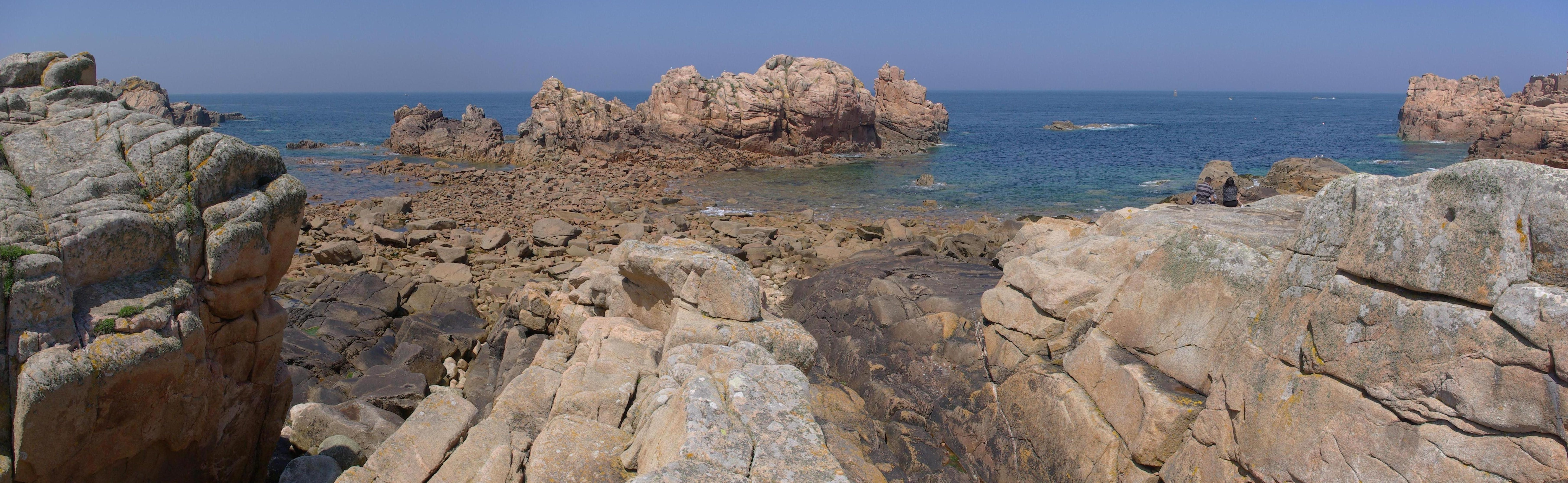
Granite rose près du phare du Paon.

### Voies de communication et transports
L'Arcouest est le quai d'embarquement le plus proche et le seul en service toute l'année. Il est situé sur la commune de Ploubazlanec. Les compagnies « Sur Mer Bréhat » (d'avril à septembre) et « Les vedettes de Bréhat » (service à l'année) assurent l'accès à l'île par une navette qui accomplit toute l'année la traversée du chenal du Ferlas en une dizaine de minutes, depuis L'Arcouest jusqu'au Port Clos (sur la côte sud de l'île, face au continent).

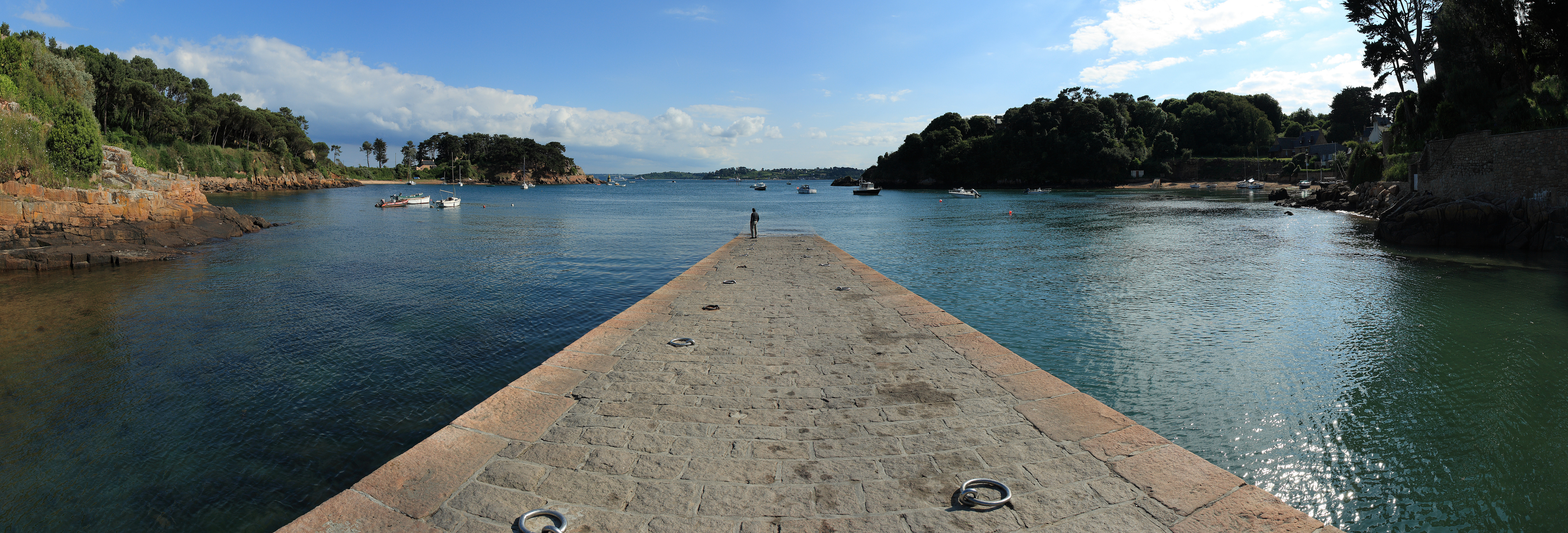
La jetée du Port Clos de l'île de Bréhat, à marée haute.

L'Arcouest est lui-même desservi depuis Paimpol par la ligne 24 du réseau Axéobus.

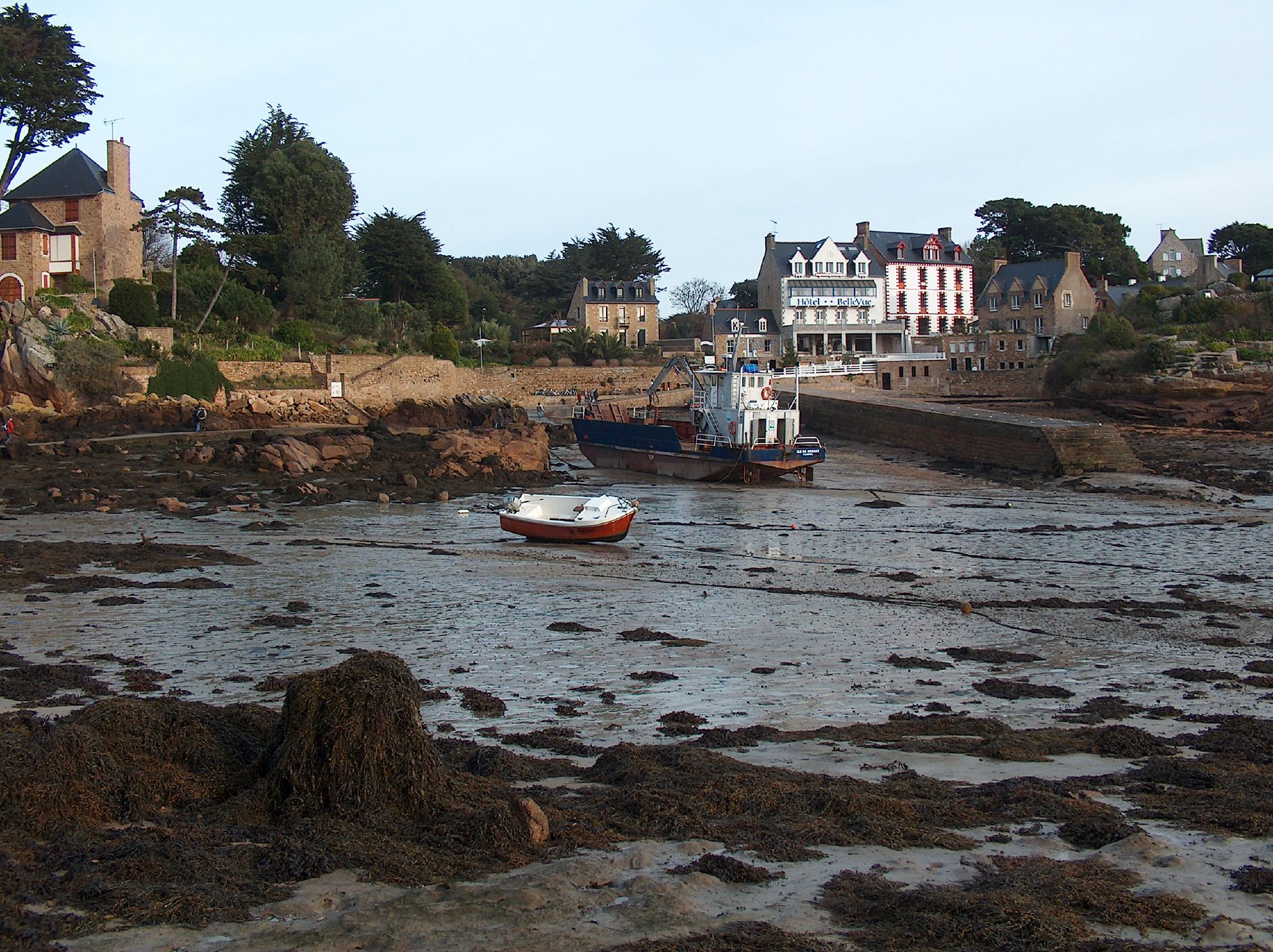
Le débarcadère de Port Clos à marée basse.
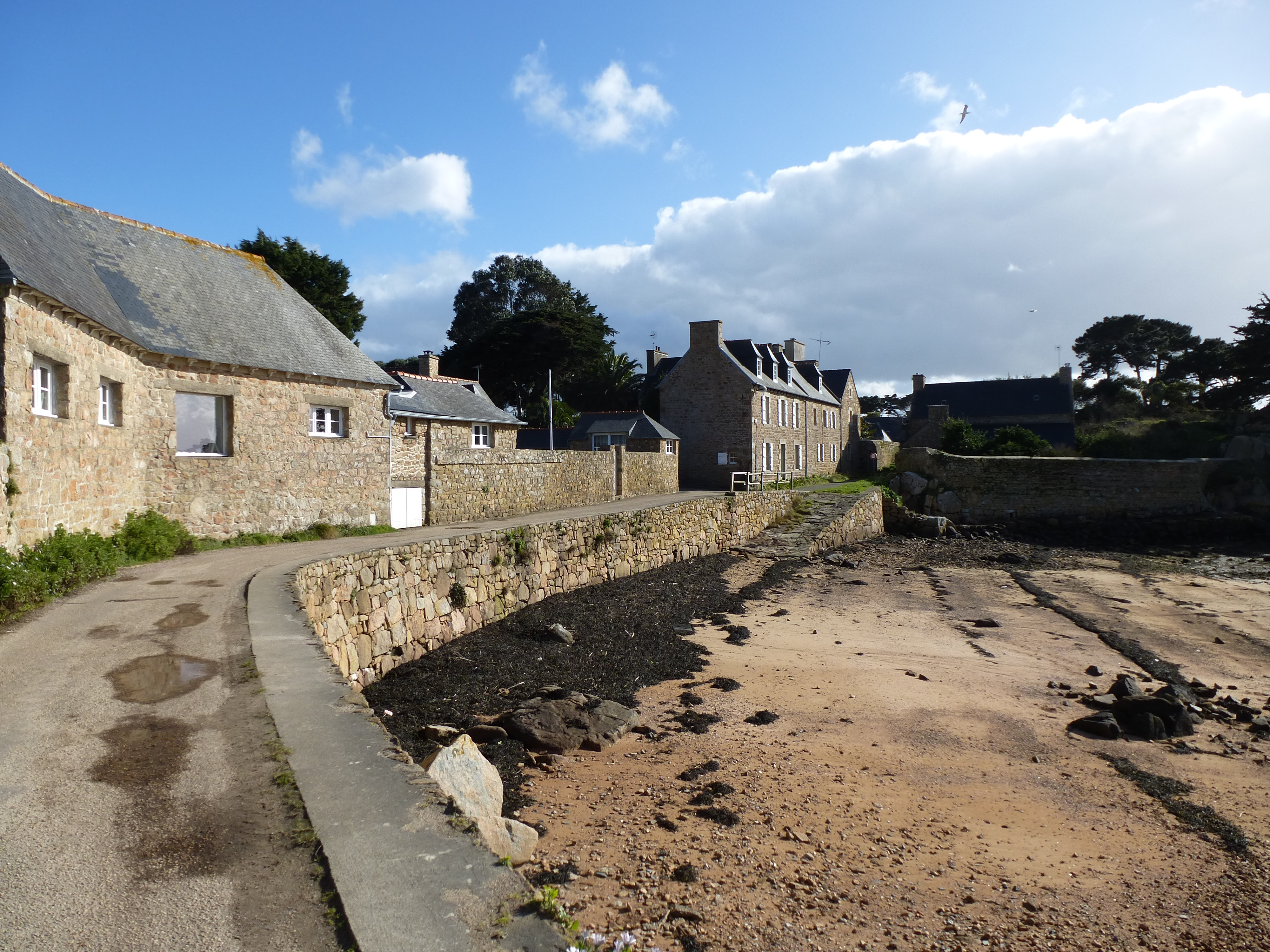
Une rue de Bréhat.
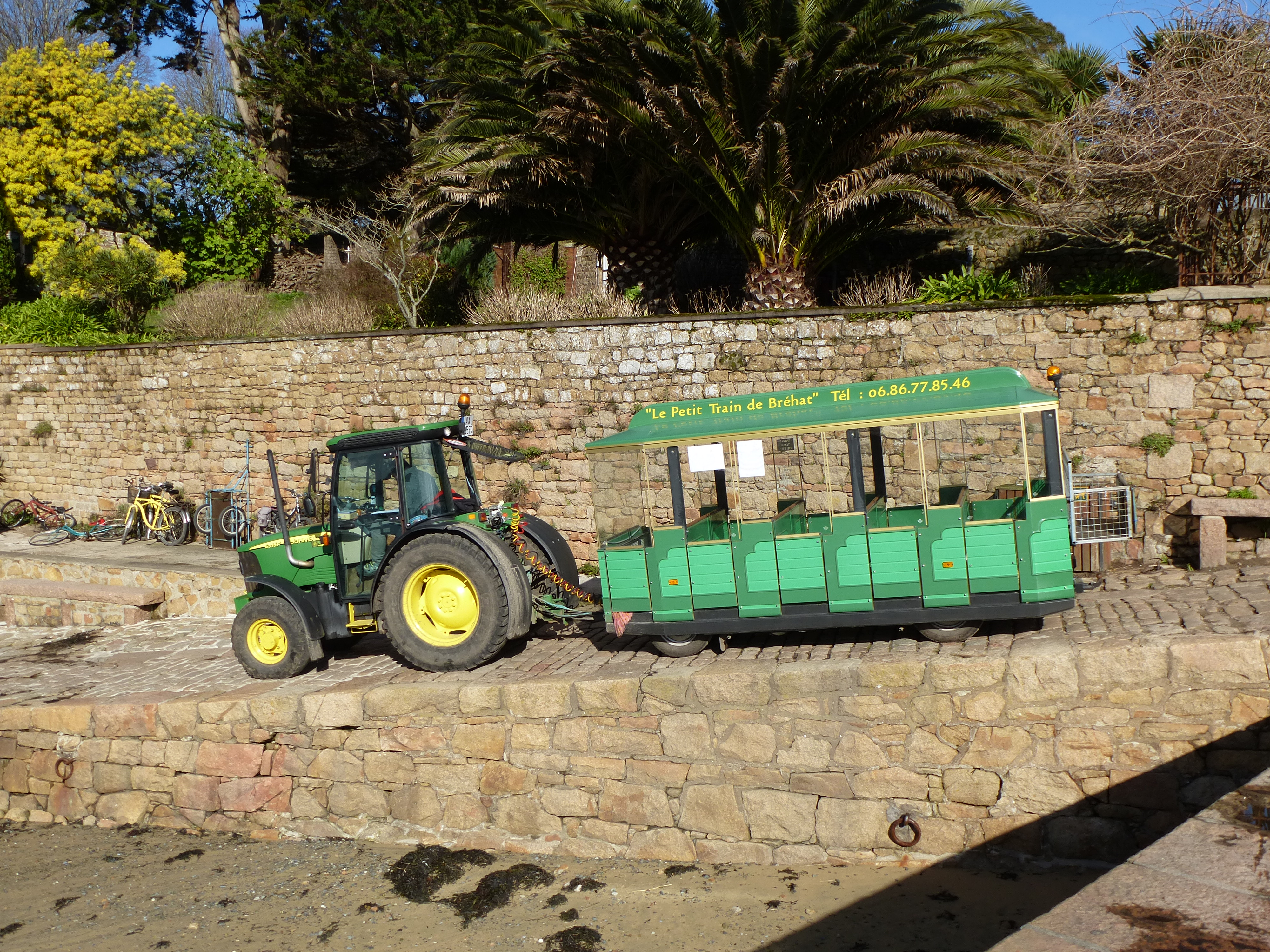
"Le petit train de Bréhat".

Les autres ports d'embarquement d'Erquy, de Saint-Quay-Portrieux et de Binic ne sont opérationnels qu'en période estivale et desservis par la compagnie « Les vedettes de Bréhat ».
Les engins à moteur (automobiles et camions) sont en principe « interdits » sur l'île, bien que de nombreux engins Diesel y circulent. Aussi, les vedettes ne transportent-elles pas de véhicules. Un parking à L'Arcouest est mis à la disposition des passagers.
La circulation sur place se fait :
- à pied ;
- à vélo ;
- en tracteur pour le transport en commun ("Le petit train de l'île de Bréhat") ;
- en engins utilitaires.

### Vie traditionnelle

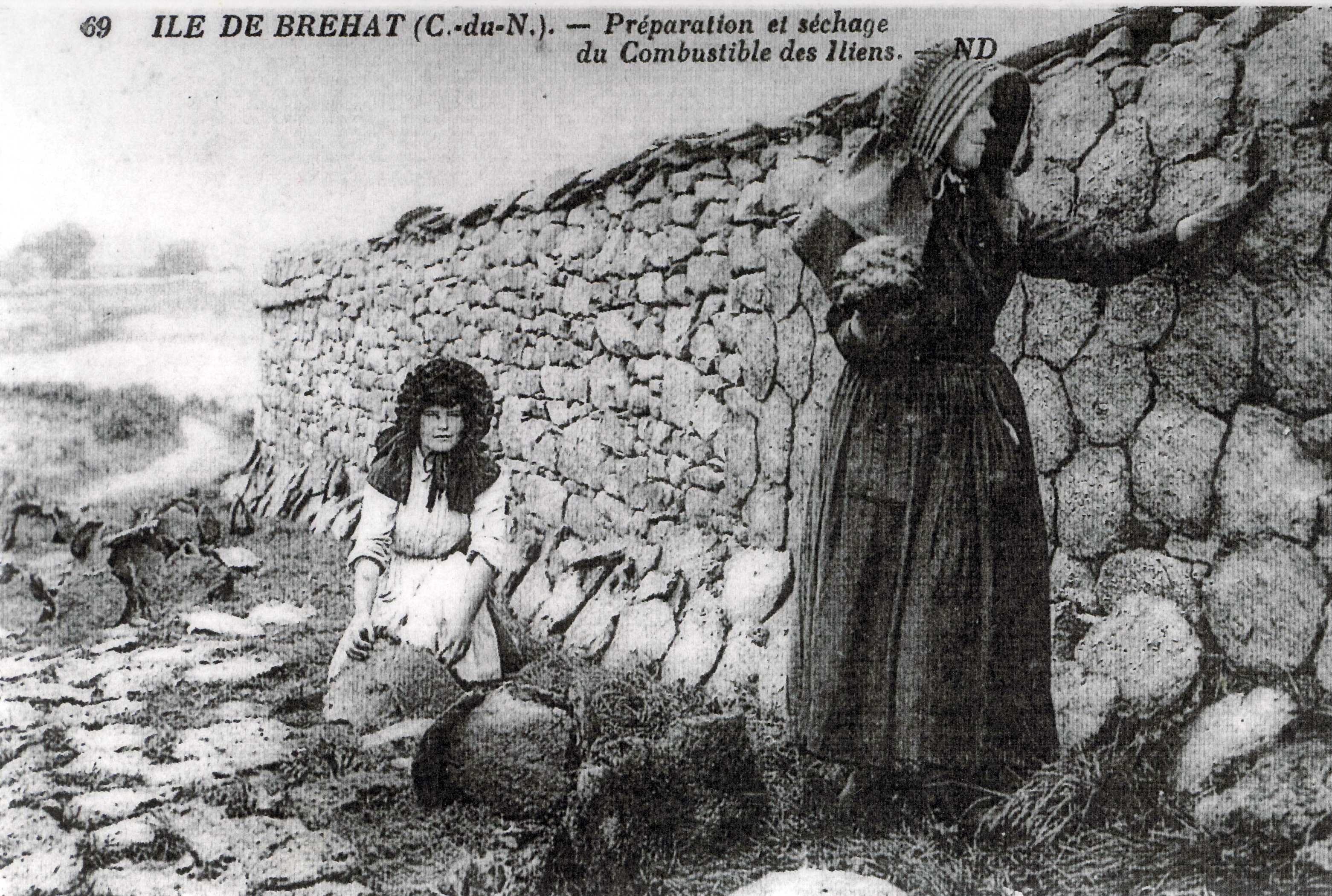
Bouses de vache mises à sécher afin de servir de combustible.

Geneviève Vergez-Tricom décrit en ces termes la vie traditionnelle à Bréhat :

« Les Bréhatins furent (…) très tôt d'habiles marins, bons pilotes et grands pêcheurs doublés de soldats prêts à défendre une île toujours exposée aux coups de mains, toujours quelque peu pirates et contrebandiers sans doute, trouvant d'ailleurs contre les autorités locales un recours auprès du gouvernement de Paris qui multipliait les indulgences, les concessions, les exemptions en faveur de ces gens qui gardaient au Roi une position de premier ordre mais sans cesse menacée. (…) L'homme allait en mer, et c'était à la femme qu'étaient dévolus les travaux des champs. (…) Bréhat, de tout temps, a fourni des marins tant à la marine de guerre qu'à la marine de commerce. »

« Si la terre, même fertilisée par le goémon, n'arrivait pas à nourrir une population trop nombreuse, les ressources de l'élevage paraissent toujours lui avoir suffi ; le combustible, genêts, fougères, bouse de vache séchée ne manquait pas et les produits de la mer suppléaient à l'insuffisance des produits de la terre. »

« Sur les 300 ha de la commune, plus de 200 sont cultivables. Le sol n'est pas des plus riches. La décomposition du granite donne des terres (…) pauvres en chaux. Cette chaux indispensable, c'est le goémon qui le procure. Le goémon est le seul engrais naturel que possèdent les habitants de l'île. (…) Depuis longtemps sa coupe est réglementée. (…) Une ordonnance de 1681 fait défense formelle aux étrangers [aux continentaux] d'arracher ce goémon. (…) Des arrêts du Parlement de 1734, 1767, 1775, 1779, renouvellent les défenses, énumèrent avec soin les deux lieux où pourra se faire la récolte, le temps pendant laquelle elle sera permise ou interdite (…). Mais plaintes et représailles n'empêchent pas les gens de Pleudaniel, Ploubazlanec, Plourivo, de continuer leurs "pilleries" (…). Les cahiers des États généraux [sont remplis de plaintes] sur les difficultés qu'ont les habitants de s'assurer ce produit nécessaire, non seulement pour l'engrais de leurs terres, mais pour "brûler (…), faire leurs buées, cuire leur soupe et enfin apprêter leur nourriture". (…) Depuis longtemps, on avait partagé l'étendue des grèves entre les habitants de l'île pour empêcher les désordres. En 1776, puis en 1844, on avait attribué à chaque ménage, propriétaire de 15 ares, (…) une portion de grève où il pouvait récolter le goémon. (…) Une nouvelle répartition a eu lieu en 1906. (…) L'usage du guano s'est introduit dans la seconde moitié du XIXe siècle. »

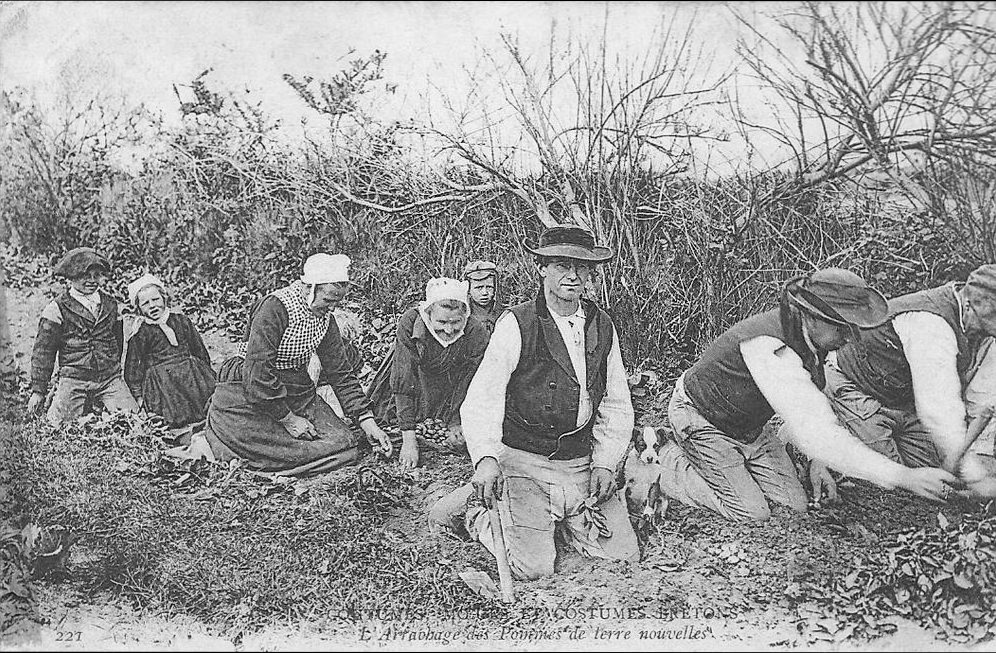
Bréhat : l'arrachage des pommes de terre nouvelles (vers 1920).

Le blé a longtemps été la culture dominante, mais ne suffisait pas pour la consommation locale ; avoine, orge, betteraves et fourrages étaient aussi cultivés, mais l'introduction de la culture des pommes de terre au début du XIXe siècle bouleversa l'économie de l'île ; dès 1817, Bréhat en produisait assez pour pouvoir en exporter, même si ce n'est qu'à partir de 1890 environ que se développa la culture des pommes de terre primeurs. Chaque famille possédait aussi un petit troupeau d'une ou deux vaches, quelques porcs et 3 ou 4 moutons. Longtemps, en raison du droit de vaine pâture, ces animaux pouvaient divaguer librement sur les parcelles non encloses, gardés par deux pâtres, l'un pour la partie nord, l'autre pour la partie sud de l'île. Cette coutume ne disparut qu'à partir de 1865 : « Jusqu'en 1865, tous les bestiaux, dont le nombre est considérable, erraient dans l'île de Bréhat, le jour et la nuit, du mois d'octobre au mois de décembre, sans entraves et sans gardiens, état de chose qui entraînait des dévastations et des accidents assez graves ».
L'Île-de-Bréhat a longtemps connu le surpeuplement : en 1821, elle comptait 1 500 habitants, soit près de 500 habitants par km2 ; le déclin démographique se produisit dans la seconde moitie du XIXe siècle, la commune n'ayant plus que 1086 habitants lors du recensement de 1886, et ce déclin s'est poursuivi tout au long du XXe siècle, Bréhat n'ayant plus que 378 habitants en 2015, mais aussi de nombreux résidents secondaires en raison de l'essor du tourisme.
En 1999 Bréhat avait encore 4 marins pêcheurs, il n'en restait aucun en 2003, ce qui représente un tournant très symbolique dans la vie de l'île.

### Tourisme
Bréhat est depuis plus d'un siècle[Quand ?] un lieu très attractif, aussi bien pour les touristes d'un jour venus depuis la Pointe de l'Arcouest que pour ceux, souvent riches et (ou) célèbres, qui y ont une propriété.

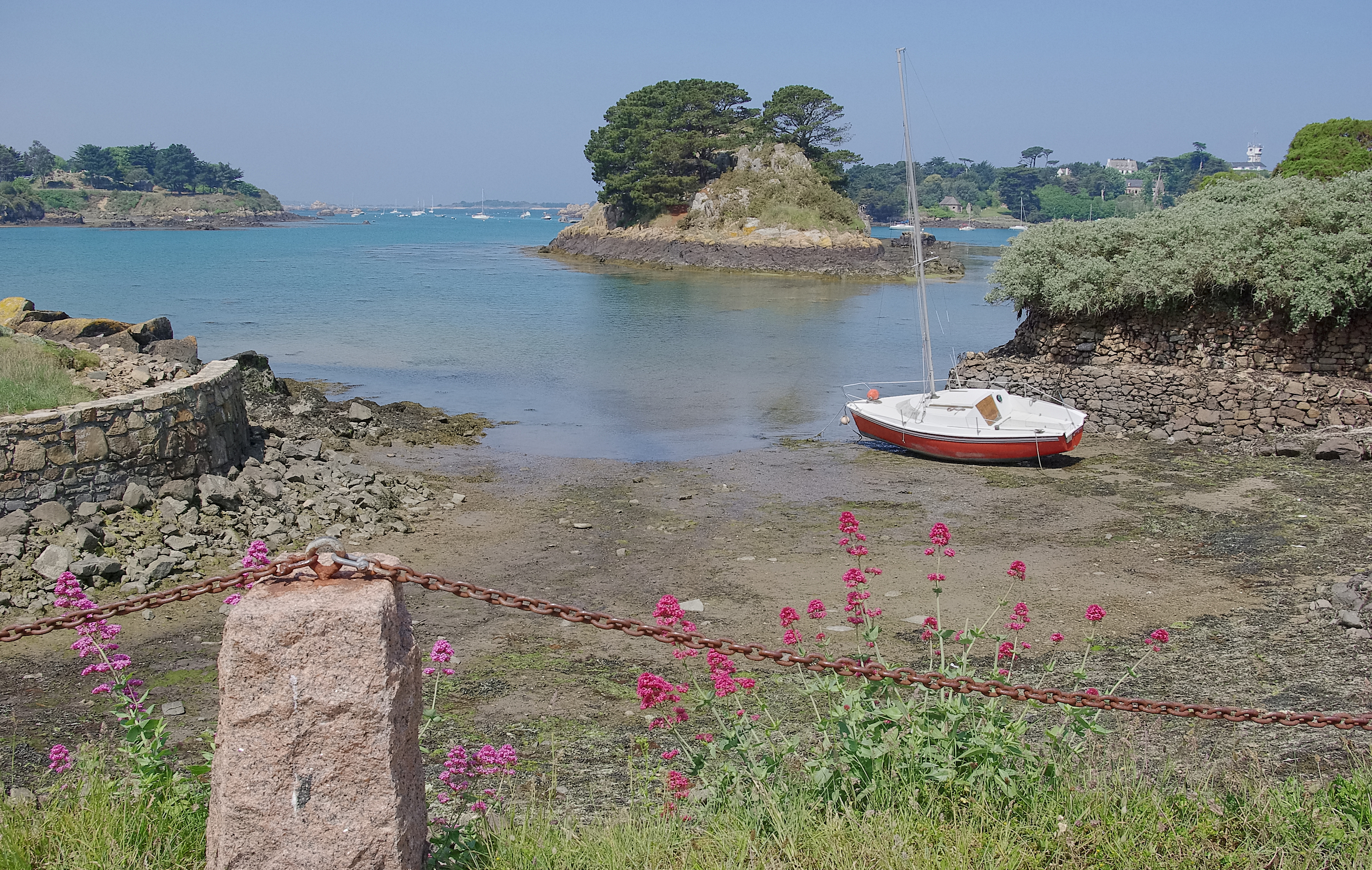
Marée basse près de Pont ar Prat.

En 2018, selon l'Insee, une très forte proportion de 71,4 % (passée ensuite à 72,1 % en 2020, le record des communes des Côtes-d'Armor) des logements étaient des résidences secondaires à Bréhat.
Le 14 juin 2023, Olivier Carré, maire de l'Île de Bréhat, a pris un arrêté au titre de l’article L. 360-1 du Code de l’environnement, destiné à réguler l’accueil des quelques 400 000 visiteurs annuels de l'île. Cet arrêté instaure un seuil de fréquentation de 4 700 visiteurs, de 8h30 à 14h30 du lundi au vendredi du 14 juillet au 25 août 2023, et est destiné à être reconduit les années suivantes. Cette décision est une première pour l'île et a fait l'objet d'une importante couverture médiatique début 2023. C'est une mesure encore rare en France, mais qui pourrait se généraliser à la suite de la publication le 19 juin 2023 par le gouvernement de son plan contre le « surtourisme ».

## Urbanisme

### Typologie
Au 1er janvier 2024, Île-de-Bréhat est catégorisée commune rurale à habitat dispersé, selon la nouvelle grille communale de densité à 7 niveaux définie par l'Insee en 2022.
Elle est située hors unité urbaine et hors attraction des villes,.
La commune, bordée par la Manche, est également une commune littorale au sens de la loi du 3 janvier 1986, dite loi littoral. Des dispositions spécifiques d’urbanisme s’y appliquent dès lors afin de préserver les espaces naturels, les sites, les paysages et l’équilibre écologique du littoral, tel le principe d'inconstructibilité, en dehors des espaces urbanisés, sur la bande littorale des 100 mètres, ou plus si le plan local d’urbanisme le prévoit.

### Occupation des sols
L'occupation des sols de la commune, telle qu'elle ressort de la base de données européenne d’occupation biophysique des sols Corine Land Cover (CLC), est marquée par l'importance des territoires artificialisés (45,8 % en 2018), en augmentation par rapport à 1990 (36 %). La répartition détaillée en 2018 est la suivante : zones urbanisées (45,8 %), zones agricoles hétérogènes (28,9 %), zones humides côtières (19 %), milieux à végétation arbustive et/ou herbacée (6,1 %), eaux maritimes (0,2 %). L'évolution de l’occupation des sols de la commune et de ses infrastructures peut être observée sur les différentes représentations cartographiques du territoire : la carte de Cassini (XVIIIe siècle), la carte d'état-major (1820-1866) et les cartes ou photos aériennes de l'IGN pour la période actuelle (1950 à aujourd'hui).

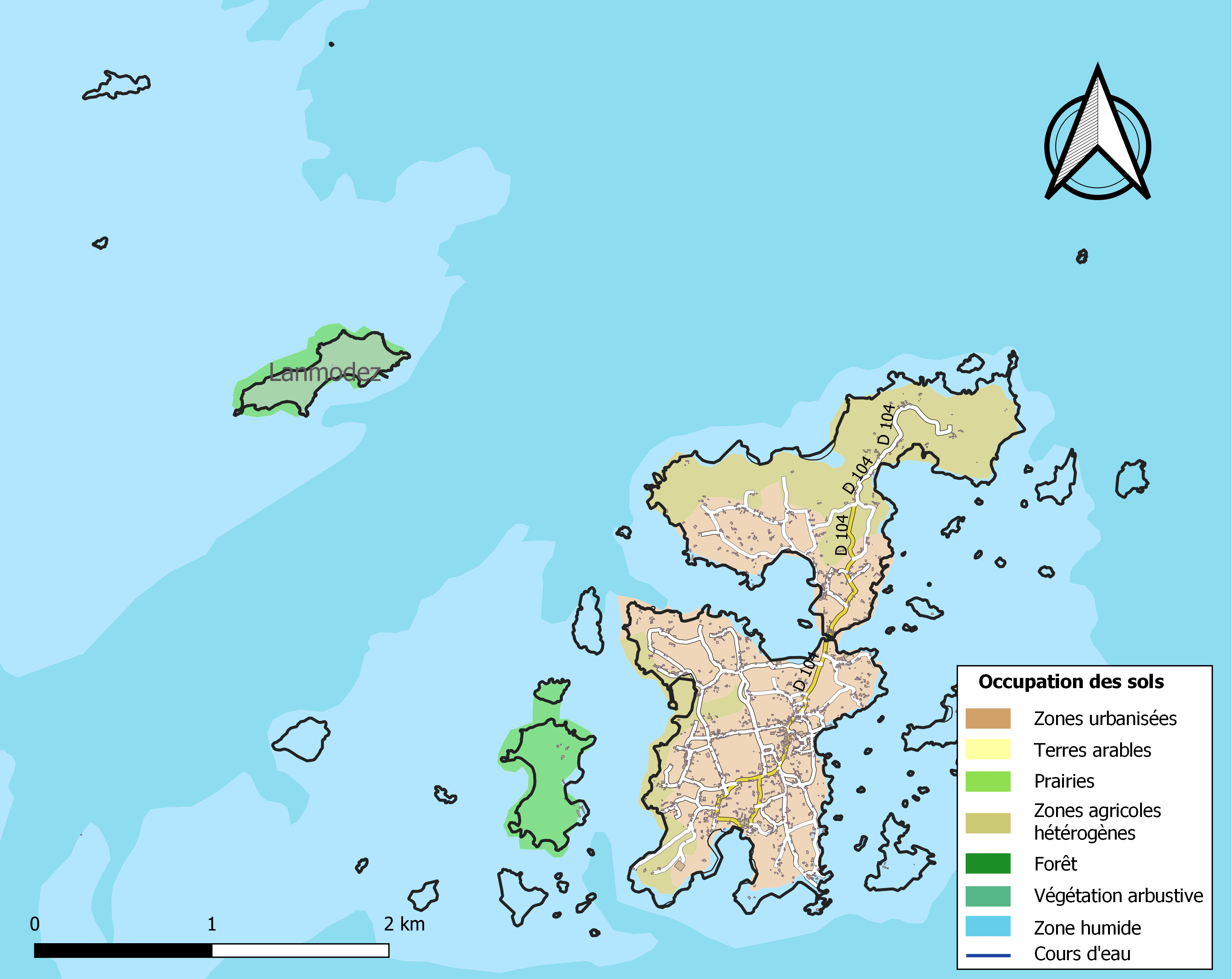
Carte des infrastructures et de l'occupation des sols de la commune en 2018 (CLC).

## Toponymie
Le nom de la localité est attesté sous les formes Insula Brihiacum en 1083, Brehat en 1084, Brihiat en 1148, Ecclesia de Brechat en 1181, Brehat en 1198, Brihat en 1202, Brihiat en 1214, 1219 et en 1241, Briat en 1244, Parrochia de Brihat en 1255, Brehat au XIVe siècle.
Brehat vient peut-être du gaulois briga signifiant « hauteur ».

## Histoire

### Préhistoire

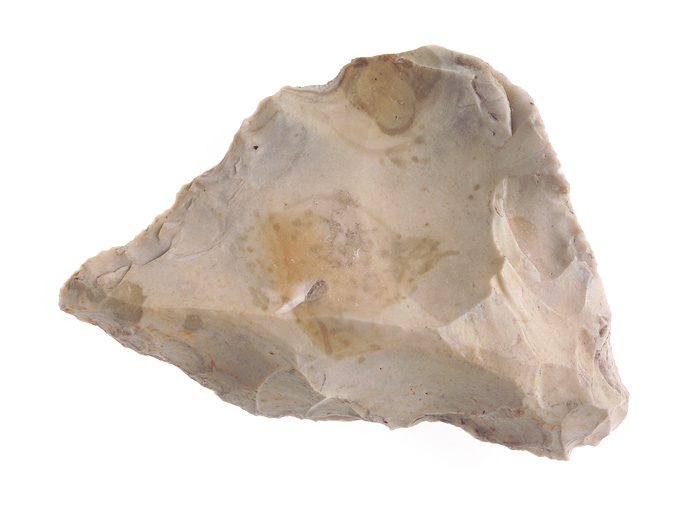
Pointe de silex datant du Moustérien provenant du site de Goaréva

À 2 km de la pointe de l'Arcouest, au nord de Paimpol, Bréhat est au centre d'une dizaine d'îlots ou l'on trouve des traces d'occupation datant du Paléolithique moyen : l'occupation humaine du site de Goaréva, situé en pied de falaise sur un filon de dolérite (cette roche volcanique dure constitue une bonne matière première pour la fabrication d'outils, la région ne disposant pas de silex). Ce site est un bel exemple d'abri en pied de falaise qui a été découvert par le professeur P.R. Giot en 1967. Ce sont les traces apparentes (des outils de type moustérien) d'une époque où les îles bretonnes n'étaient pas encore des îles, mais des sommets séparés par des vallées côtières au littoral actuel. Ici comme ailleurs, le paysage littoral a ensuite connu des transformations importantes. Le volume des mers a varié avec le climat. L'eau, immobilisée en glace durant les périodes froides, s'est libérée à la faveur des réchauffements de l'atmosphère pour retourner aux océans, créant ces îles.
Un site habité au Gravettien, date de 23 000 avant J.-C., a été découvert à Plasenn-al-Lomm, au pied d'une falaise : des traces d'une hutte de 4,5 mètres de diamètre, adossée au rocher,,.

### Antiquité
La présence romaine est attestée sur l'île Lavrec. Deux bâtiments romains dont la fonction n'est pas connue ont été occupés jusqu'au début du Ve siècle.

### Moyen Âge et Renaissance
La paroisse de Bréhat, enclavée dans l'évêché de Saint-Brieuc faisait partie du doyenné de Lanvollon relevant de l'évêché de Dol et était sous les vocables de saint Samson et Notre-Dame.
Vers 418, Fragan, un parent de Conan Mériadec aurait, venant de Grande-Bretagne, débarqué à Bréhat avec sa famille et ses domestiques, avant d'aller s'installer à Ploufragan.
Au Moyen Âge, en 1408, Bréhat, possession des Penthièvre, est attaquée et mise à sac par une expédition anglaise commandée  par l'amiral Edmond Holland, comte de Kent qui trouvera la mort lors de la bataille et aurait été enterré selon les versions sur l'île Lavrec, ou dans l'abbaye de Bourne en Angleterre.  Celui-ci agissait alors pour le compte du duc de Bretagne, Jean V, qui était en conflit avec la comtesse de Penthièvre, Marguerite de Clisson. 
À la suite de cet épisode, son château [De qui ?], qui appartient à la comtesse de Penthièvre, est détruit par le duc vers 1422, et la seigneurie fait alors partie des terres de la famille d'Arthur III de Bretagne, comte de Richemont, frère du duc de Bretagne.[pas clair]

« Fille naturelle du duc Artus III. Jacquette bâtarde de Richemont, légitimée par lettres du roi [Charles VII de France] données à Saumur sans finance, au mois de septembre 1443 avait été mariée le 15 janvier 1438 à Artus Brecart écuyer. Son père lui avait donné en la mariant cent livres de rente qu'il racheta par le don de la seigneurie de Brehat le 9 janvier 1451. Il fut fait capitaine de Mervant, puis de S. Aubin du Cormier et du Coudray-Salbart, par lettres du 8 octobre 1457 à quoi le duc son beau-père ajouta une pension annuelle de six-vingt écus le 1 novembre, et par autres lettres du 15 décembre de la même année, il le confirma dans la possession et propriété de la terre de Brehat. Leur fils François Brecart, sieur de l'Isle de Brehat, fut envoyé en Angleterre au mois de juillet 1491 par la duchesse Anne, pour presser le roi d'Angleterre Henry VII de lui envoyer du secours. Lobineau hist. de Bretagne tom. I pag. 814. »

— Père Augustin Anselme de Sainte-Marie, Histoire généalogique et chronologique de la maison royale de France, des pairs, grands officiers de la Couronne, de la Maison du Roy et des anciens barons du royaume. Tome 1 / par le Père Anselme, continuée par M. Du Fourny

« Le receveur s'excuse de compter des revenus de Brehat parce que ledit seigneur en avoit fait don à Artus Brecart. La chambre des comptes à qui ce compte avoit été présenté, vérifia les lettres du don qui sont en datte du 19 décembre 1449. et les fit inscrire au long dans ce compte. Elles portent que le comte de Richemont avoit promis à Jacquette de Bretagne sa fille naturelle mariée audit Brecart, une rente de 100 livres et que pour l'assiete de la dite rente, il lui donne l'isle de Brehat avec ses appartenances et dependances, avec la reserve du ressort à la barre de Lanvollon. On voit aussi dans ce compte la ratification du duc de Bretagne. »

— Extrait du compte rendu par Pierre Haloret, receveur du Goello, pour le comte de Richemont seigneur de Parthenay, connétable de France
Titulaires des droits et titres de Jacquette de Bretagne, ses descendants seigneurs de Bréhat : les familles de Rochedec puis Balavenne de Kerlan-Lestrézec, et Balavenne de Leshildry et Kernonen alias Balavoine, seigneurs de Bréhat, négocient avec le duc de Penthièvre et Gouverneur de la Bretagne Sébastien de Luxembourg-Martigues, descendant des comtes de Penthièvre, l'échange de la seigneurie de Bréhat contre un ensemble de seigneuries situées sur les paroisses de Pordic, Plérin et Tréméloir.
En raison du décès du duc de Penthièvre en 1569, ces négociations entre la famille Balavenne alias Balavoine et les héritiers du duc de Penthièvre se poursuivirent jusqu'à la fin du XVIe siècle pour se terminer, sous la Régence de Louis XIII, par l'accord de la reine Marie de Médicis à une cession de droit seigneuriaux détenus par les héritiers de Jacquette de Bretagne au profit de la Couronne de France, contre versement de sommes sur le Trésor : le 17 décembre 1601, Pierre Balavenne, Procureur du Roi, sieur du Rest et de Kerlen, agissant pour le compte de son épouse Anne de Rochédec, dame de Bréhat, descendante du duc de Bretagne Arthur III, négocie à Paris avec Marie de Luxembourg, duchesse de Mercœur, la vente de l'Ile de Bréhat pour 6.000 écus.
En 1590, le duc de Mercœur fait construire un fort à l'emplacement de celui qui avait été détruit par le comte de Kent en 1409, car « les habitants n'avaient aucune forteresse dans leur isle, qui pût les mettre en sûreté contre l'ennemi. (…) Dès que le fort fut achevé, les habitants de l'isle, qui étoient [étaient] d'excellents marins, se mirent à courir les mers avec de petits vaisseaux armés et s'emparoient [s'emparaient] de tout ce qu'ils trouvoient [trouvaient] sur la côte. Les Anglais, qui étoient [étaient] à Paimpol, formèrent le projet de prendre cette isle en 1591, mais ils trouvèrent tant de résistance qu'ils résolurent de l'affamer. Les assiégés, qui manquoient [manquaient] de vivres, se virent forcés de se rendre à discrétion. Ils essuyèrent les traitements les plus rigoureux de la part des vainqueurs, qui eurent la cruauté d'en faire pendre quinze ou seize aux ailes des moulins à vent les plus voisins de l'isle ». Bréhat ne resta pas longtemps en possession des Anglais, l'île fut reprise par les troupes du duc de Mercœur, pour le compte de la Ligue catholique, avant d'être prise par Henri de Kerallec pour le compte du roi Henri IV qui lui en donna le gouvernement.

### Époque moderne
Charles Colbert de Croissy écrit en 1665 que Bréhat « a en tout plus de trois cents feux qui composent en tout jusqu'à dix-huit cents communiants entre lesquels il y a sept cents bons hommes portant armes. Il y a un petit port (...) qui a deux entrées, l'une du côté de l'est appelée le Pertuis de la Souris dont le passage n'est pas de dix brasses de largeur (...) et une autre du côté du Sud et c'est la meilleure, mais toute cette chambre n'est que pour de petits vaisseaux de soixante tonneaux ». Il signale aussi l'existence d'un autre port au nord de l'île qui s'appelle La Corderie et précise que Bréhat produit du bon blé « mais en si petite quantité qu'il n'y en a que pour le tiers de l'année de la nourriture des habitants ». 

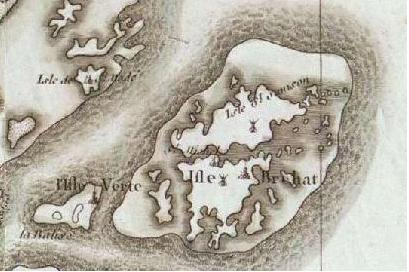
Bréhat vers 1780 (carte de Cassini).

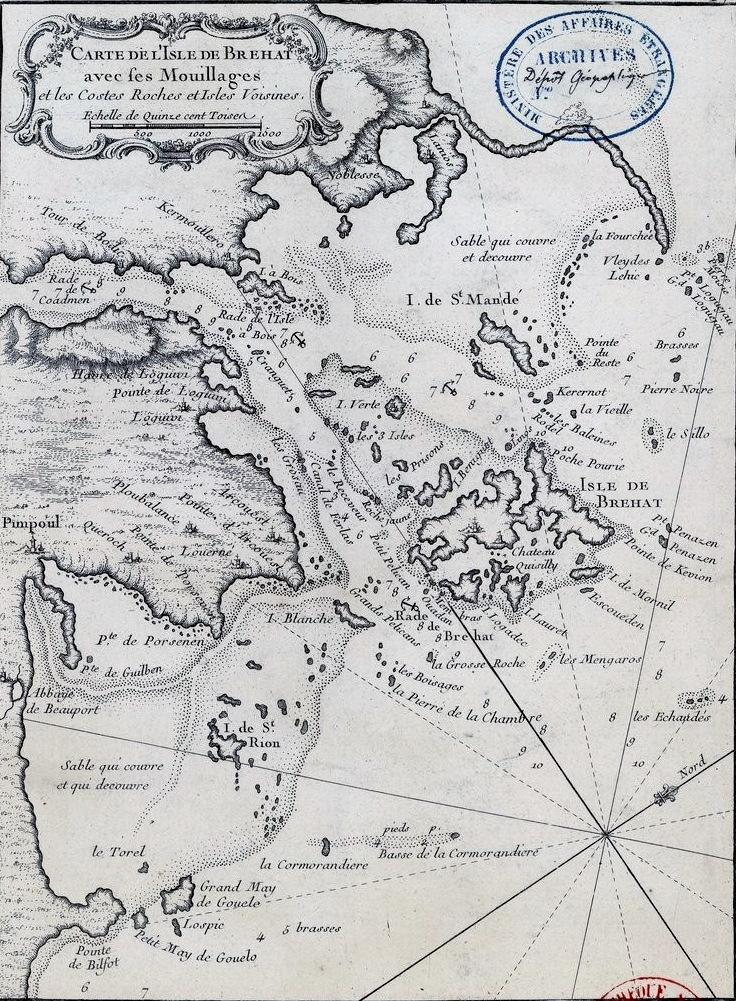
Carte de l'Isle-de-Bréhat par Jacques-Nicolas Bellin datant de 1764

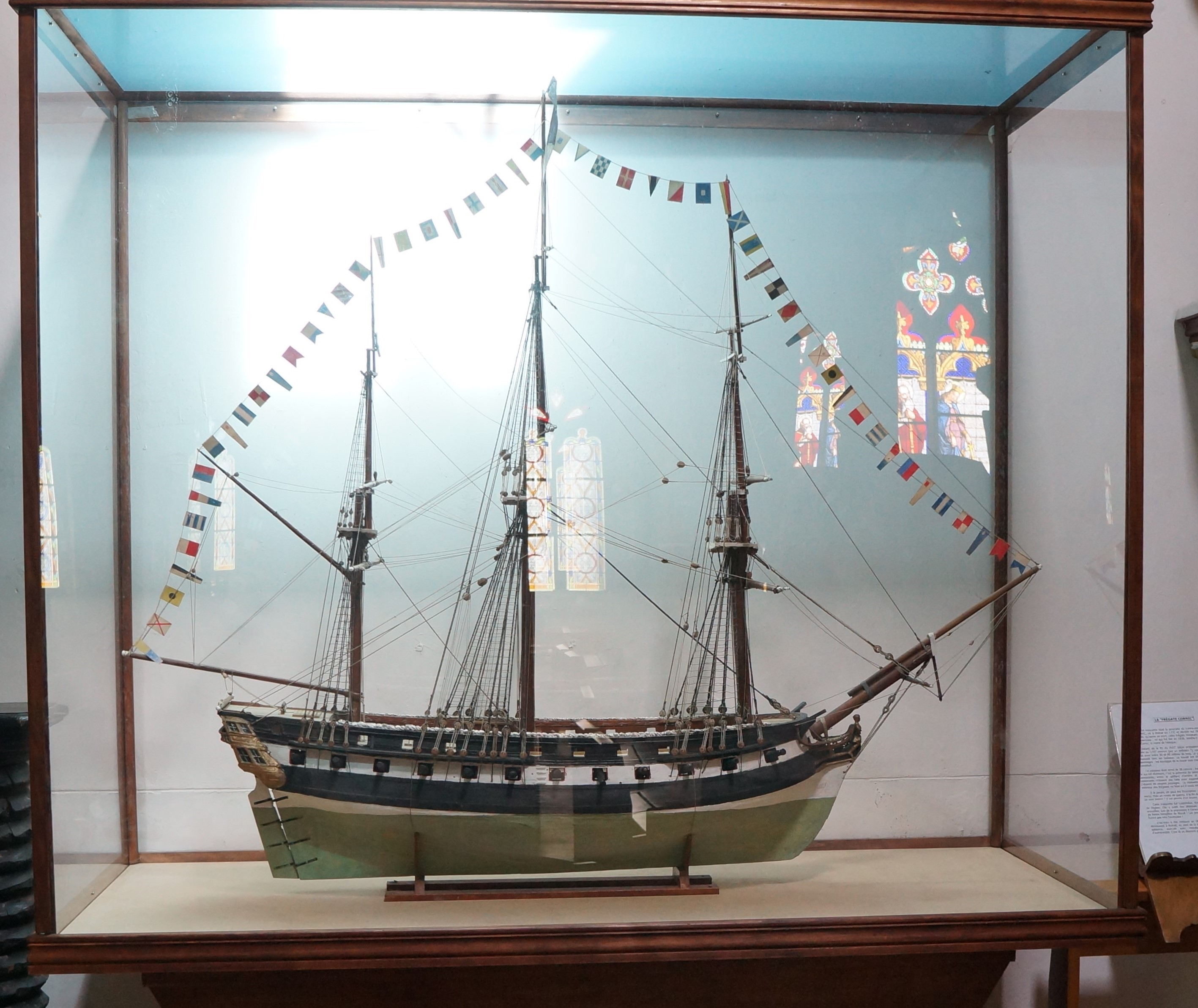
Bateau ex-voto (la frégate Reder Mor) offert par Charles Cornic à l'église Notre-Dame-de-Bonne-Nouvelle

Le prédicateur Julien Maunoir vint prêcher à Bréhat en 1642, 1673 et 1679.
Vauban fit installer une batterie côtière et construire le « Pont ar Prad » (pont de la prairie ou pont Vauban) afin de relier les deux parties de l'île.
De nombreux corsaires, les plus connus étant Coatenlem, Cornic-Duchesne, Cornic du Moulin, Canne-Fleuz, Nicolas Le Gonidec, Jacques Drézénec, Olivier Le Brujeon, Savidan, Yvon Le Gall, Arthur Le Roux, Poirier, Forger-Lambert et Corouge, habitant l'île ou y faisant souvent relâche, s’illustrèrent dans la chasse à l’Anglais, particulièrement sous les règnes de Louis XIV et Louis XV. Par exemple La Gazette du 3 août 1697 annonce l'arrivée à Bréhat d'un navire anglais pris par le navire corsaire Le Nicolas, un numéro de l'année 1745 informe que le vaisseau La Revanche, « armé en course à Bréhat », commandé par le corsaire Jean Fleury, « y a amené un [bateau] corsaire de Jersey », un autre numéro de l'année 1746 indique la prise d'un autre navire anglais venant de La Barbade chargé de sucre et de cacao, enlevé par le navire corsaire La Marie Magdeleine et celui du 7 janvier 1747 indique l'arrivée à Bréhat du navire anglais Le comte de Toulouze, dont s'est emparé le navire corsaire La Gloire. Une dizaine de "maisons de corsaires" sont encore de nos jours identifiées à Bréhat, notamment celle de Corouge-Lambert, datée de 1772. La pierre tombale du corsaire Emile Cano-Fleury, décorée de tibias et d’une tête de mort, se trouve dans le porche de l’église paroissiale.
Une association regroupant environ 800 membres regroupe les descendants des corsaires (de Bréhat et d'ailleurs) et entretient leur mémoire. Des naufrages se produisaient fréquemment : par exemple la Gazette du commerce du 29 mars 1774 relate brièvement la perte de trois bâtiments au large de Bréhat.
Jean-Baptiste Ogée décrit ainsi Bréhat en 1778 :

« Isle-de-Bréhat, à 20 lieues et demie à l'ouest-nord-ouest de Dol, son évêché ; à 26 lieues et demie de Rennes ; et à 1 lieue trois-quarts de Paimpol, sa subdélégation. Elle ressortit au siège royal de Saint-Brieuc ; on y compte 800 communiants ; la cure est présentée par l'abbé de Beauport. Cette isle a titre de châtellenie ; elle dépend du duché de Penthièvre et contient environ 300 arpents de terrein [terrain]. Elle est à une demi-lieue dans la mer. (…) On voit, dans les environs, de petites isles habitées, des rochers et des bancs de sable. La haute justice de Bréhat s'exerce à Paimpol et appartient à M. le Duc de Penthièvre. (…) [Des] lettres patentes de 1753 portent que les habitants de l'Isle-de-Bréhat seront exempts de fouages pendant quinze années. »

— Jean-Baptiste Ogée, Dictionnaire historique et géographique de la province de Bretagne

### La Révolution française
Une pétition en date du 30 juin 1790 indique que l'île emploie alors entre 400 et 500 marins. La chapelle de Kéranroux fut vendue comme bien national et la statue de Notre-Dame de Kéranroux cachée sur l'îlot de Roch-ar-Velen, situé dans l'anse de la Corderie.

### LeXIXesiècle

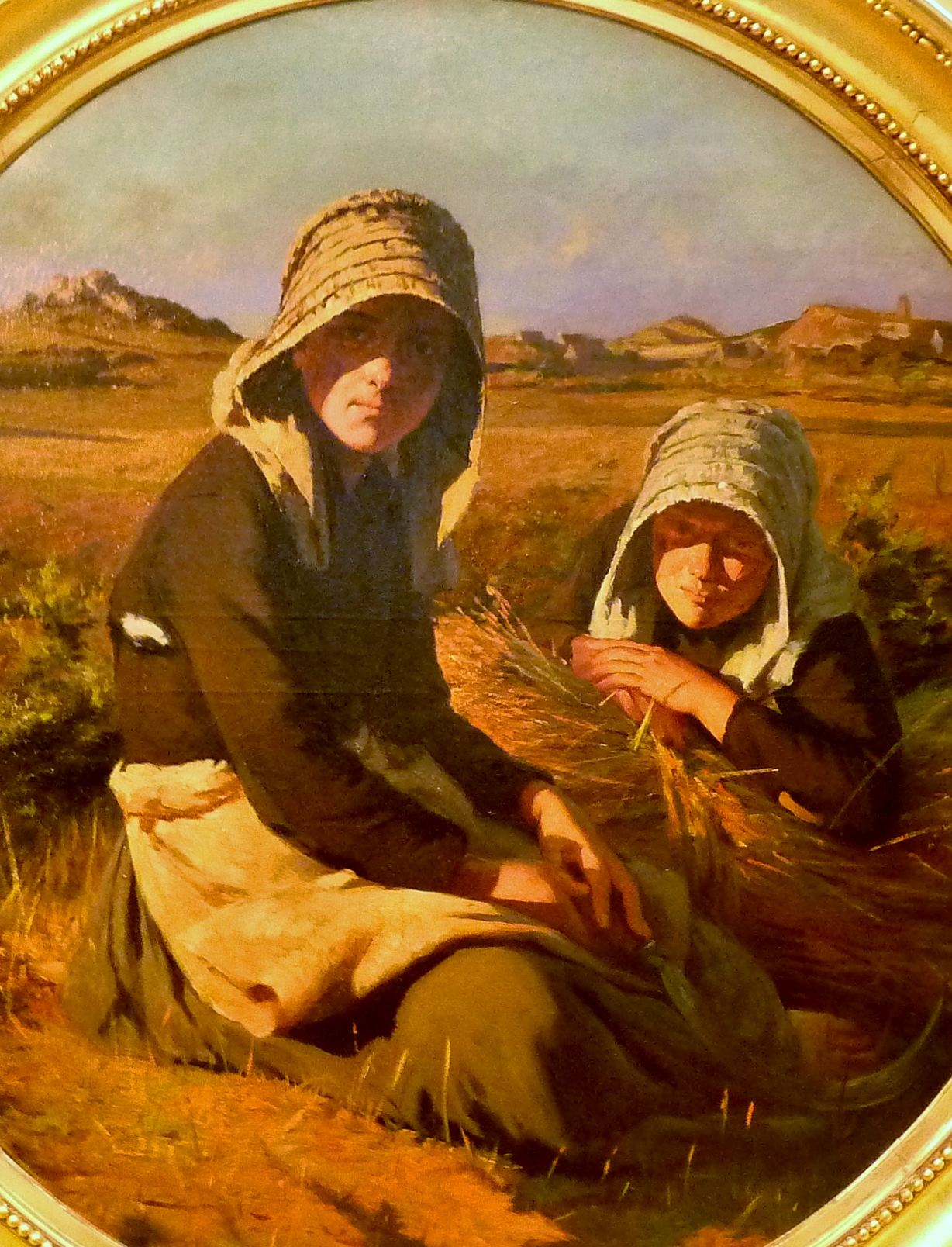
Pierre Dupuis : Moissonneuses

Bréhat souffrit beaucoup de l'épidémie de choléra en 1832 puis encore en 1854, avec respectivement 120 et 54 victimes. Les corsaires furent également nombreux jusqu'au XIXe siècle.

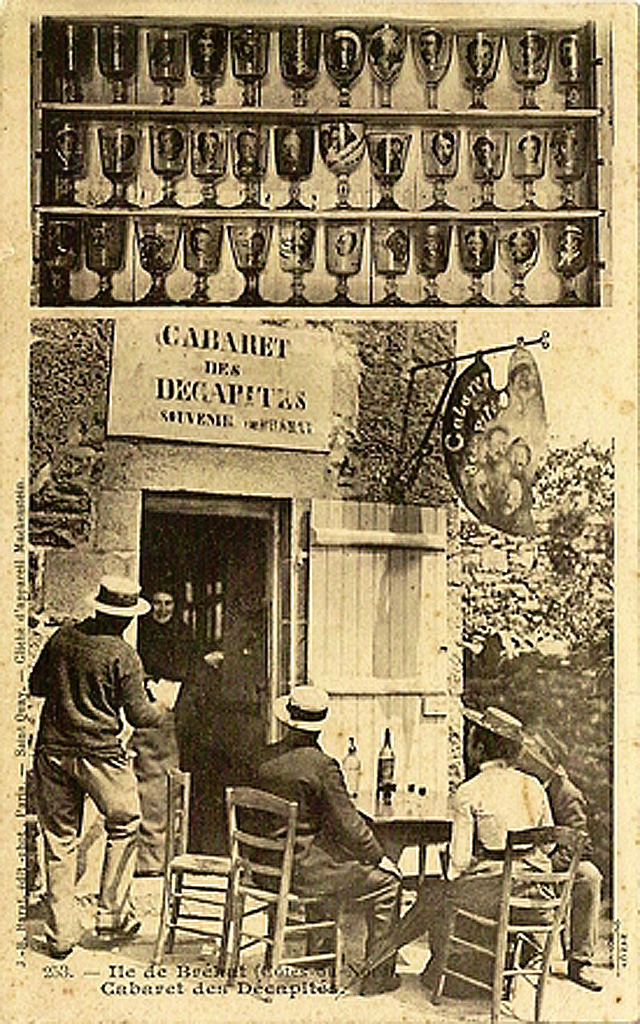
Le cabaret des décapités devait son nom aux verres décorés des têtes des clients.

A. Marteville et P. Varin, continuateurs d'Ogée, décrivent ainsi l'Île-de-Bréhat en 1843 :

« Île-de-Bréhat (sous l'invocation de la Vierge), commune formée par l'ancienne paroisse du même nom, aujourd'hui succursale. (…) Principaux villages : Saint-Rion, Kerien, Crec'hesquern, Toul-ar-Hoas, Crech-Rogen, Kervilon, Roc'hverien, Kerarguillis, Crec'h-ar-Gall, Crec'h-ar-Pol, Kerarguen, ar-Poullo, Keranroux, Crec'h Allano, ar Prad, Pen-ar-Prat, Crouezen, Gardenno, le Birlot, Kermiquel, Crec'h-Tarée, Kerguéréva, Crec'h Briand, Crec'h Simon, Crec'h Kerio, Roc'h Losquet, Crec'h -Guen. Supzerficie totale : 309 ha dont (…) terres labourables 117 ha, prés et pâtures 29 ha, vergers et jardins 14 ha, landes et incultes 133 ha, étangs 3 ha (…). Moulins : 2 (du Nord, de Crec'h-Tarée, à vent). (…) Cette île est aussi bien cultivée que le permet la présence continuelle du vent. Le myrte et surtout le figuier y réussissent bien. Chaque paysan ayant l'ambition d'être propriétaire, la valeur des terrains a monté, depuis quelques années, à un taux énorme. Il n'y a pas de fontaines, l'eau de pluie est la seule qui soit employée. (…) Il y a sur cette île sept corps-de-garde et douze batteries. On y aborde par trois hâvres, qui sont : au sud, le port Clos, à l'ouest, le port de la Corderie, enfin à l'est, le port de la Chambre. Ce dernier conserve à marée basse huit brassées d'eau. Outre ces hâvres, il y a encore quelques mouillages assez favorables. (…) Une curiosité naturelle que l'on voit dans cette île est la pierre branlante. Cette pierre, située dans la partie nord, est placée transversalement entre deux rochers entre lesquels la mer se précipite avec un bruit terrible. Géologie : constitution granitique ; le bourg est sur granite amphibolique. (…) On parle le breton. »

— A. Marteville et P. Varin, Dictionnaire historique et géographique de la province de Bretagne
Les mêmes auteurs précisent aussi que cette île est une pépinière d'excellents marins, citant notamment Charles Le Bozec (qui se distingua notamment lors de la Bataille du 13 prairial an II, un combat contre les navires anglais au large d'Ouessant, alors qu'il était enseigne de vaisseau à bord du vaisseau amiral La Montagne), Martin Le Forestier, Armand Le Bigot, Pierre Thomas qui s'illustrèrent lors des guerres napoléoniennes.
Certaines familles bréhatines sont de véritables dynasties de marins, par exemple la famille Le Bozec : Pierre Marie Yves Le Bozec, chevalier de la Légion d'honneur ; son père Yves Marie Le Bozec fut capitaine au long cours ; son grand-père paternel Pierre Marie Le Bozec, contre-amiral, fut commandeur de la Légion d'honneur et son grand-père maternel Pierre-Marie Yves Le Bozec, enseigne de vaisseau, fut chevalier de la Légion d'honneur ; le père de ce dernier Pierre René Le Bozec était lui-même capitaine de vaisseau.
Au XIXe siècle, la flottille des terre-neuvas (jusqu'à une quarantaine de bateaux) partait du port de la Corderie (40 barques de 50 à 100 tonneaux en 1834), qui s'ouvre plein ouest sur la haute mer ; de nombreux marins bréhatins embarquèrent aussi sur les goélettes de Paimpol à destination des parages de l’Islande et de Terre-Neuve pêcher la morue, d'autres allant à la pêche à la baleine. En 1866, Bréhat emploie 149 marins et pêcheurs au cabotage. Tous les parages de l'archipel étaient fréquentés par leurs petits bateaux calant peu et montés de voiles blanches ou brunes, allant jusqu'à Lézardrieux ou Paimpol. L'arrivée de la navigation à vapeur et le déclin de la pêche lointaine ont provoqué un net déclin : 42 marins recensés en 1901, 21 en 1925.
Le phare des Héaux de Bréhat est allumé pour la première fois en 1840.

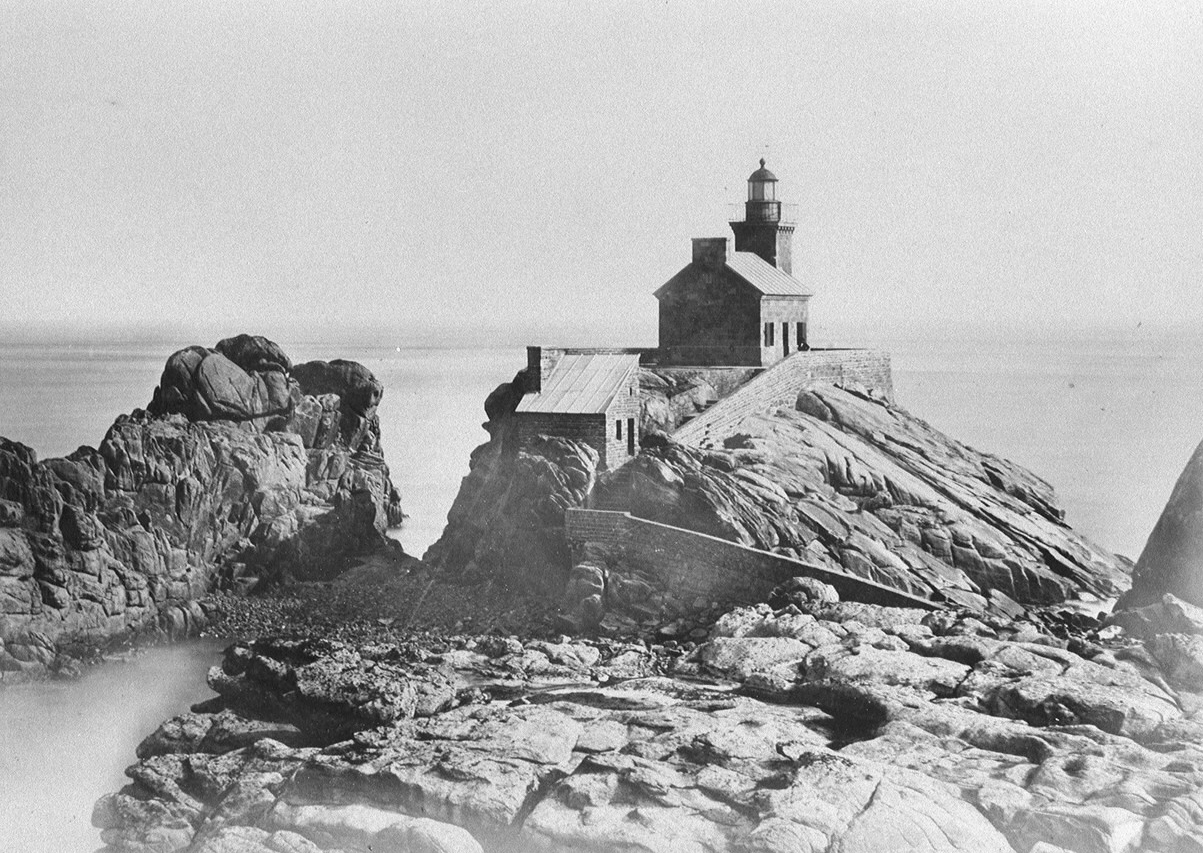
Le phare du Paon à Bréhat en 1873 (photographie de J. Duclos)
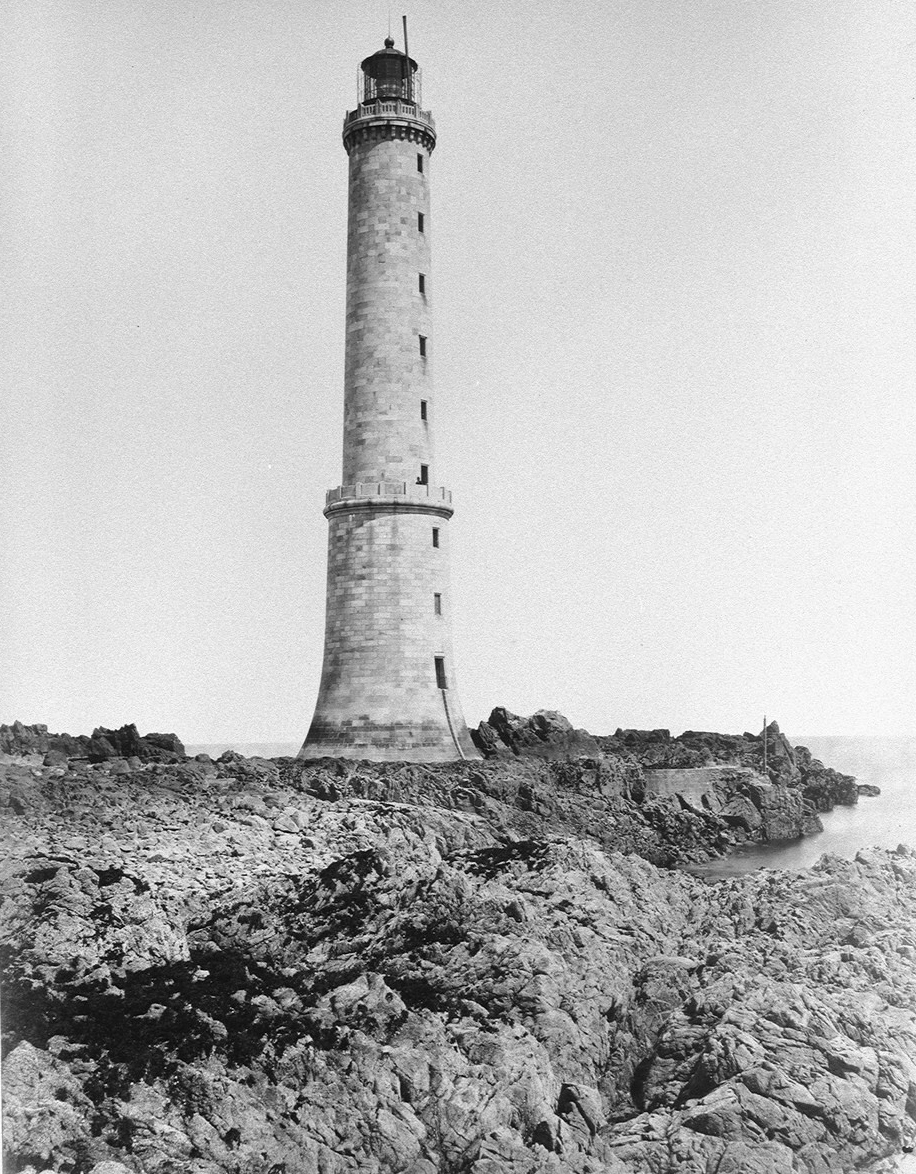
Le phare des Héaux de Bréhat en 1873 (photographie de J. Duclos)
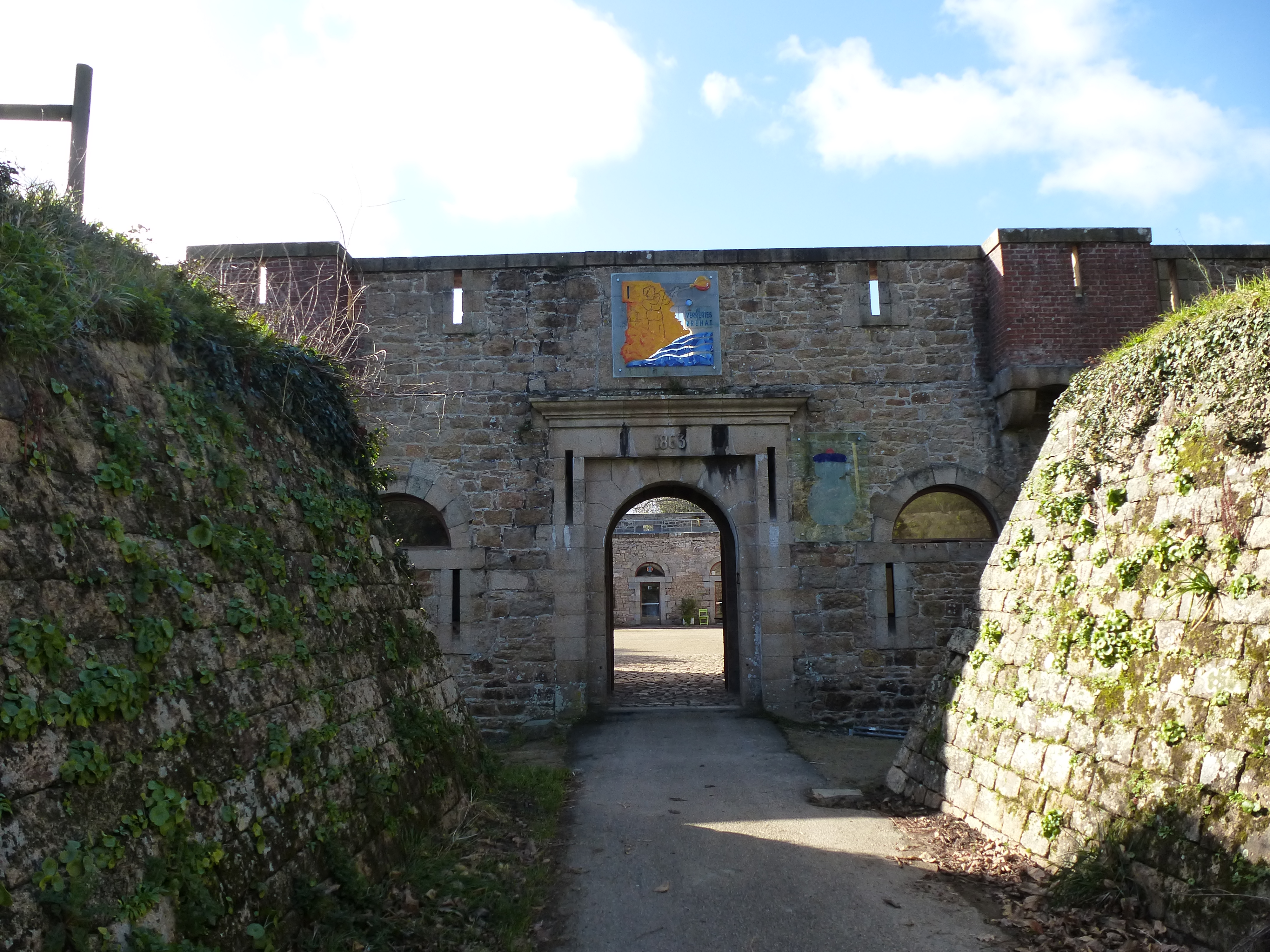
L'entrée de la citadelle de Bréhat

François-Marie Luzel décrit Bréhat en 1873 : « En breton Briat, [elle] a environ 1 400 habitants, beaucoup plus de femmes que d'hommes, deux prêtres, un maître d'école, des sœurs pour l'instruction des filles, une petite garnison de sept soldats pour garder une poudrière, un garde d'artillerie, un garde magasin, un sémaphore, un phare. La population est généralement aisée. Quelques capitaines au long cours ou au cabotage et des marins retraités sont réputés riches, ce qui n'est que relatif au reste de la population. La culture ordinaire consiste en un peu de céréales de toutes sortes et beaucoup de pommes de terre, qui sont excellentes. En fait de bétail, beaucoup de moutons, pas mal de vaches, deux chevaux seulement et quatre ânes. Ce sont les femmes qui cultivent la terre et exécutent presque tous les travaux réservés aux hommes. (…) Peu de pêcheurs ; le poisson est d'ailleurs peu abondant. (…) Tout le monde parle le breton et le français ».
Prosper Mérimée, parlant de la partie sud de l'île, a écrit : « Ce coin de terre semble exceptionnel. J'y voyais avec surprise des arbres du midi de la France. Oubliant leur soleil natal, des myrtes, des mûriers, des figuiers gigantesques couvraient la plage, laissant presque tomber leurs fruits dans les flots. (…) Mais il suffit de passer la chaussée que Vauban fit construire entre les deux îles pour changer de monde : ici tout devient lunaire, les rochers plus acérés, la végétation plus rase. (…) [On croit] se retrouver en Irlande : fougères, ajoncs et bruyères ont remplacé la végétation luxuriante du sud ».
La citadelle de Bréhat fut construite sous le Second Empire entre 1860 et 1862. Elle abrita des soldats jusqu'en 1875.
C'est en 1872 que l'Île-de-Bréhat est reliée télégraphiquement au continent, grâce à un câble venant de la Pointe de l'Arcouest sur Ploubazlanec.
Le 8 novembre 1878, le canot de sauvetage de Bréhat se porta au secours de la goélette Général-Pélissier, de Paimpol, en perdition, et parvint à la ramener au port de la Corderie. Le 6 mars 1896, le canot de sauvetage de Bréhat sauva les 4 hommes de la gabare de pêche Anna, de Pleubian, en perdition. De nombreux autres sauvetages eurent lieu, trop nombreux pour être tous cités. L'histoire de cette station de sauvetage est évoquée dans la chapelle de Keranroux. Louis Gaillard a raconté un sauvetage effectué le 19 novembre 1893 par des Bréhatins dans deux articles du journal Gil Blas. Le 1er septembre 1900, le torpilleur Bouët-Willaumez, mesurant 41 mètres de long et 8 mètres de large, ayant un équipage de 22 hommes, coula sur la Roche Gautier, près des Roches Douvres, non loin de l'île de Bréhat.
Charles Bos écrit en 1897 à propos de Bréhat : « Pas de médecin, pas de pharmacien, pas même de sage-femme, mais en revanche deux curés et je ne sais combien de sœurs ».

### LeXXesiècle

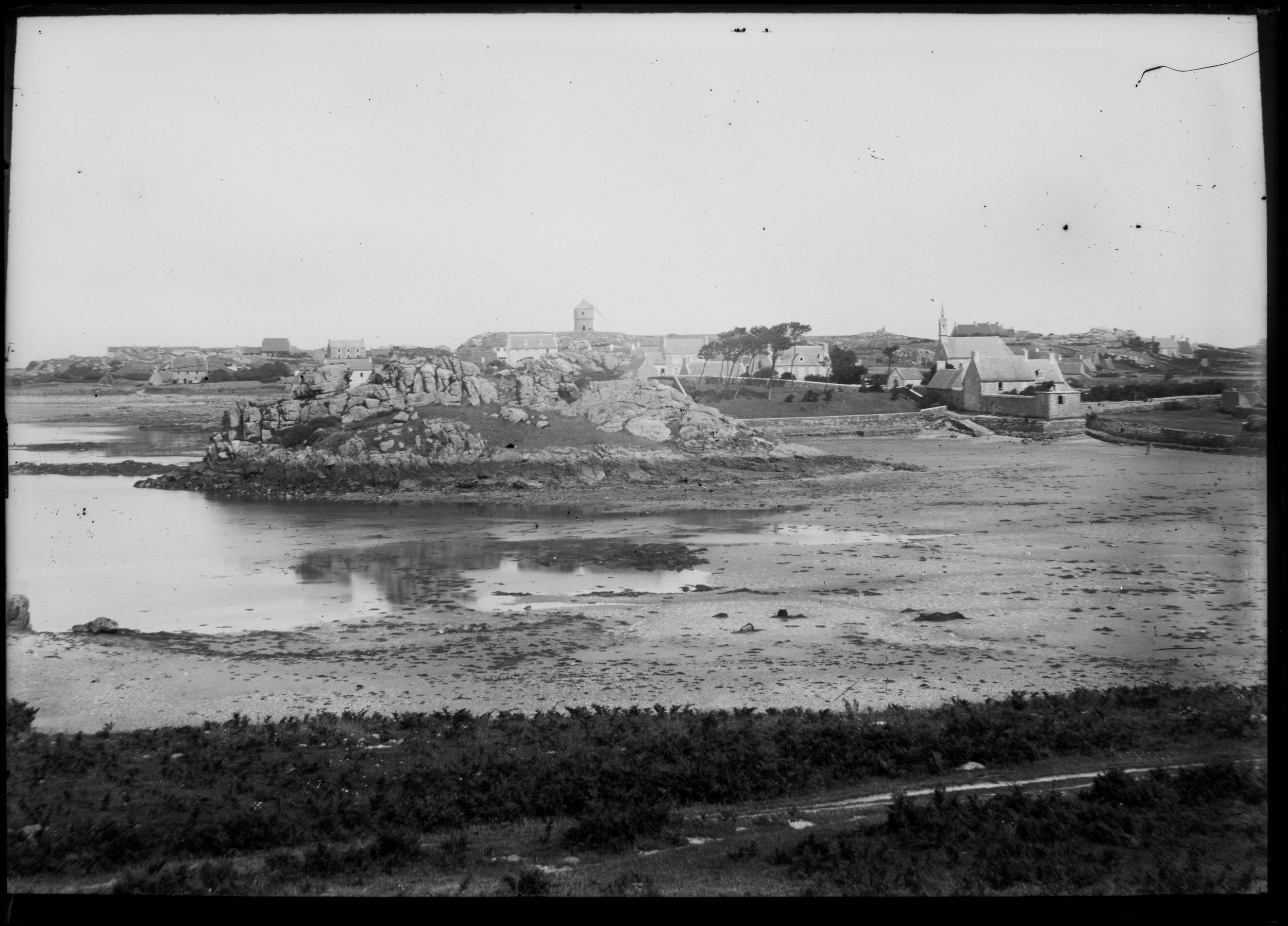
Vue de l'île de Bréhat à marée basse (Photographie prise par Paul Gruyer au début du XXe siècle)

De nombreuses personnalités et artistes séjournèrent sur l'île : Prosper Mérimée, Ernest Renan, Pierre Loti, Max Jacob, Maurice Sachs, Théodore Botrel, Allan Osterlind, les frères Edmond et Jules de Goncourt, Paul Gauguin, André Barsacq, Emil Cioran, Robert Giraud, Louis Guillaume, André Vermare, Paul Vaillant-Couturier, Charles Le Goffic ou Kume Keiichirō.

#### La Belle Époque

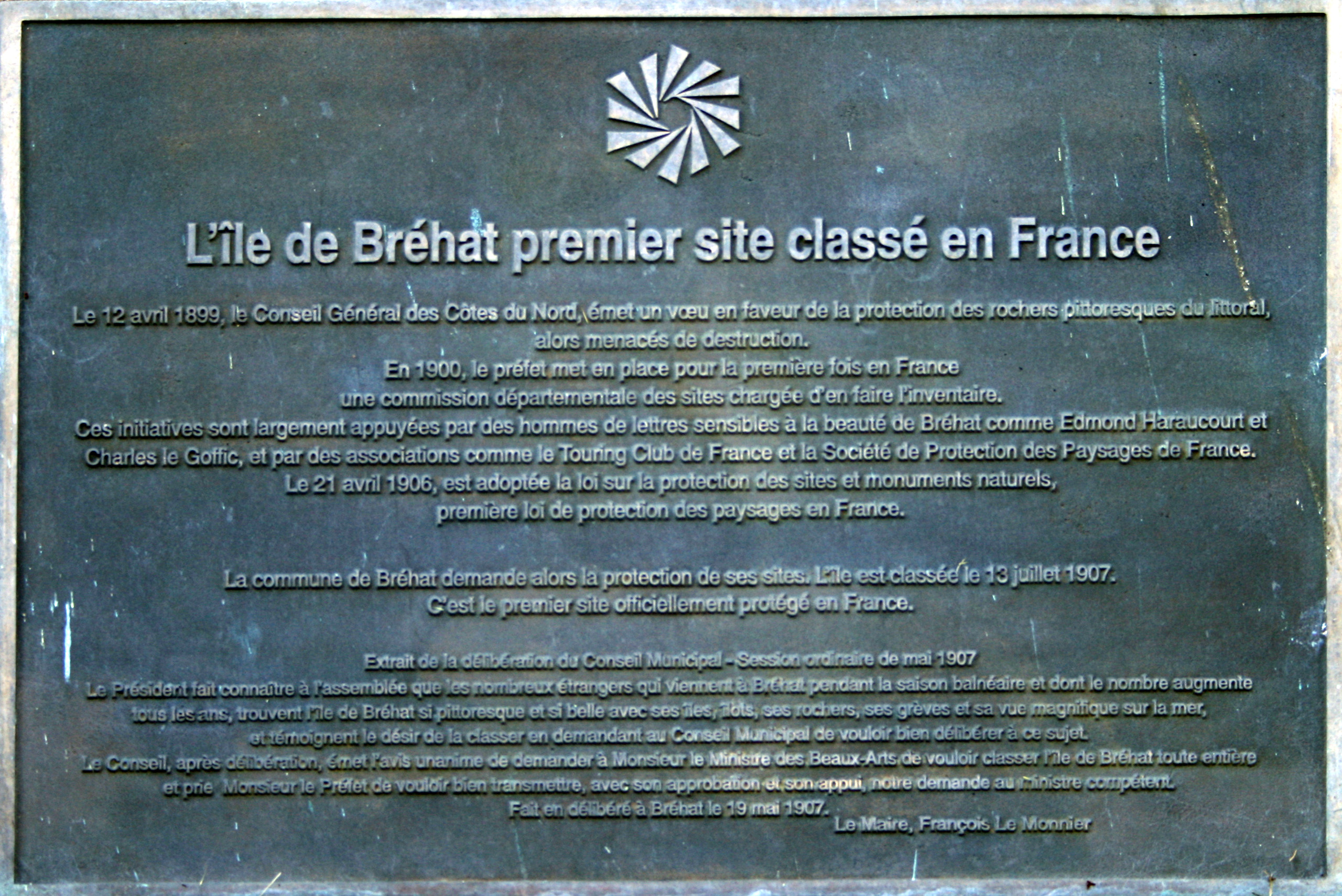
Plaque inaugurale du classement de Bréhat.

Les paysages granitiques de Bréhat furent endommagés par l'extraction intensive du granite lors de la construction du port de Paimpol, ce qui suscita l'indignation de Charles Le Goffic. En 1899 le conseil général des Côtes-du-Nord émit un vœu en faveur de la protection des rochers pittoresques du littoral et en mai 1907 le conseil municipal de Bréhat demanda le classement de l'île au titre de la protection des paysages ; le classement intervint le 13 juillet 1907 et Bréhat devint le premier site classé officiellement protégé en France au titre des « sites et monuments naturels de caractère artistique » à préserver.

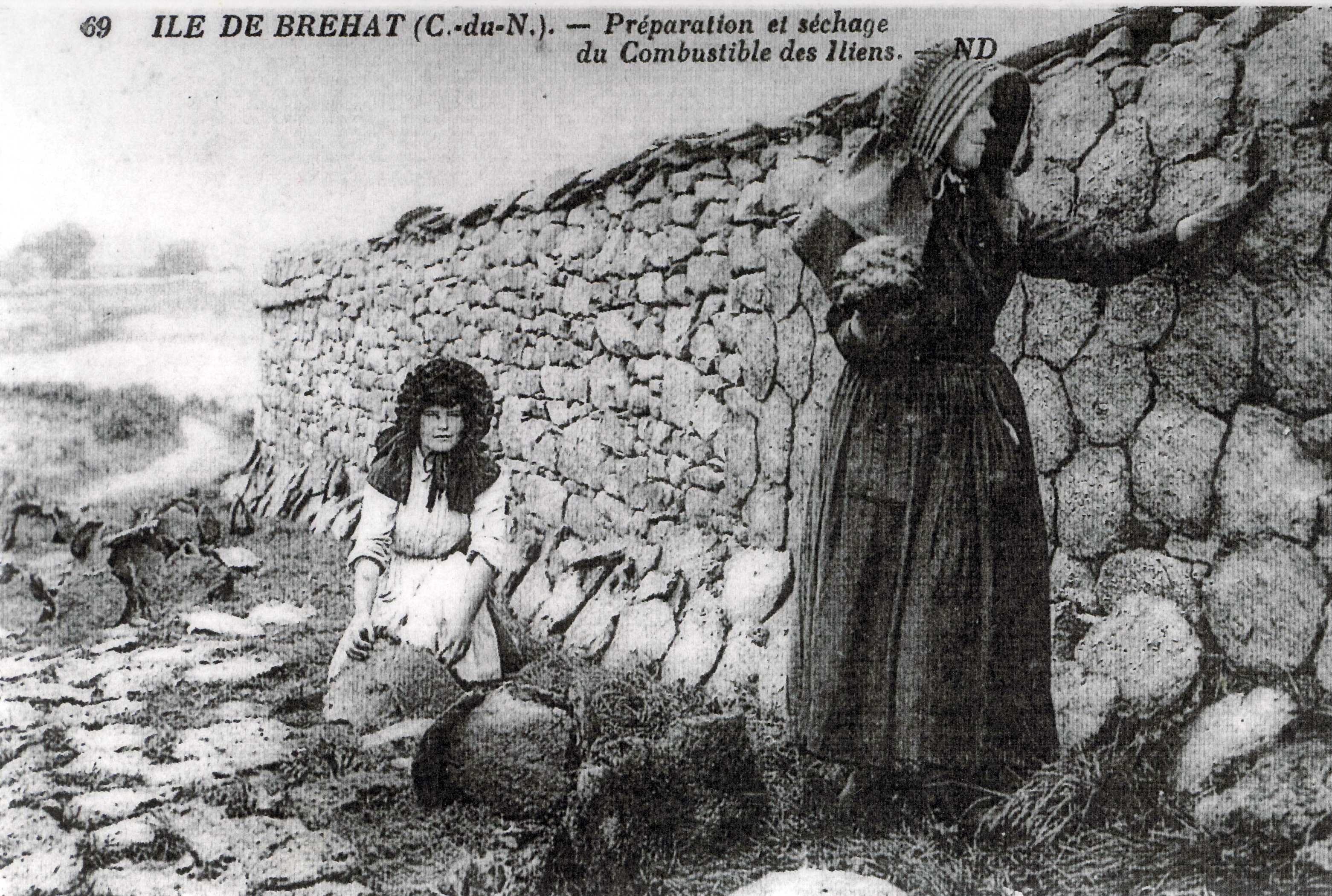
Préparation et séchage du combustible (bouses de vache séchées) des Îliens vers 1910.

L'achat par un Allemand, Max Kahn, de plusieurs terrains dans l'archipel de Bréhat dans les premières années du XXe siècle provoqua un émoi et des interrogations, allant jusqu'à des accusations d'espionnage.

#### La Première Guerre mondiale
Le monument aux morts de l'Île-de-Bréhat porte les noms de 34 marins et soldats morts pour la France pendant la Première Guerre mondiale. Parmi eux neuf au moins sont des marins disparus en mer dont Eugène Floury, décoré de la Médaille militaire et de la Croix de guerre et Édouard Drillet, cité à l'ordre de l'armée, disparu le 8 octobre 1916 au large de Corfou (Grèce); André Le Quellec est mort de maladie à Mascate (Oman) et Alain Nicolas des suites de ses blessures à Casablanca (Maroc) ; trois (Lucien Mariette, Sylvain Menguy, Jean Trichet) sont des soldats morts sur le front belge ; Eugène Durand est mort en 1918 à Salonique (Grèce) dans le cadre de l'expédition de Salonique ; la plupart des autres sont morts sur le sol français.

#### L'entre-deux-guerres

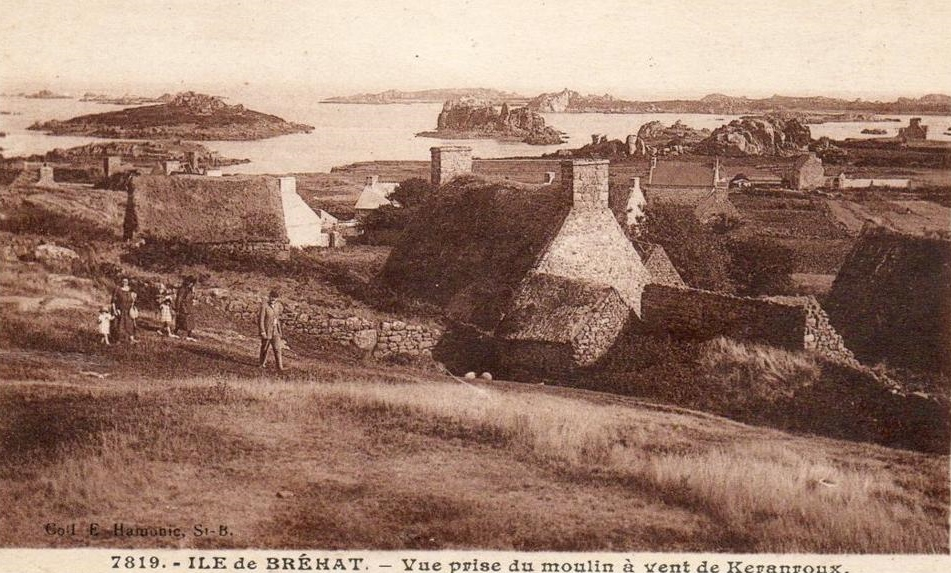
Bréhat vers 1920 (vue prise depuis le moulin à vent de Keranroux)

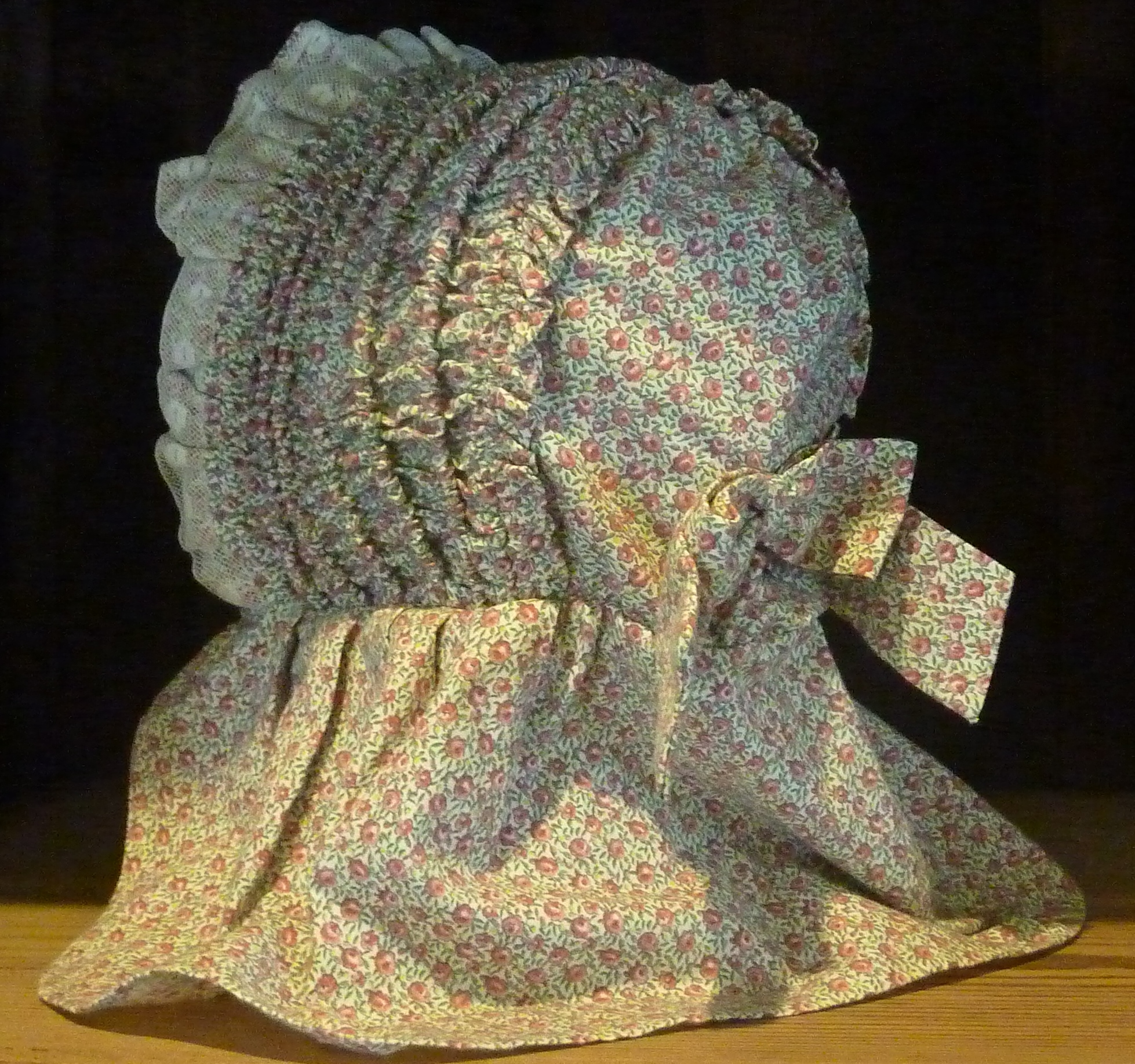
Coiffe "capot" de l'Île de Bréhat (Écomusée de Plouigneau).

Pendant l'entre-deux-guerres, le 14 août 1927, fut inauguré le nouveau canot de sauvetage de Bréhat, dénommé François-Henri Provensal. Ce canot remplaça le Albert Henriette, qui avait été mis en service en 1909, lequel avait lui-même remplacé le Notre-Dame de Keranrou (qui avait notamment secouru la goélette Espérance le 20 novembre 1904).
Le François-Henri Provensal fit de nombreux sauvetages, par exemple de plusieurs bateaux de pêche lors de la tempête des 15 et 16 mars 1934. Volant, patron de ce canot de sauvetage, fut fait chevalier de la Légion d'honneur en 1932 avec la citation suivante : « Depuis 35 ans, canotier, pus patron du canot de sauvetage de la station de Bréhat, a dirigé ou pris part à 29 sorties de sauvetage au cours desquelles 19 personnes ont été sauvées ».

#### La Seconde Guerre mondiale
Suzanne Wilborts, alias "Sidonie Gibbons", infirmière et épouse du médecin de l'île Adrien Wilborts (lequel fut aussi peintre), fut à l'origine du réseau de résistance "Georges France 31", dit aussi "la bande à Sidonie", qui fit essentiellement de l'espionnage, transmettant des renseignements à l'Intelligence Service. Ce réseau accueillit au printemps 1941 un envoyé du BCRA, le capitaine Maurice Duclos. Ce réseau d'espionnage et d'évasion (via Nantes) fonctionna jusqu'en mars 1942, mais la plupart de ses membres furent arrêtés successivement à partir du 1er novembre 1941, le réseau ayant été infiltré par des Français travaillant pour les Allemands : 25 membres du réseau (surtout des Nantais) furent déportés (14 moururent dans des camps de concentration). Jean-Baptiste Legeay fut décapité le 10 février 1943 à Cologne, Adrien (mort en déportation) et Suzanne Wilborts arrêtés le 22 mars 1942 et déportés, ainsi que leur fille Marie-José Chombart de Lauwe (elles survécurent à la déportation) ; Josette Bocq mourut à Bergen-Belsen, Anne Leduc survécut à la déportation, tout comme Henriette Le Belzic ; Georges Le Bonniec et André Marchais, tous deux de Lanvollon, furent décapités aussi à la prison du Klingeputz à Cologne le 20 octobre 1942.
Le 15 janvier 1942, cinq jeunes gens (François Menguy, Pierre Guélorguet, Claude Robinet et deux élèves de l'école maritime de Paimpol) partirent depuis l'Île-de-Bréhat vers l'Angleterre (Portsmouth) à bord de la vedette Korrigane et rejoignirent les rangs de la France Libre.
Le monument aux morts de l'Île-de-Bréhat porte les noms de 13 personnes mortes pour la France pendant la Seconde Guerre mondiale ; parmi elles des marins comme Marcel Le Guen, marin mort de maladie à Beyrouth (Liban) le 20 octobre 1942, Georges Paranthoen, lieutenant de vaisseau, mort lors du torpillage de son bateau, le cargo Anadyr II, à Ismaïlia (Égypte) le 17 juillet 1943 ; des résistants comme Éric Peters, fusillé au Mont Valérien le 1er août 1942, Raymond Famel, mort en déportation le 23 avril 1945 à Ganacker (annexe du camp de concentration de Flossenbürg (Allemagne), Adrien Wilborts, déporté, mort au camp de concentration de Buchenwald le 24 février 1944 ; Florian Huon est mort en captivité le 19 mai 1944 à Krems an der Donau en Autriche.
William Mitchell et trois autres marins britanniques non identifiés, victimes du naufrage du HMS Charybdis le 23 octobre 1943 reposent dans le carré militaire du cimetière de l'Île-de-Bréhat.
Bréhat fut occupée par les Allemands pendant la Seconde Guerre mondiale jusqu'au 4 août 1944. Au moment de leur retraite, ils dynamitèrent les phares du Paon et du Rosédo.

#### L'après Seconde Guerre mondiale
Jean Le Cleuziat, matelot, est mort des suites de ses blessures le 27 octobre 1951 à Thudaumaut (Viêt Nam) pendant la Guerre d'Indochine.
Le 15 août 1955 fit naufrage la vedette L'Aide-Toi, qui faisait le tour de Bréhat ; le drame fit quatorze morts (des membres de la famille Jouanny de Quemperven, dont trois enfants) et huit survivants, pour certains difficilement réanimés,.

### LeXXIesiècle

#### Le problème de la surfréquentation touristique
Les jours de pointe de fréquentation touristique, plus de 5 000 touristes débarquent dans l'île (c'est arrivé quatre fois en 2022). Un arrêté municipal, entré en vigueur en juillet 2023, limite à un quota de 4 700 visiteurs par jour la fréquentation touristique possible.

### Langue bretonne
Le breton est longtemps resté la seule langue parlée par les îliens, probablement jusqu'au début du XIXe siècle. Cependant, le français fait son apparition bien plus tôt que sur le continent. Les Bréhatins commencent ainsi à l'employer dès les années 1850, sans doute parce qu'un grand nombre d'entre eux servent alors dans la marine marchande. En 1920, l'enquêteur Pierre Le Roux relève que « le breton n'est plus parlé que par très peu de personnes, très âgées ». On peut supposer que les derniers locuteurs se sont éteints dans les années 1940.
Le dialecte bréhatin, comme le montre l'Atlas Linguistique de la Basse-Bretagne, rédigé en 1927, est très proche du breton du Goëlo. Il possédait néanmoins quelques formes plus archaïques, du fait de son isolement relatif du continent. Pour l'heure, il n'a pas été retrouvé d'enregistrements dans ce dialecte.

### Liste des maires

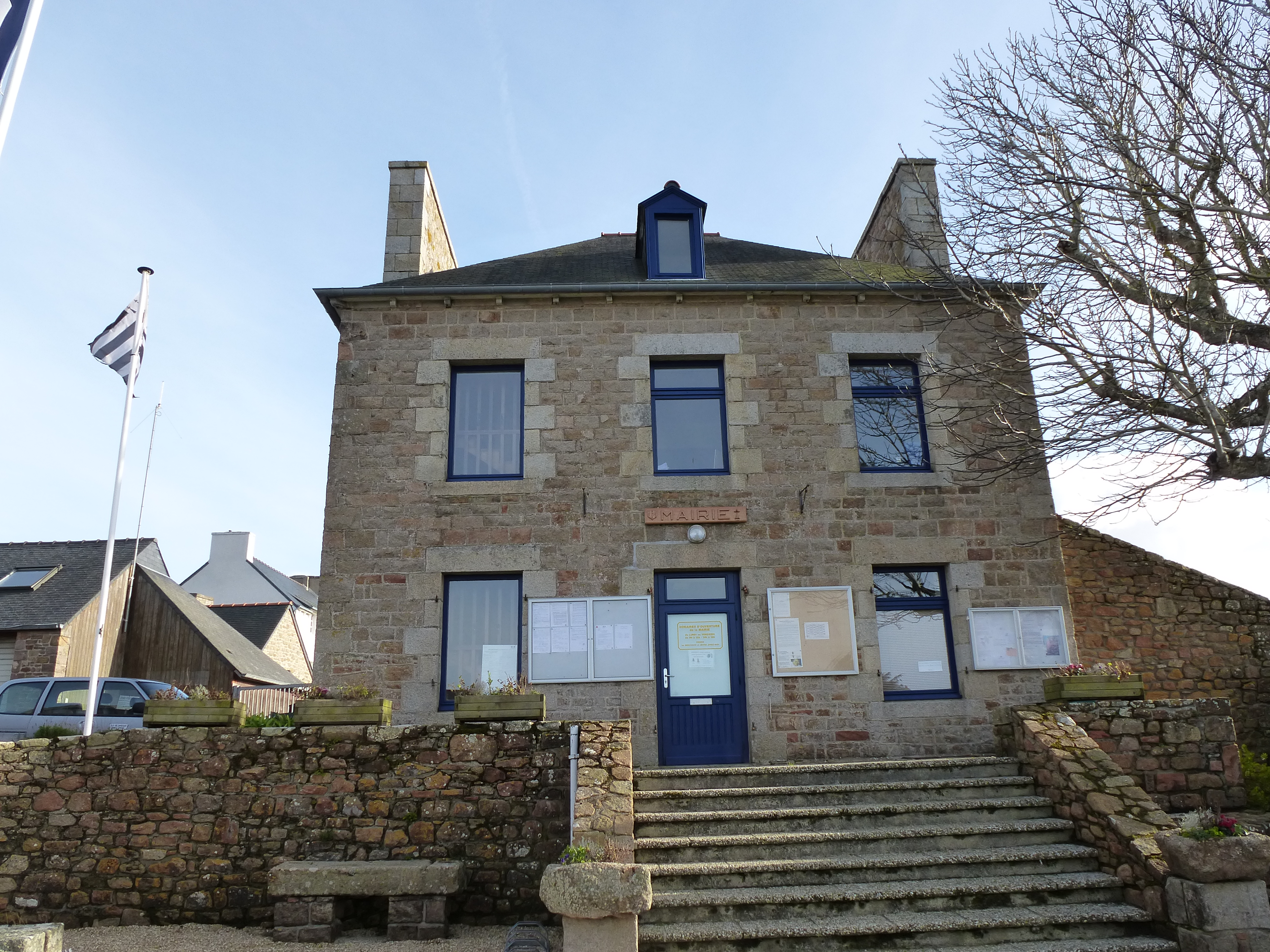
La mairie de Bréhat

## Politique et administration

### Finances locales
Cette sous-section présente la situation des finances communales de Île-de-Bréhat,.
Pour l'exercice 2013, le compte administratif du budget municipal de Île-de-Bréhat s'établit à 1 339 000 € en dépenses et 1 395 000 € en recettes :
En 2013, la section de fonctionnement se répartit en 958 000 € de charges (2 254 € par habitant) pour 1 060 000 € de produits (2 494 € par habitant), soit un solde de 102 000 € (240 € par habitant), :
- le principal pôle de dépenses de fonctionnement est celui des charges de personnels[Fin. 3] pour une valeur totale de 454 000 € (47 %), soit 1 068 € par habitant, ratio supérieur de 228 % à la valeur moyenne pour les communes de la même strate (326 € par habitant). Sur la période 2009 - 2013, ce ratio augmente de façon continue de 886 € à 1 068 € par habitant ;
- la plus grande part des recettes est constituée des impôts locaux[Fin. 4] pour 500 000 € (47 %), soit 1 176 € par habitant, ratio supérieur de 102 % à la valeur moyenne pour les communes de la même strate (583 € par habitant). En partant de 2009 et jusqu'à 2013, ce ratio fluctue et présente un minimum de 688 € par habitant en 2010 et un maximum de 1 176 € par habitant en 2013.

Les taux des taxes ci-dessous sont votés par la municipalité de Île-de-Bréhat. Ils ont varié de la façon suivante par rapport à 2012 :
- la taxe d'habitation constante 25,40 % ;
- la taxe foncière sur le bâti sans variation 17,55 % ;
- celle sur le non bâti constante 57,00 %.

La section investissement se répartit en emplois et ressources. Pour 2013, les emplois comprennent par ordre d'importance :
- des dépenses d'équipement[Fin. 6] pour une valeur totale de 358 000 € (94 %), soit 841 € par habitant, ratio supérieur de 65 % à la valeur moyenne pour les communes de la même strate (510 € par habitant). Sur les 5 dernières années, ce ratio fluctue et présente un minimum de 424 € par habitant en 2011 et un maximum de 841 € par habitant en 2013 ;
- aucun remboursement d'emprunt[Fin. 7].

Les ressources en investissement de Île-de-Bréhat se répartissent principalement en :
- fonds de compensation pour la TVA pour une valeur totale de 30 000 € (9 %), soit 70 € par habitant, ratio supérieur de 19 % à la valeur moyenne pour les communes de la même strate (59 € par habitant). Depuis 5 ans, ce ratio fluctue et présente un minimum de 33 € par habitant en 2012 et un maximum de 162 € par habitant en 2009 ;
- subventions reçues pour une valeur de 20 000 € (6 %), soit 47 € par habitant, ratio inférieur de 66 % à la valeur moyenne pour les communes de la même strate (140 € par habitant).

L'endettement de Île-de-Bréhat au 31 décembre 2013 peut s'évaluer à partir de trois critères : l'encours de la dette, l'annuité de la dette et sa capacité de désendettement :
- l'encours de la dette pour une valeur de 1 000 €, soit 2 € par habitant, ratio inférieur de 100 % à la valeur moyenne pour les communes de la même strate (621 € par habitant). Depuis 5 ans, ce ratio augmente de façon continue de 0 € à 2 € par habitant[Cmpts 5] ;
- aucune annuité pour la dette. Depuis 5 ans, ce ratio diminue de façon continue de 15 € à 0 € par habitant[Cmpts 5] ;
- la capacité d'autofinancement (CAF) pour un montant de 234 000 €, soit 550 € par habitant, ratio supérieur de 96 % à la valeur moyenne pour les communes de la même strate (280 € par habitant). Sur les 5 dernières années, ce ratio fluctue et présente un minimum de 234 € par habitant en 2009 et un maximum de 717 € par habitant en 2011[Cmpts 6]. La capacité de désendettement est de moins d'un an en 2013. Sur une période de 14 années, ce ratio est constant et faible (inférieur à 4 ans)

### Projet Alimentaire Territorial
À la suite d'une délibération du conseil municipal du 29 janvier 2021, la commune de l’Île-de-Bréhat s’est dotée d’un PAT dénommé « Ouzh Taol ! » (À table !), officiellement lancé le 23 août 2021 par une convention entre la commune et la DRAAF Bretagne. Il bénéficie d’une subvention de 100 000 euros sur 3 ans, plafonnée à 70 % du budget total. Ce projet s’appuie notamment sur les diagnostics et les actions menés depuis 2017. Il vise à donner un cadre stratégique et opérationnel, à des actions partenariales répondant à des enjeux sociaux, environnementaux, économiques et de santé dont l’alimentation devient l'axe intégrateur et structurant.

## Démographie
La population permanente, dont l'essentiel se regroupe autour du bourg situé dans la partie orientale de l'« île sud », a fortement diminué (près de 2 000 habitants en 1846, 1 559 en 1873, 1 400 en 1952, 653 en 1982, 421 en 1999, 406 en 2001 et 439 en 2007). 

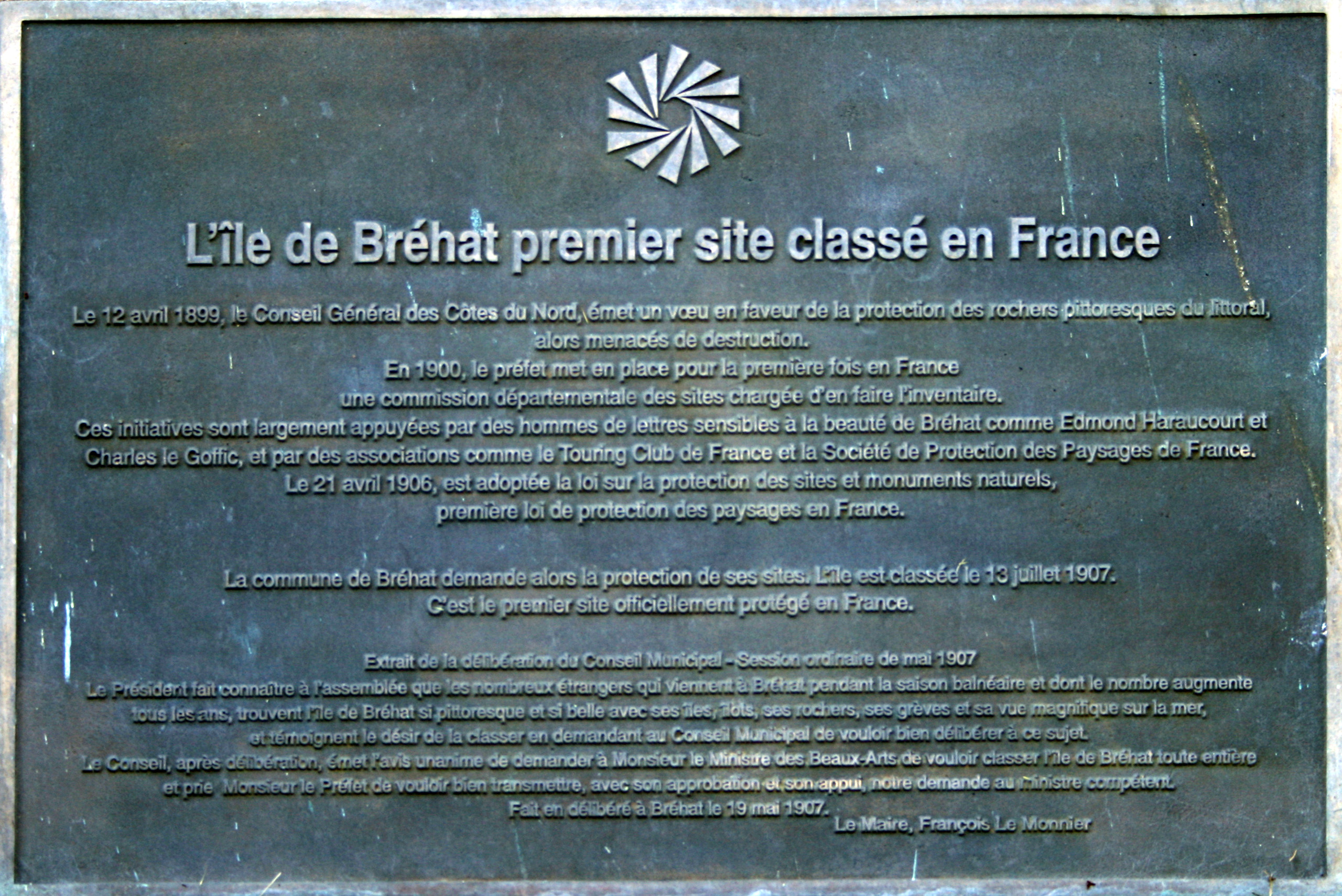
Plaque commémorant Bréhat comme 1er site classé en France.

En revanche, la population estivale peut atteindre une dizaine de milliers de personnes.
L'évolution du nombre d'habitants est connue à travers les recensements de la population effectués dans la commune depuis 1793. Pour les communes de moins de 10 000 habitants, une enquête de recensement portant sur toute la population est réalisée tous les cinq ans, les populations de référence des années intermédiaires étant quant à elles estimées par interpolation ou extrapolation. Pour la commune, le premier recensement exhaustif entrant dans le cadre du nouveau dispositif a été réalisé en 2006.

En 2022, la commune comptait 427 habitants, en évolution de +17,31 % par rapport à 2016 (Côtes-d'Armor : +1,78 %, France hors Mayotte : +2,11 %).
| 1793  | 1800  | 1806  | 1821  | 1831  | 1836  | 1841  | 1846  | 1851  |
| ----- | ----- | ----- | ----- | ----- | ----- | ----- | ----- | ----- |
| 1 318 | 1 475 | 1 444 | 1 488 | 1 550 | 1 483 | 1 519 | 1 941 | 1 357 |

| 1856  | 1861  | 1866  | 1872  | 1876  | 1881  | 1886  | 1891  | 1896 |
| ----- | ----- | ----- | ----- | ----- | ----- | ----- | ----- | ---- |
| 1 348 | 1 202 | 1 212 | 1 114 | 1 059 | 1 172 | 1 086 | 1 012 | 984  |

| 1901 | 1906  | 1911  | 1921 | 1926 | 1931 | 1936 | 1946 | 1954 |
| ---- | ----- | ----- | ---- | ---- | ---- | ---- | ---- | ---- |
| 995  | 1 062 | 1 016 | 977  | 980  | 959  | 830  | 855  | 843  |

| 1962 | 1968 | 1975 | 1982 | 1990 | 1999 | 2006 | 2011 | 2016 |
| ---- | ---- | ---- | ---- | ---- | ---- | ---- | ---- | ---- |
| 700  | 653  | 553  | 511  | 461  | 421  | 438  | 400  | 364  |

| 2021 | 2022 | - | - | - | - | - | - | - |
| ---- | ---- | - | - | - | - | - | - | - |
| 402  | 427  | - | - | - | - | - | - | - |

## Culture locale et patrimoine
Le 13 juillet 1907, Bréhat sera le premier site naturel à être classé ou inscrit au titre des « sites et monuments remarquables naturels de caractéristiques artistiques ».
Plus de 50 % du territoire de l'archipel sont classés en espaces remarquables,.
Cinq sentiers de randonnée sillonnent l'île, ses lieux et ses monuments.

### Lieux et monuments
Partie de l'île nord
- le phare du Paon
- le phare des Roches-Douvres
- la ruine de la chapelle St-Rion[131]
- Ar Men Plat
- Or ar Ouis
- Beg Pesquen
- la pointe du Crouc
- Chaise de Renan
- le Chandelier
- le moulin de Crec'h-ar-Pot
- le phare du Rosédo[132]
- le sémaphore

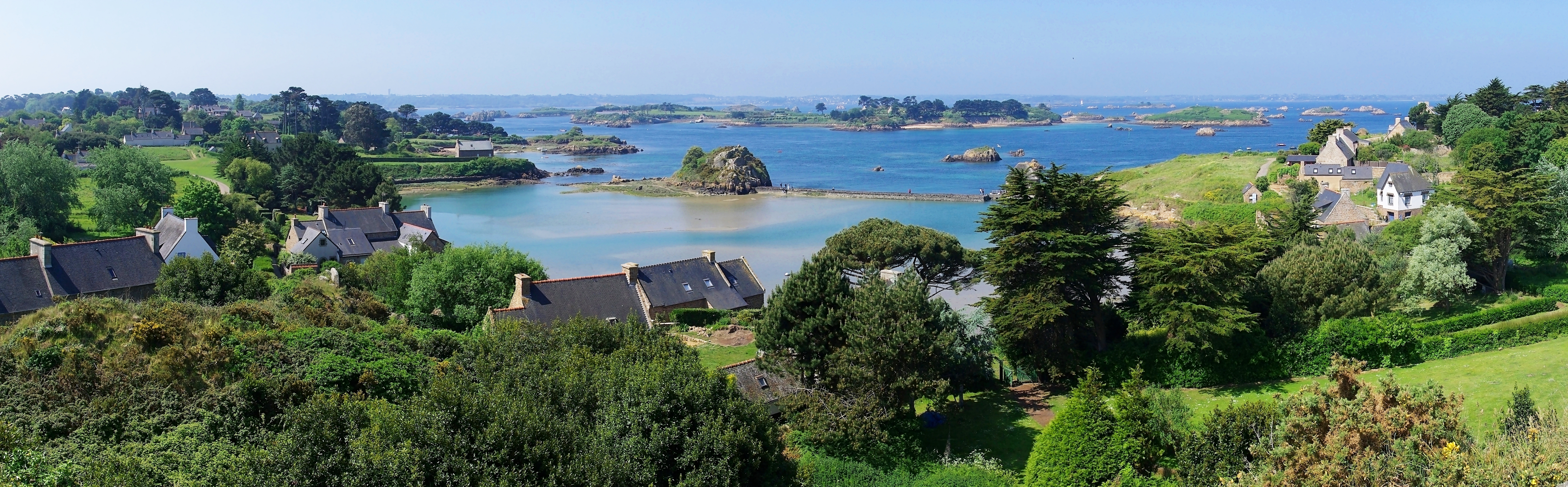
Vue vers le nord-ouest depuis la chapelle Saint-Michel.

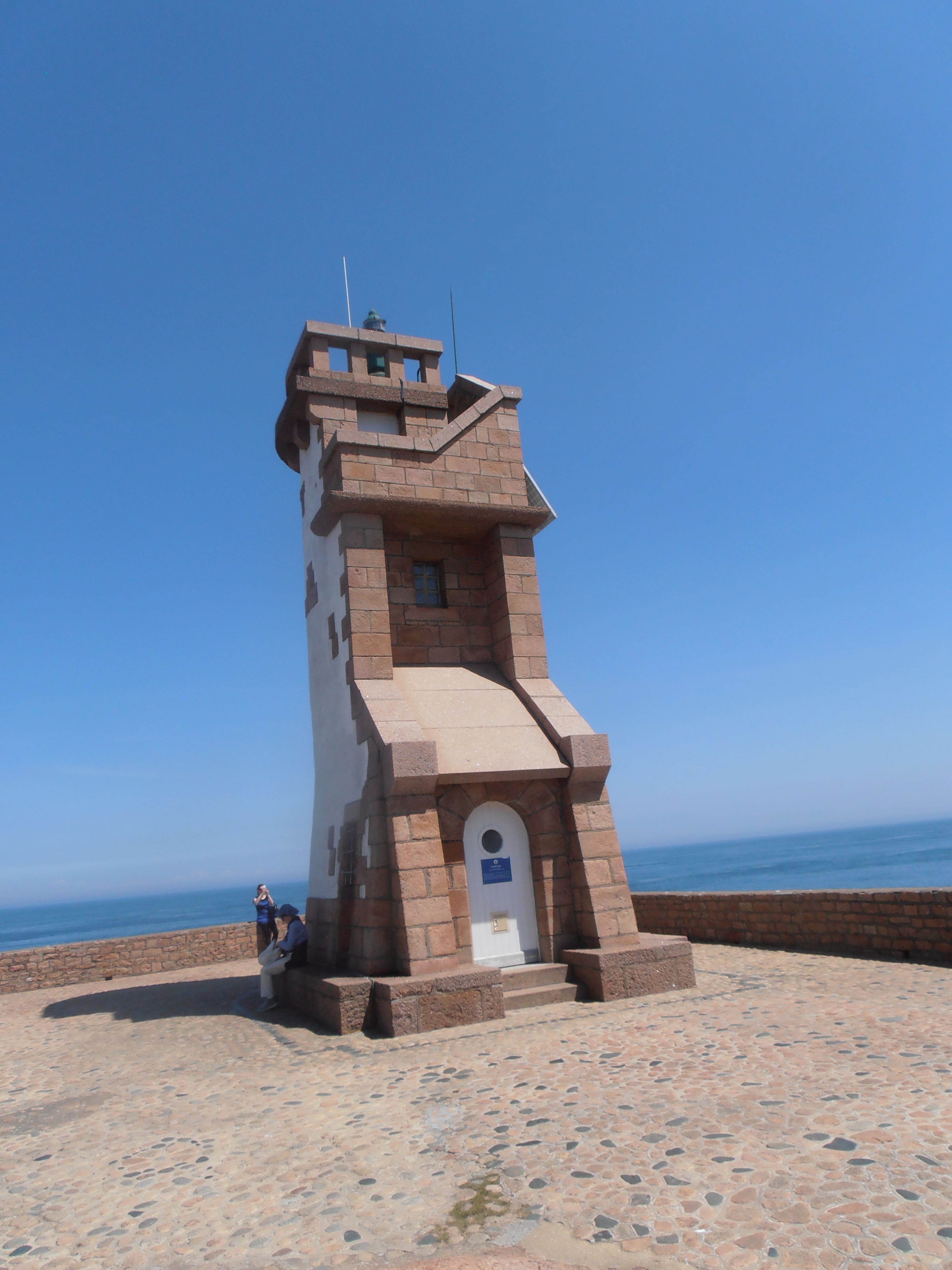
Phare Feu du Paon.

- la chapelle Notre-Dame de Keranroux ; elle date de 1860 mais a remplacé un édifice plus ancien qui fut le siège d'une chapellenie, rattachée en 1700 à la paroisse de Bréhat, et qui fut vendue comme bien national pendant la Révolution française. Elle contient plusieurs ex-votos offerts par des marins[133].

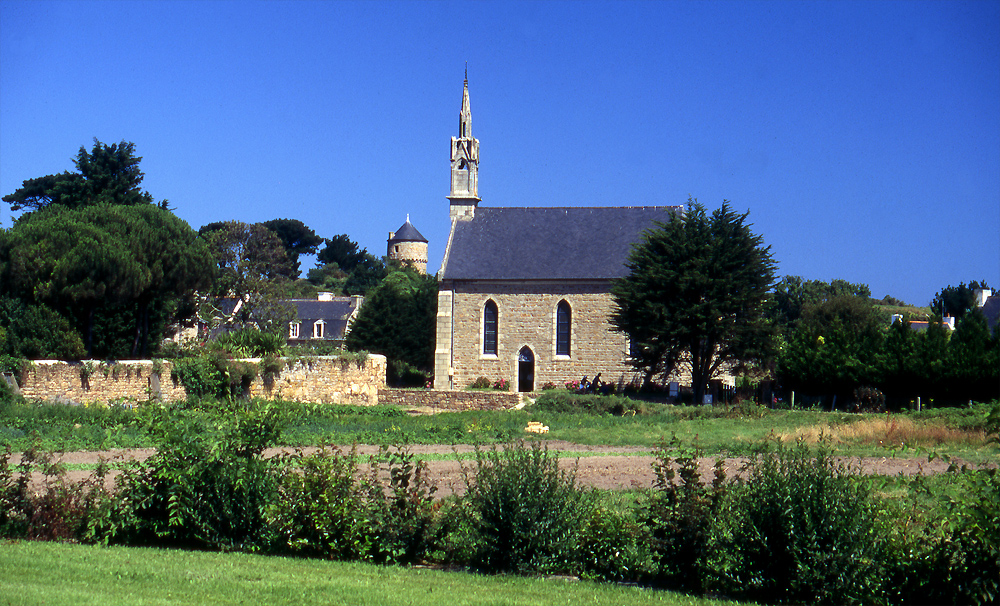
La chapelle Notre-Dame de Keranroux, vue d'ensemble.
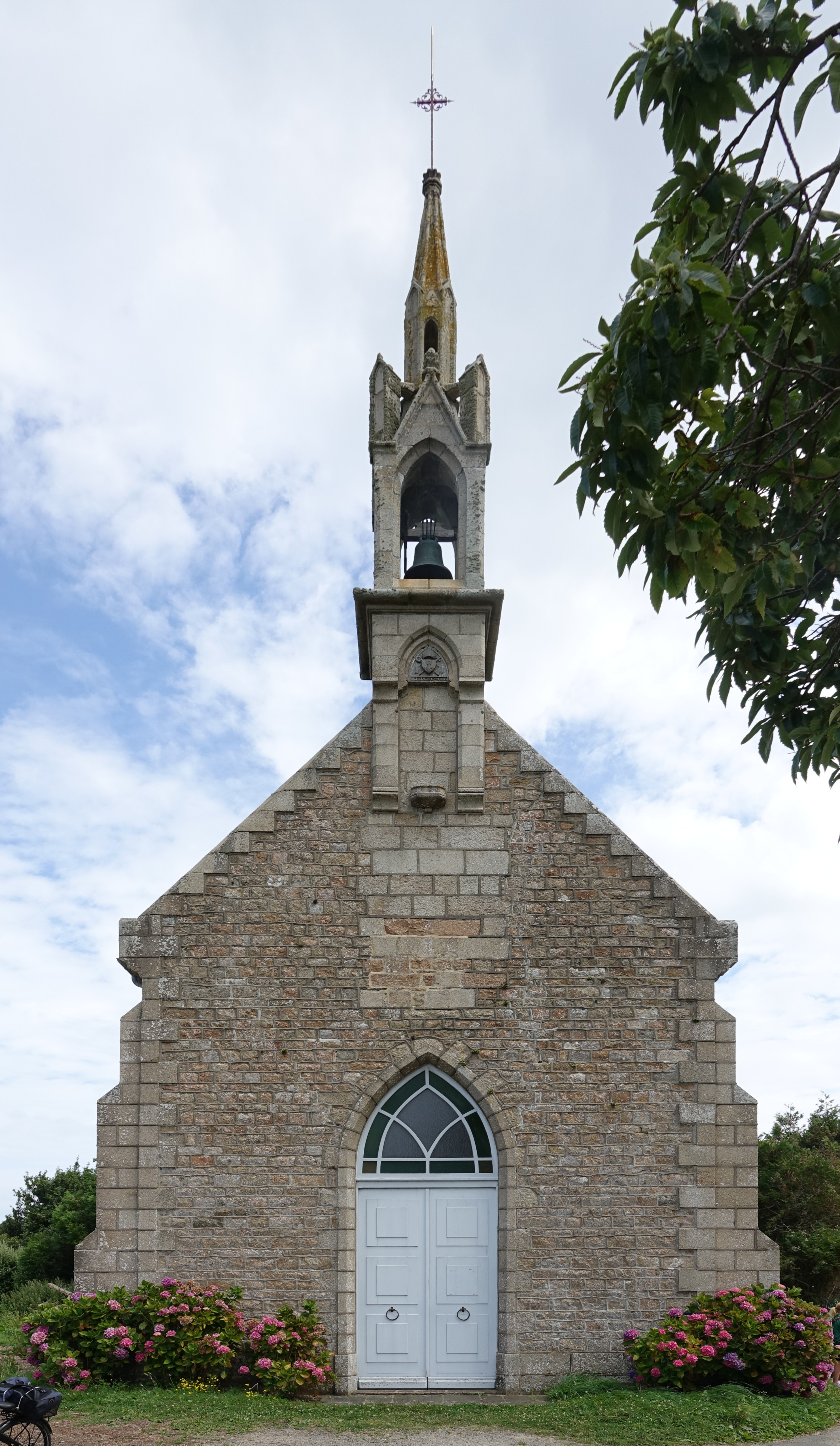
La façade de la chapelle Notre-Dame de Keranroux.
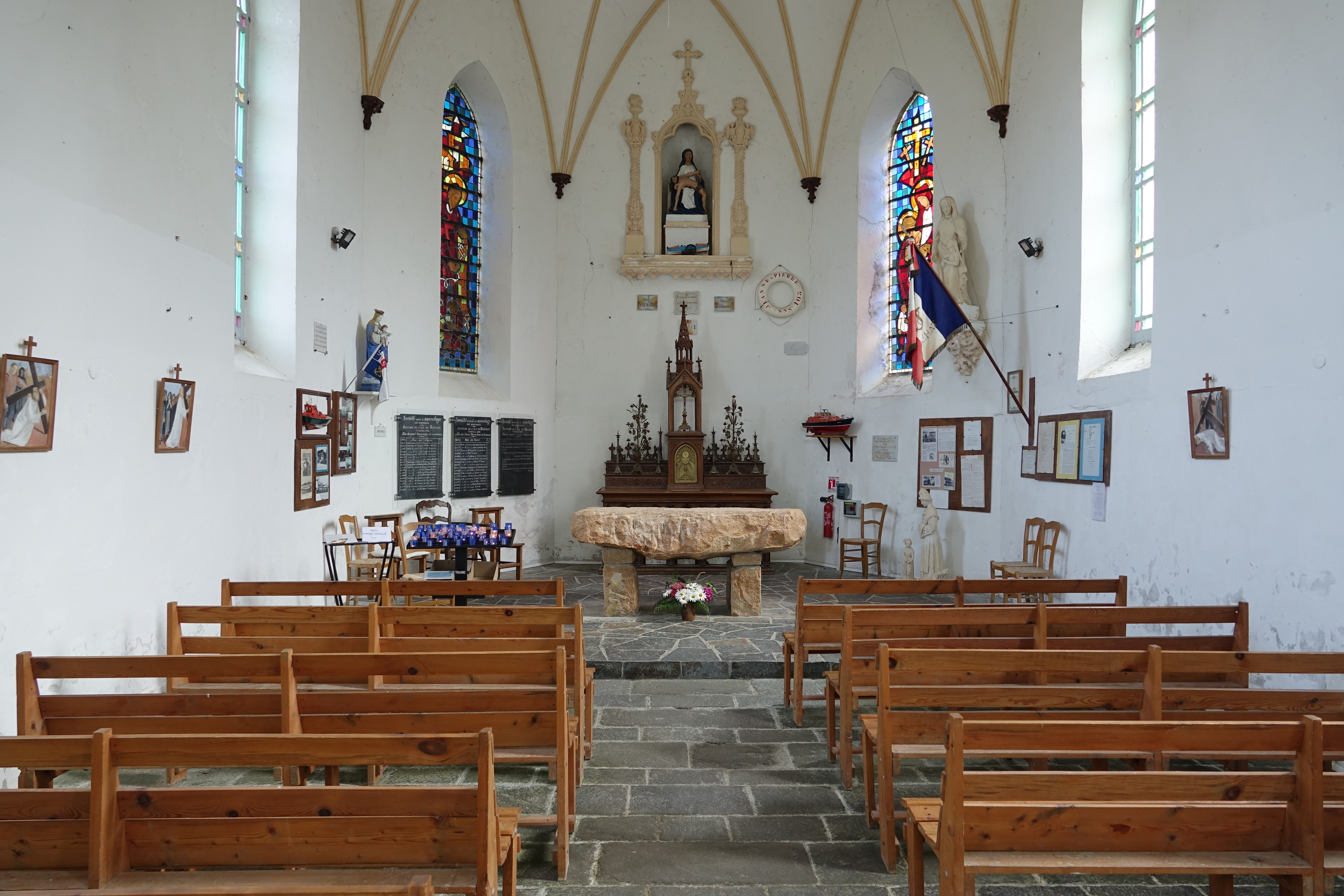
Intérieur de la chapelle Notre-Dame de Keranroux.
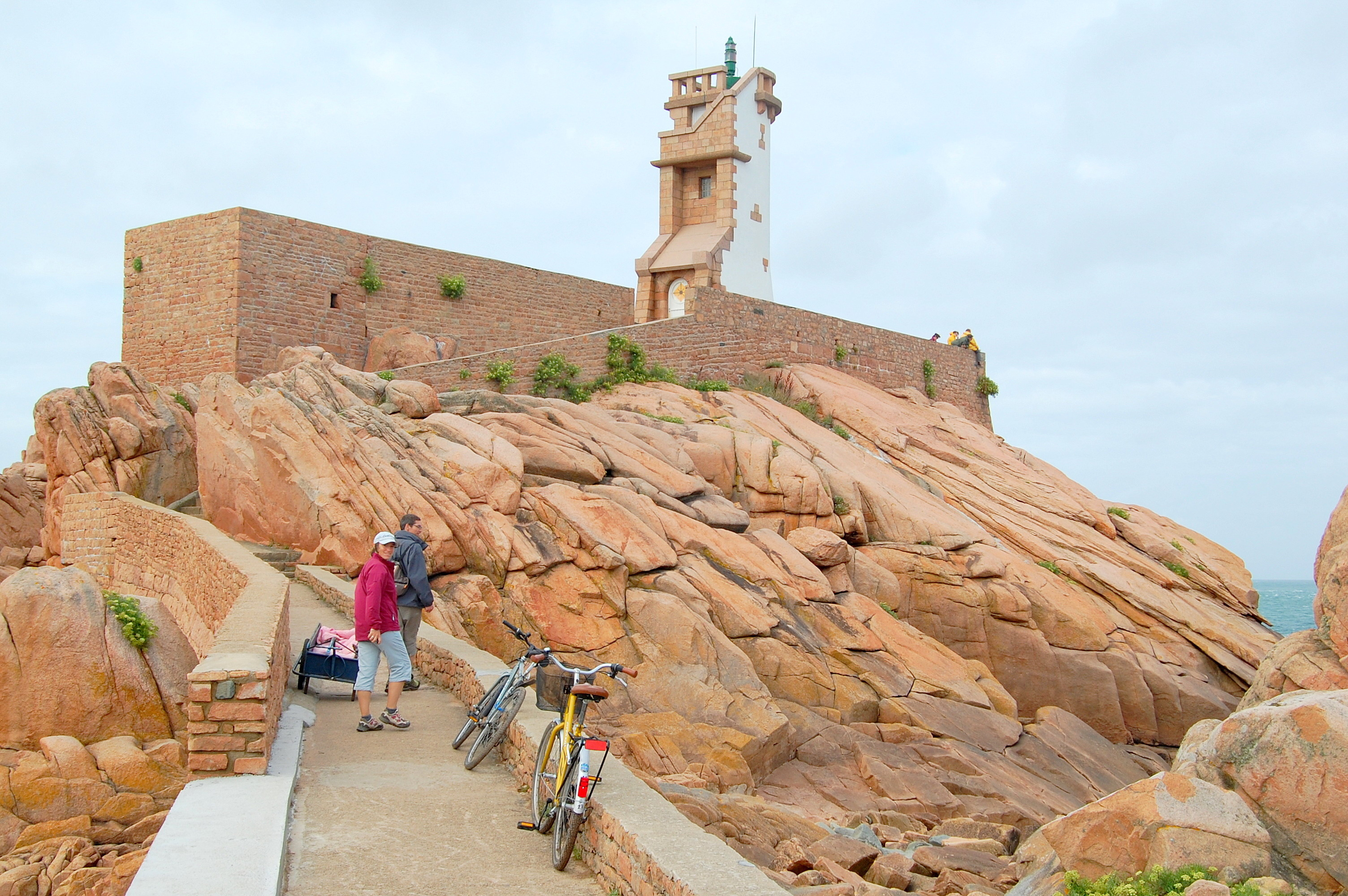
Le phare du Paon.
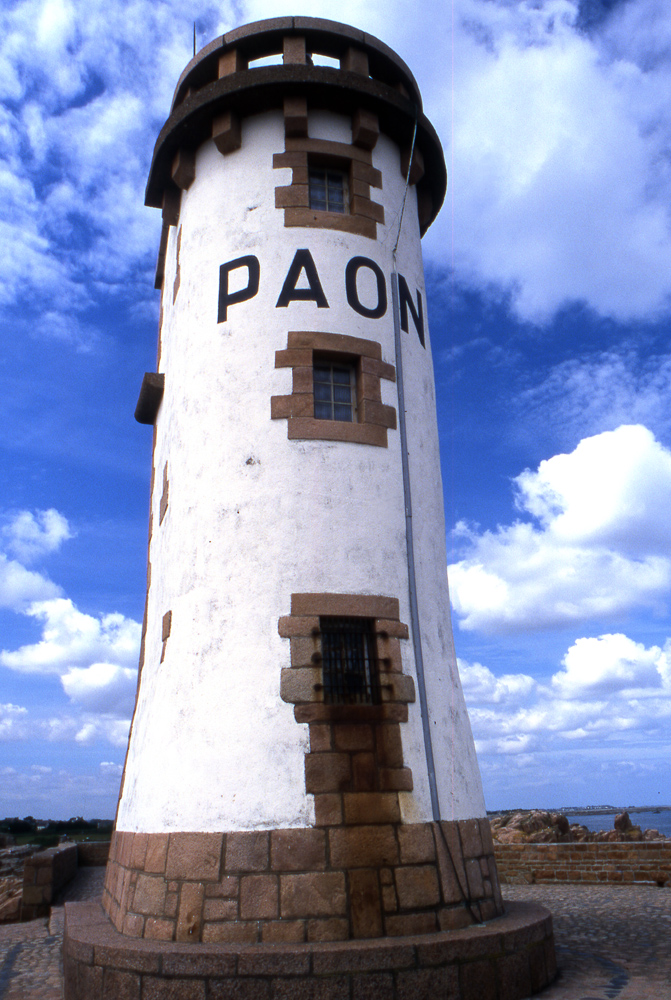
Le phare du Paon.
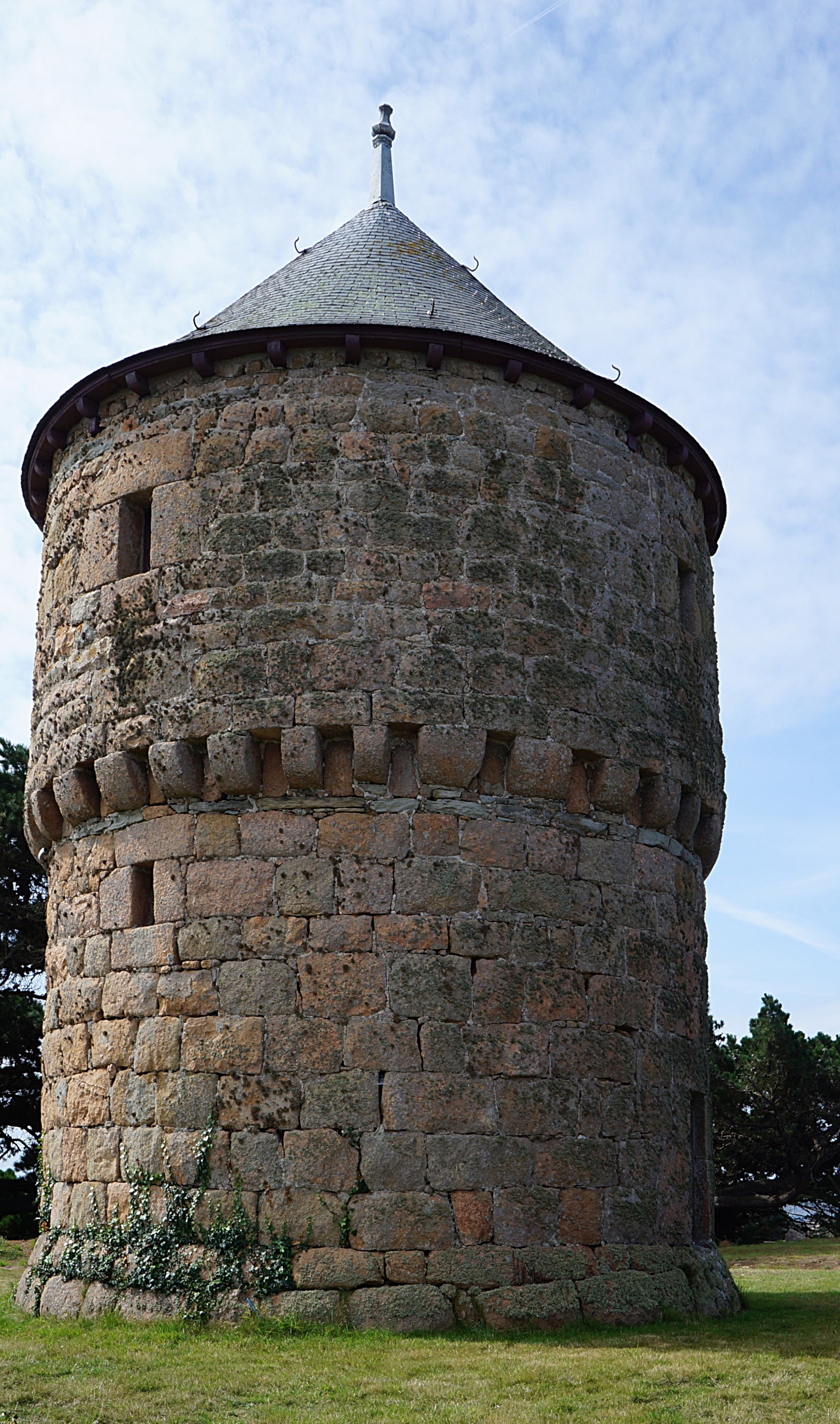
Le moulin de Crec'h-ar-Pot.

Partie de l'île sud
- Anse de la Corderie
- le pont du Prat

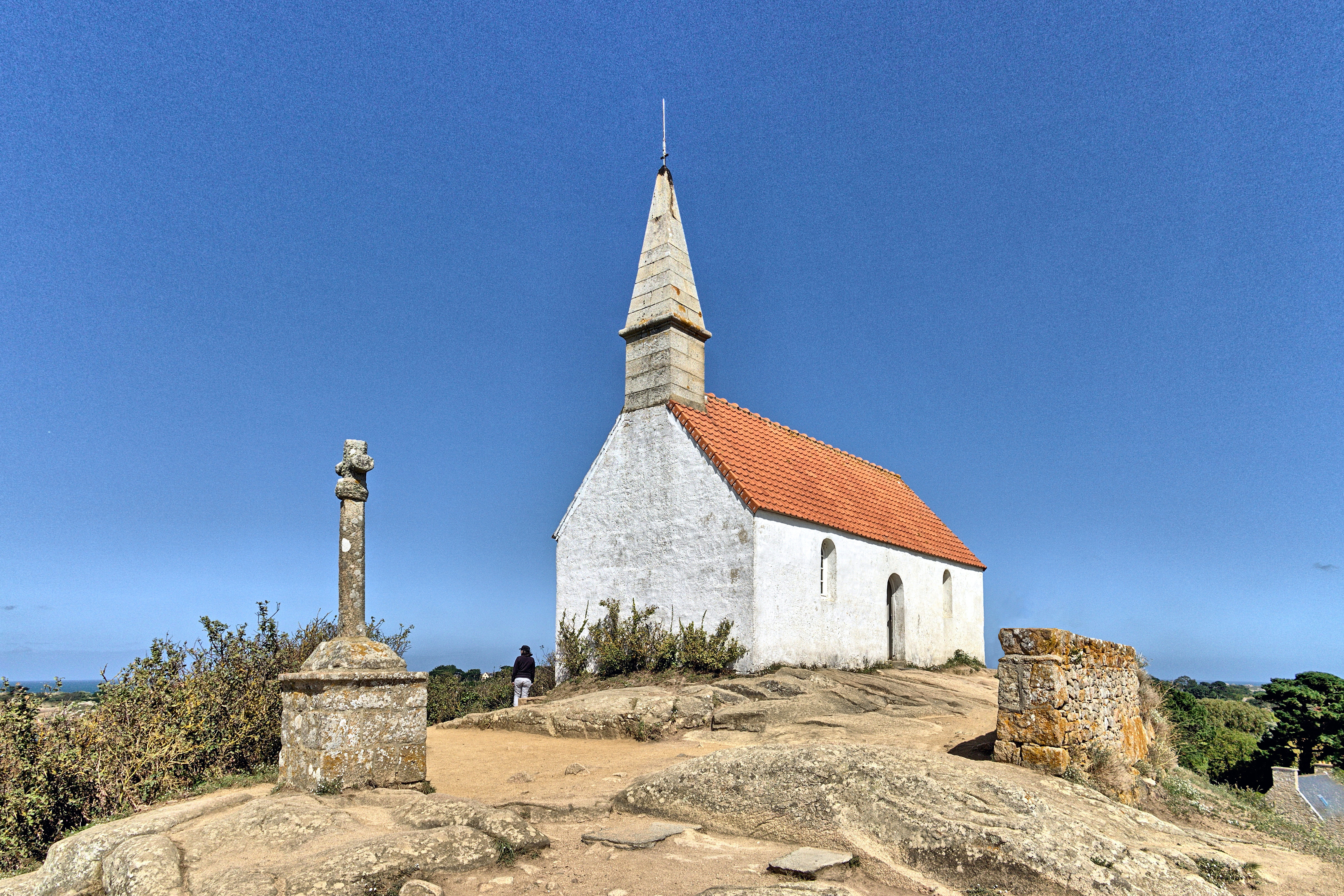
Chapelle Saint-Michel.

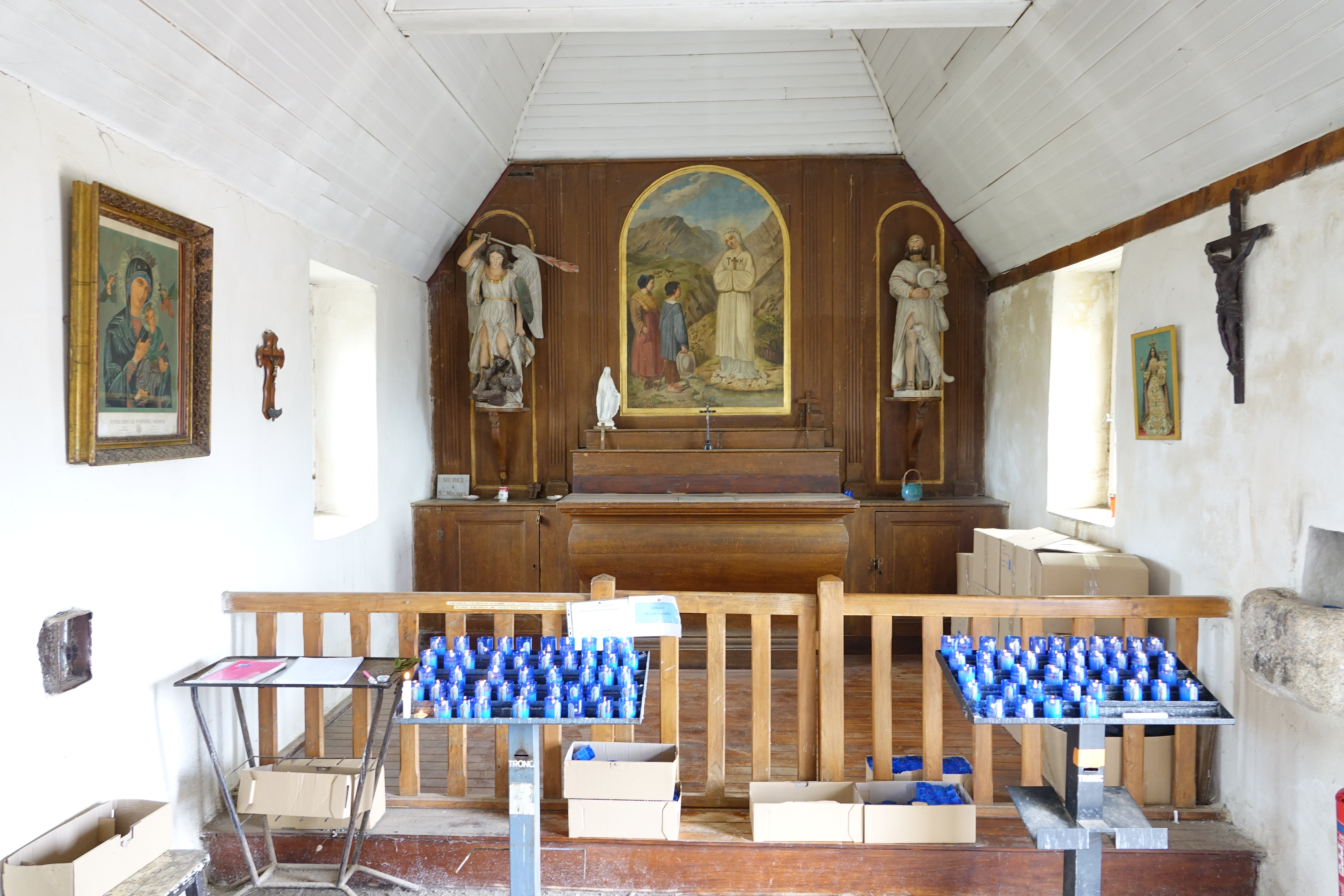
Intérieur de la chapelle Saint-Michel.

- la croix de Maudez, érigée en 1788, face à la mer, en pleine lande, elle évoque le souvenir du moine Maudez qui vint fonder un monastère sur une île voisine, en 570.
- la chapelle Saint-Michel, bâtie sur un tertre rocheux de 26 mètres d'où l'on domine toute l'île-de-Bréhat.
- l'église Notre-Dame, datant du XVIIe siècle.

- la croix Saint-Michel, inscrite au titre des monuments historiques par arrêté du 22 mars 1930[134].
- le moulin à marée du Birlot[135]. Le moulin Birlot, adossé à un étang poissonneux séparé de la mer par une digue, fut en partie détruit par la tempête de 1987 qui emporta sa toiture, y compris la tôle ondulée qui avait remplacé le chaume d’antan. La mairie le racheta en 1989 et l' "Association des Amis du moulin Birlot", créée en 1994, l'a depuis restauré[136].
- le phare de la Croix
- le moulin de Crec'h Tarec
- le phare des Héaux de Bréhat[137]
- le Bourg
- la citadelle : datant du Second Empire, elle est formée d'une cour carrée entourée de pièces à voûte en pierres à usage divers, surmontées d'une terrasse protégée côté extérieur par un garde-corps « avec alternance de meurtrières, de canonnières et de bretèches en encorbellement sur mâchicoulis au-dessus des douves qui entourent l'édifice »[73]. Elle abrite les Verreries de Bréhat depuis 1998[138].
- plage du Guerzido
- le Port-Clos.

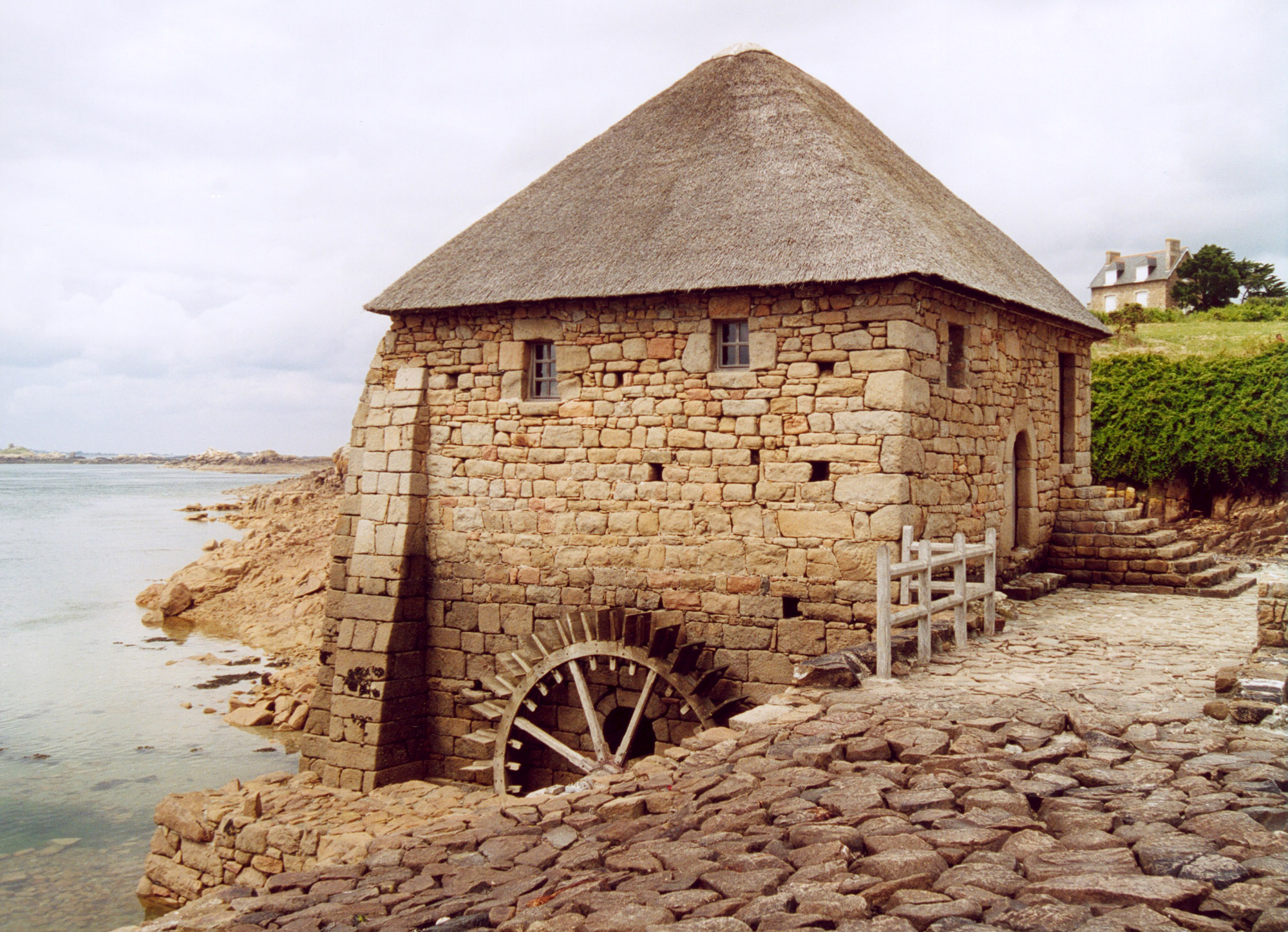
Le moulin à marée Birlot.
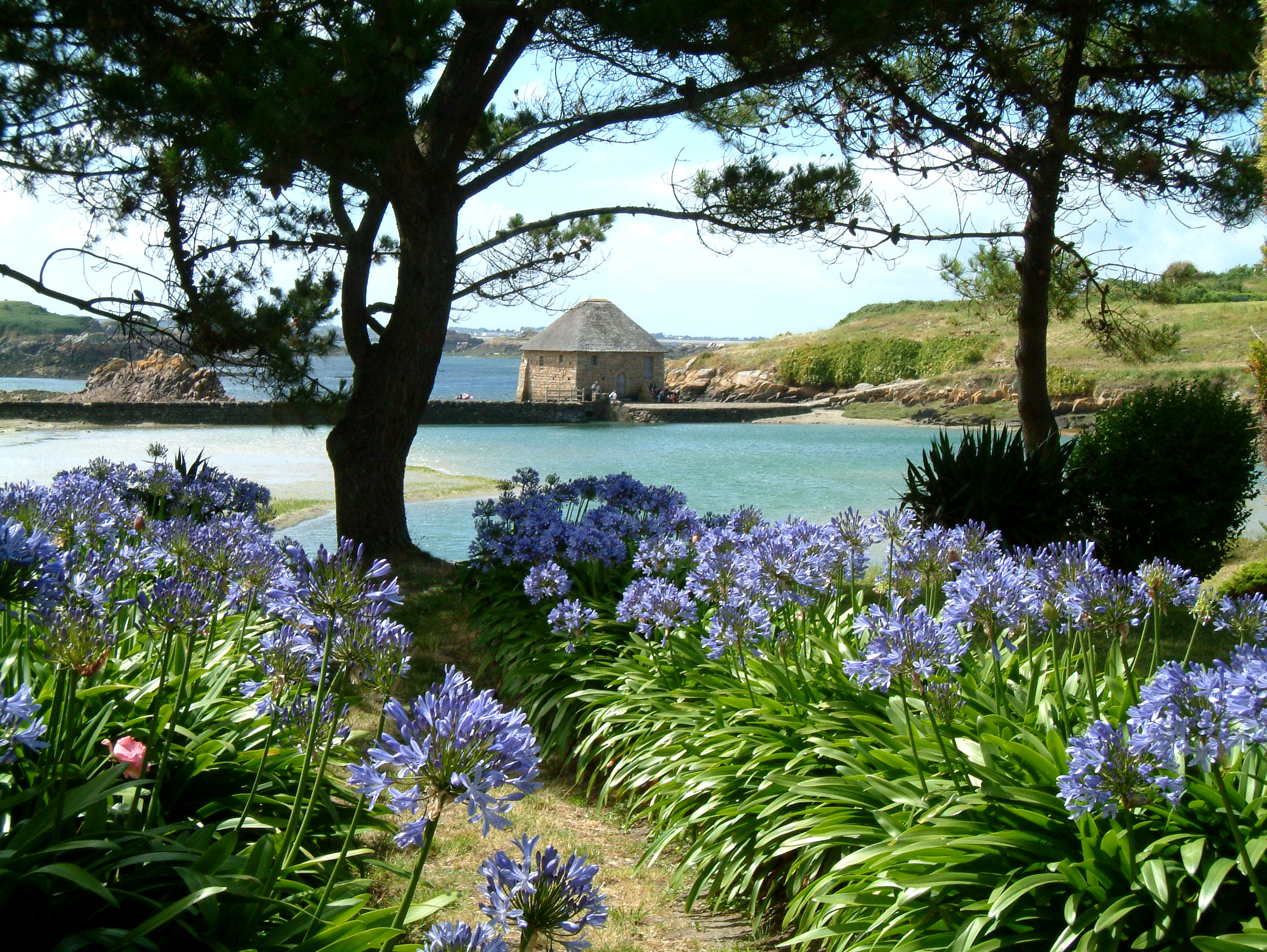
Le moulin à marée Birlot.
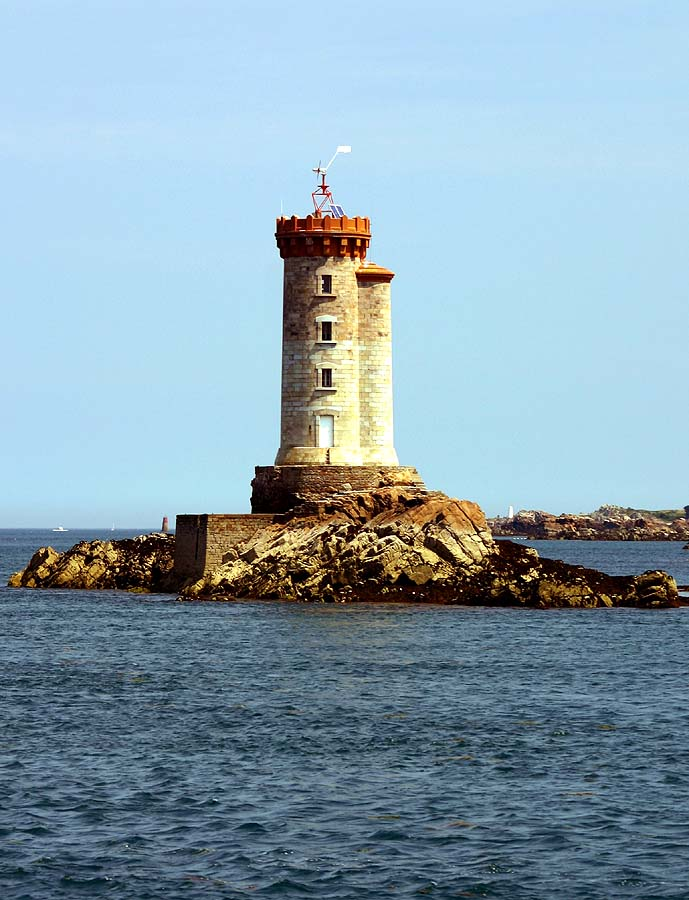
Le phare de la Croix.
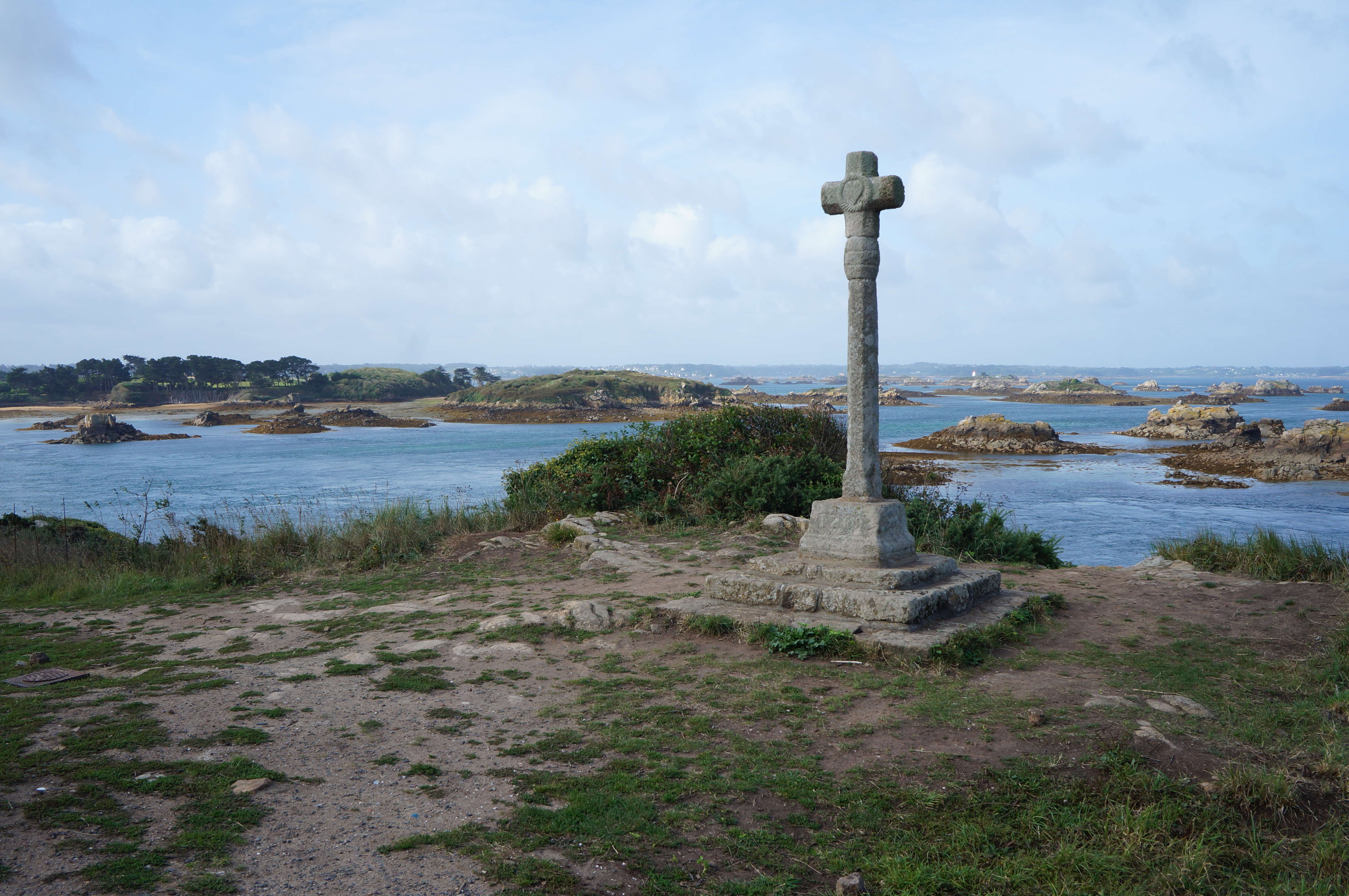
La croix de Maudez.
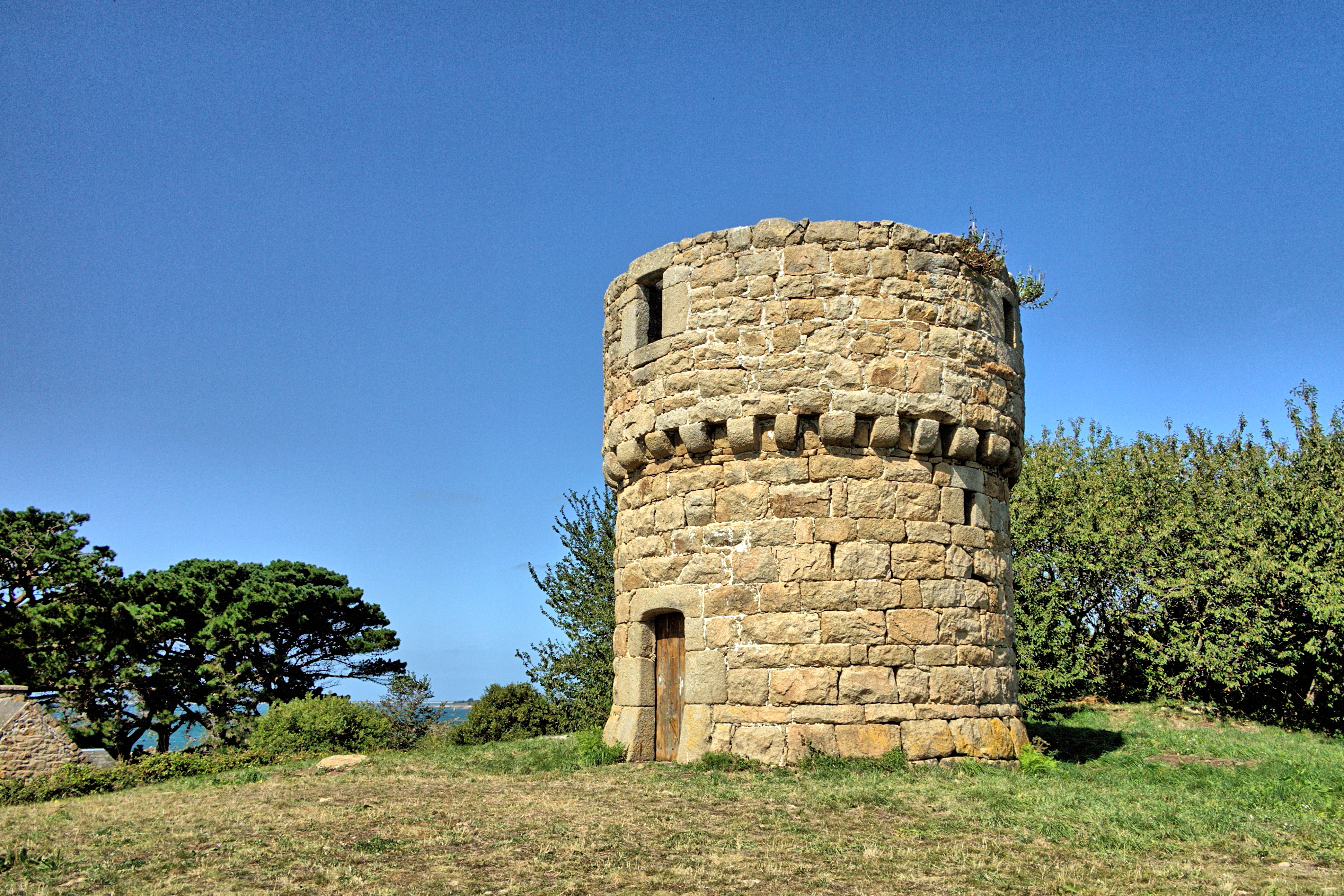
L'ancien moulin à vent de Crech-Tarec.
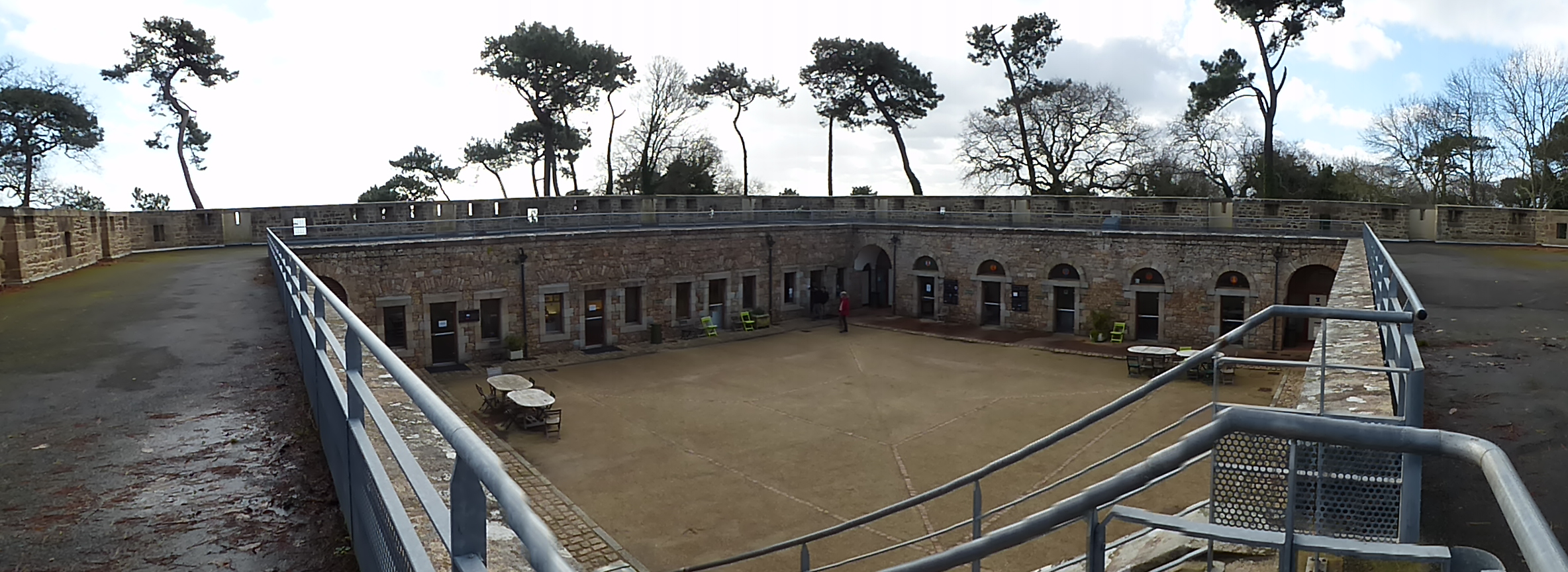
Vue de la cour intérieure de la citadelle de Bréhat.

### Mythes et légendes
- 470 : selon une croyance populaire, saint Budoc, moine breton (Bretagne insulaire), aurait construit un monastère sur l'île Lavrec, à l'est de Bréhat. Ce serait le plus vieux monastère de la péninsule armoricaine[139]. Saint Budoc aurait chassé les bêtes venimeuses qui pullulaient sur l'île de Lavrec et l'on dit que pour guérir de la morsure d'un serpent, il suffit de frotter la blessure avec de la terre de Lavrec[140].
- Une autre légende concerne l'île Maudez qui doit son nom à saint Maudez dont on raconte qu'il aurait été mal accueilli par les Bréhatins quand il voulut les évangéliser. Ces derniers invoquèrent le diable pour se débarrasser de saint Maudez. Mis au défi par le diable de rejoindre son île dans une auge en pierre, il pria et regagna son île sur un roc qui flotta miraculeusement. Au vu de ce miracle, le diable disparut et les Bréhatins furent convaincus de la sainteté de Maudez[140].
- D'autres légendes concernent la pointe du Paon. On raconte que Gwill et Isselbert, deux jeunes nobles délinquants, avaient pour projet de tuer leur père Mériadec, comte de Goëlo. Mais Mériadec s’enfuit sur Bréhat. Le démon Golo-Robin, révéla aux deux frères l’endroit où se cachait leur père, au nord de l’île. Gwill et Isselbert s’y rendirent alors et l’assassinèrent. Chargeant le corps sur leurs épaules, les deux garçons gravirent la falaise pour jeter le corps à la mer. D’un seul coup, le sol s’ouvrit sous leurs pieds. La malédiction avait frappé, transformant Gwill et Isselbert en falaises qui plongent sur le gouffre. Les Bréhatines en âge de se marier auraient l’habitude de s’y rendre et de jeter un galet ou une pierre dans le gouffre. Si la pierre atteint l’eau sans toucher les parois, le mariage sera célébré dans l’année. Sinon, les jeunes filles devront attendre autant d’années qu’il y eut de rebonds contre la paroi[140].
- Selon certains guides touristiques, Vauban qui aurait fortifié l'île sous Louis XIV, fit également construire le passage (pont en breton) qui relie les deux îles. Selon toute vraisemblance le Pont ar Prat (« pont de la prairie » – également appelé « pont Vauban ») - n'a jamais été conçu ou bâti par l'architecte. En réalité, il serait plus ancien et existait déjà au moment de la visite de Vauban sur l'île en 1695. Construit à l'origine sur un tombolo de galets, il fut cependant consolidé en moellons et pierre de taille en 1756. Depuis cette date, le Grand pont fut reconstruit entre 1795 et 1800, puis surélevé et consolidé à plusieurs reprises[5].
- Plusieurs mythes veulent que des Bréhatins aient découvert le « nouveau monde » avant Christophe Colomb, et lui auraient révélé son existence[140].

### Tableaux
De nombreux artistes peintres ont représenté Bréhat, notamment Alexandre Séon, Ernst Josephson, Kuroda Seiki, Maxime Maufra, Samuel Peploe, Allan Österlind, Auguste Matisse, Pierre Dupuis, Robert Antoine Pinchon, Lucien Seevagen, etc. Un musée virtuel recense de nombreuses œuvres consacrées à l'île. L'illustrateur et peintre Frédéric de Haenen est mort à Bréhat.

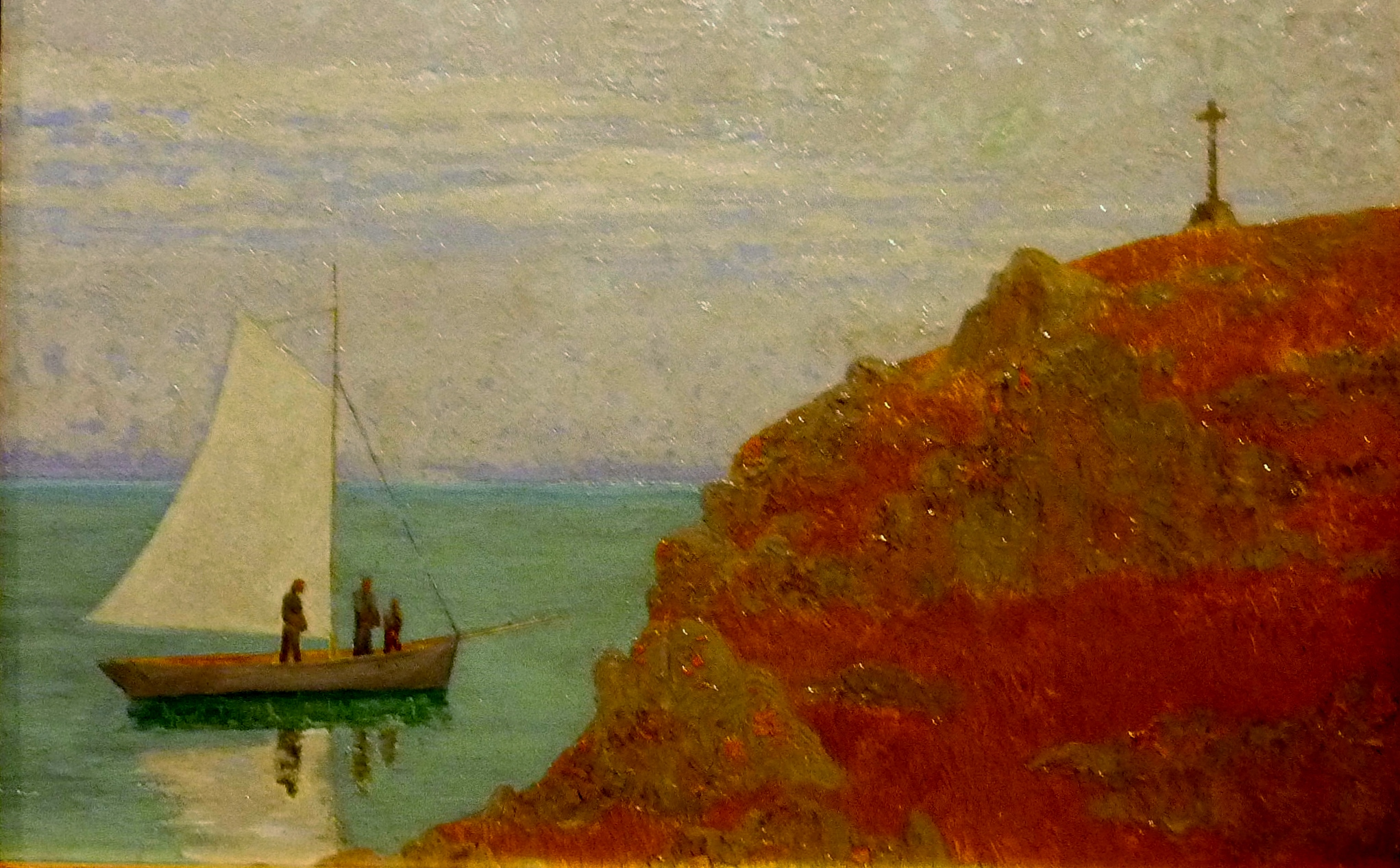
Alexandre Séon : La Prière ou L'Île de Bréhat.
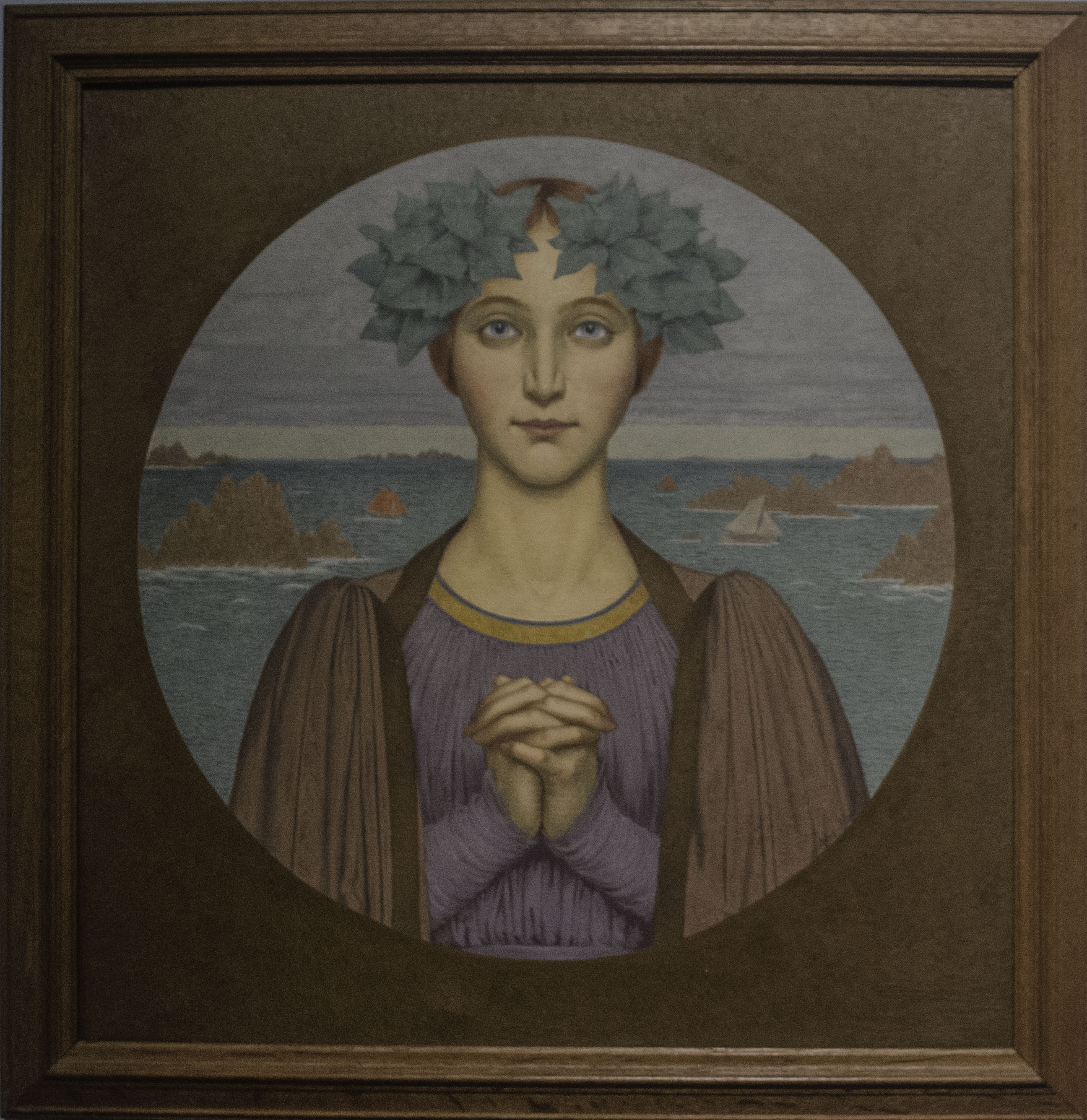
Alexandre Séon : La file de la mer (Bréhat).
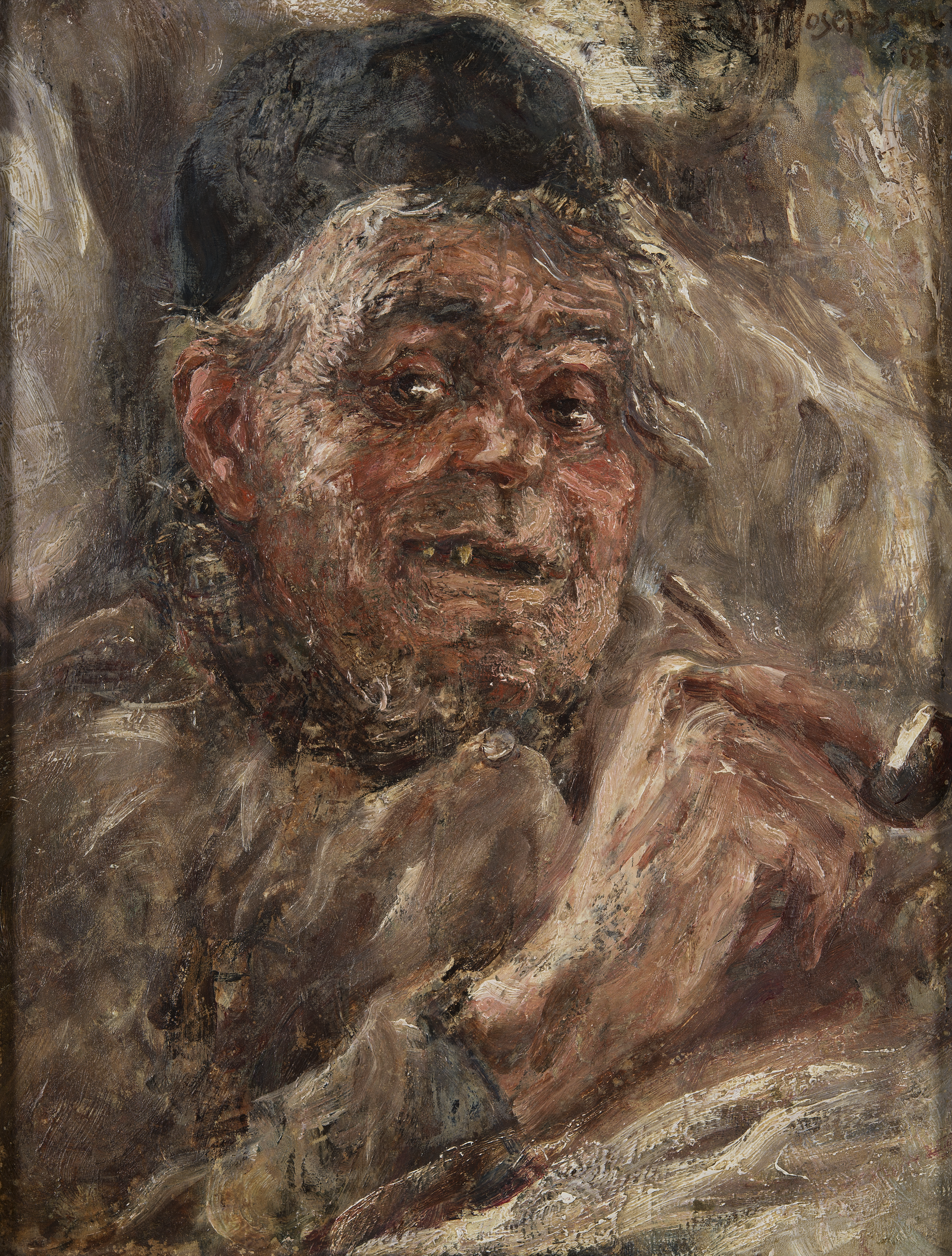
Ernst Josephson : Le receveur des postes à Bréhat (1888).
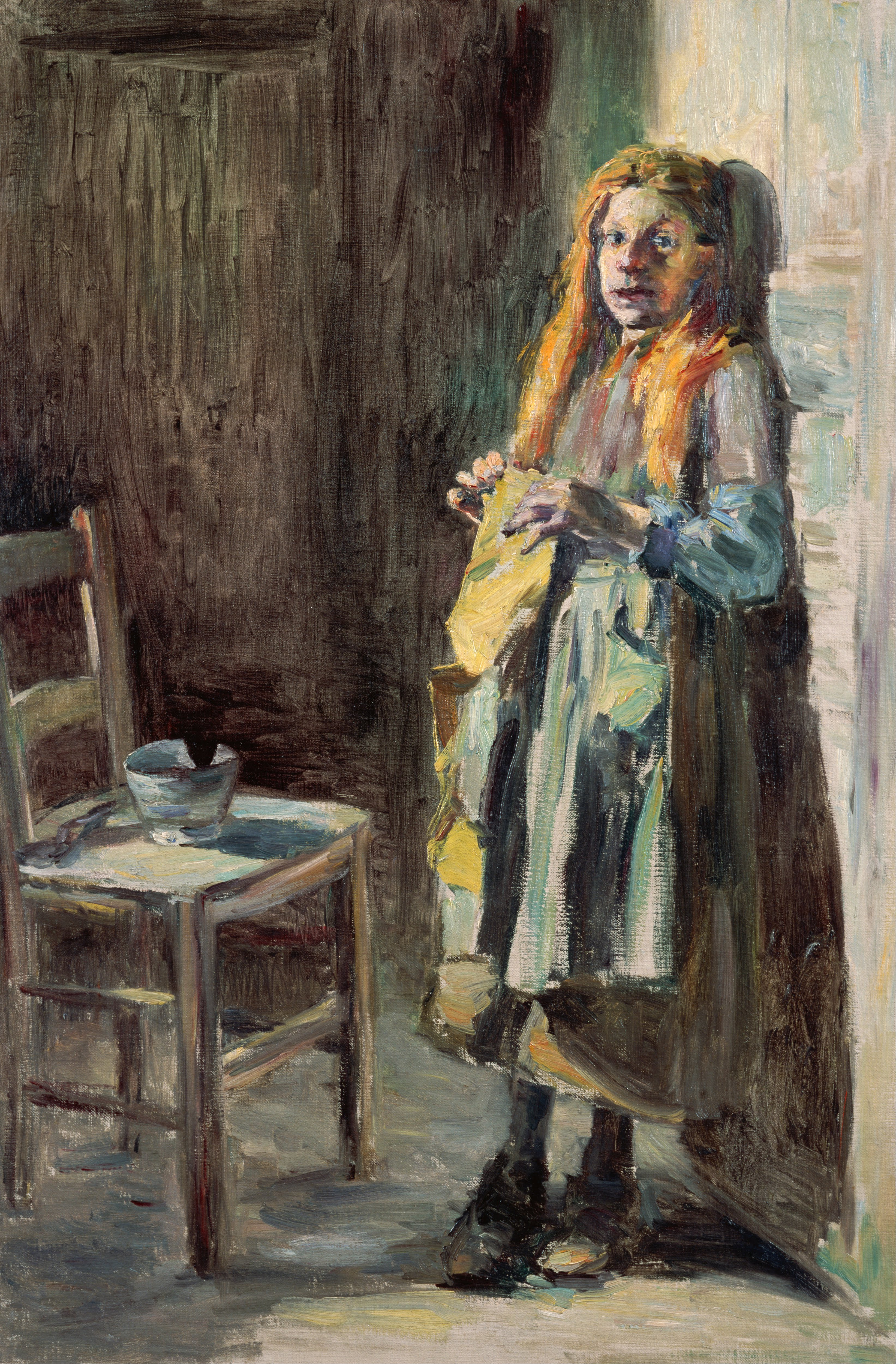
Kuroda Seiki : Fillette de Bréhat.
Kuroda Seiki : Île de Bréhat (1891).
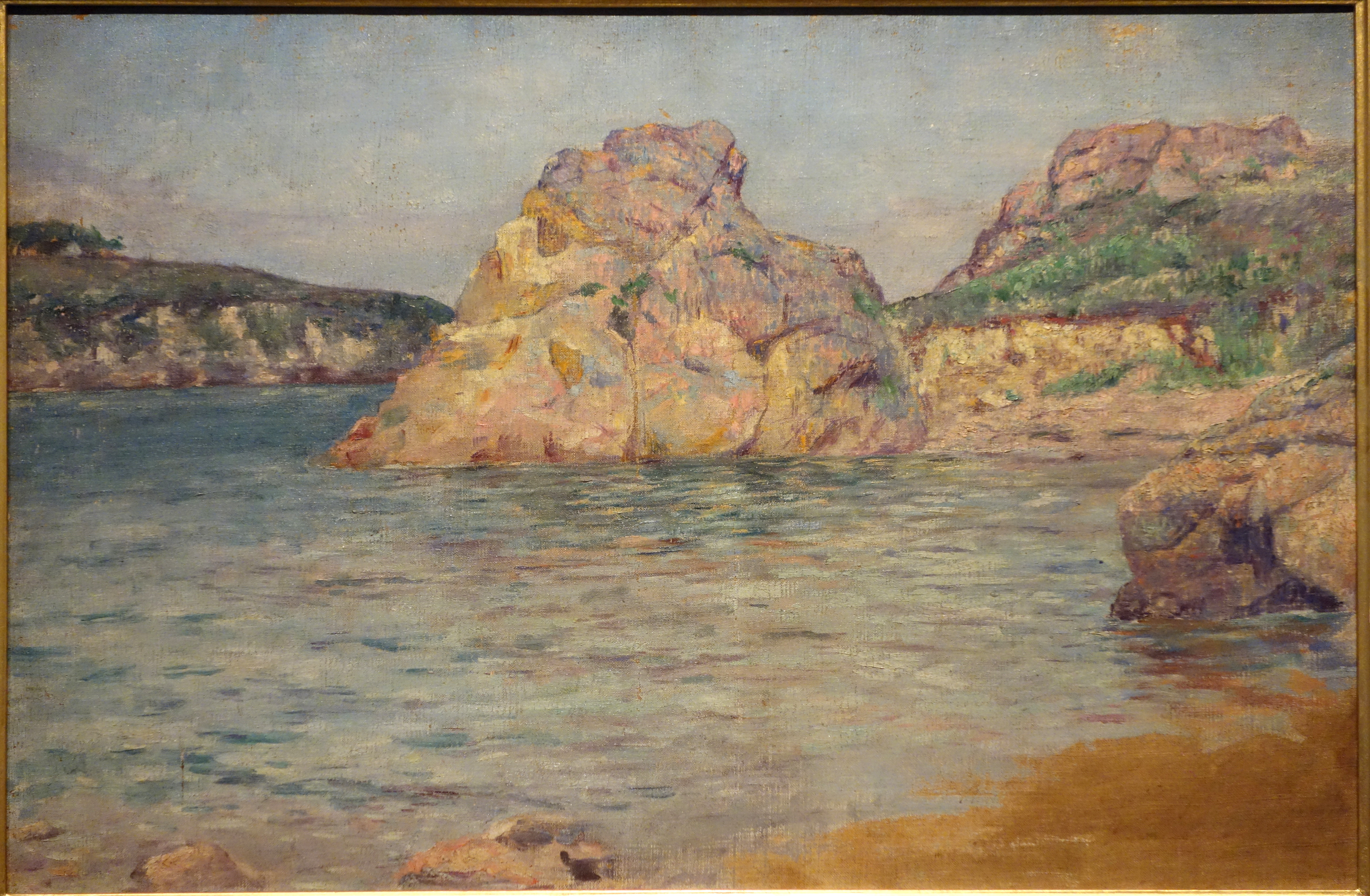
Kuroda Seiki : An island Bréhat.
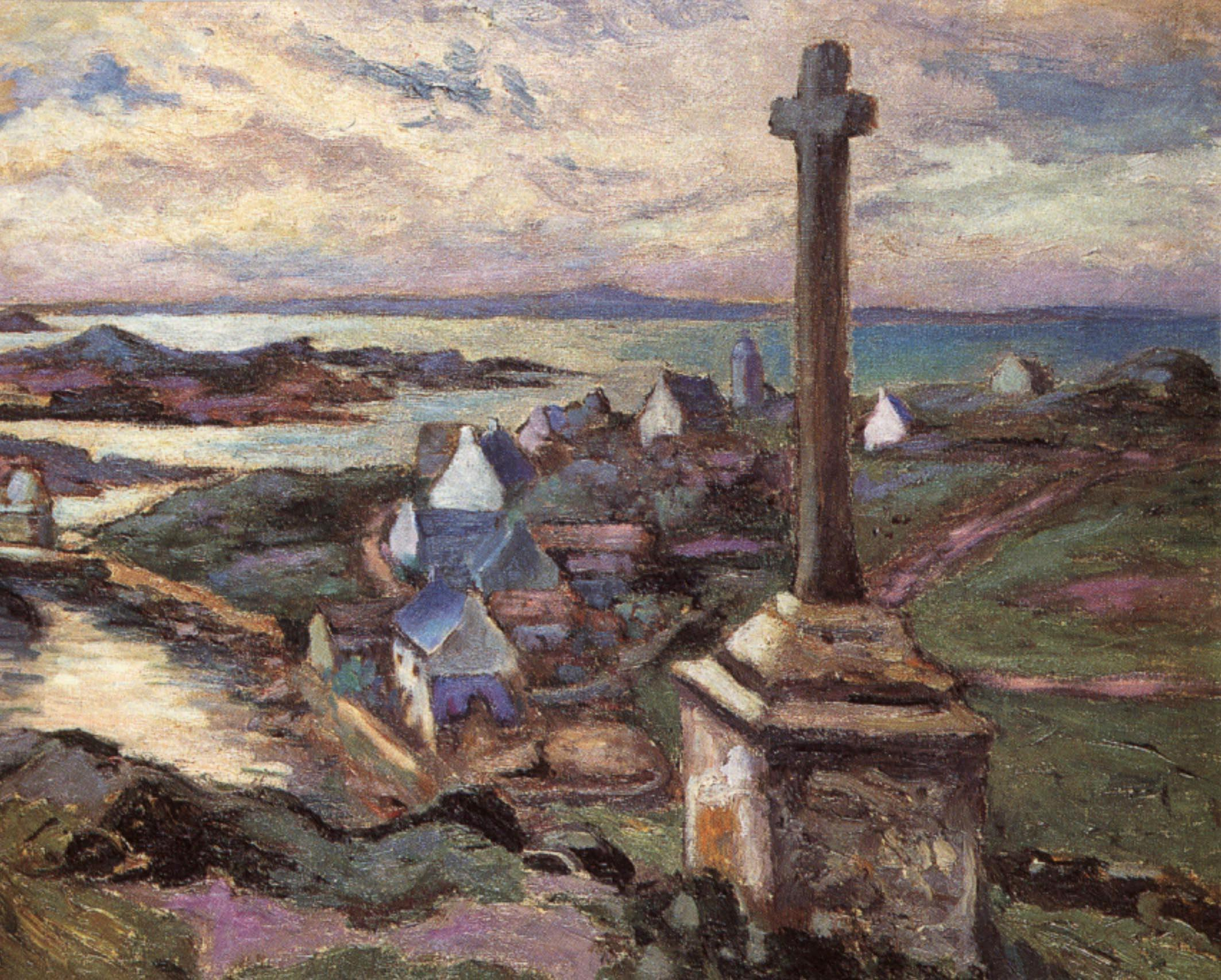
Allan Österlind : Maisons à Bréhat.
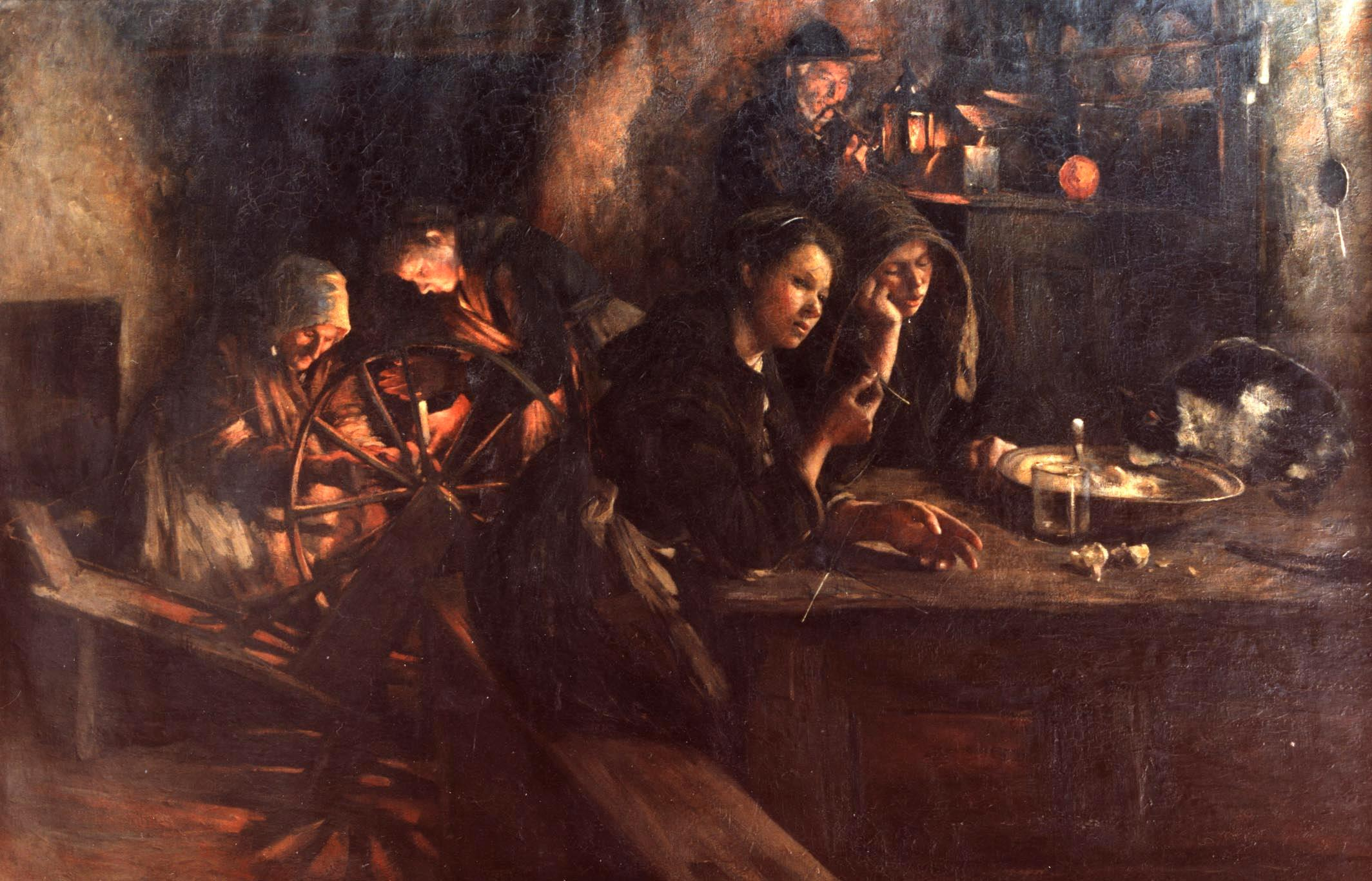
Allan Österlind : Fin de journée. Bréhat (1891).
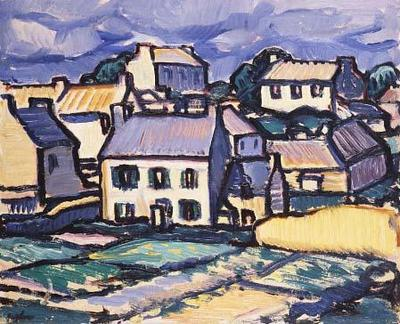
Samuel Peploe : Île de Bréhat (vers 1905).
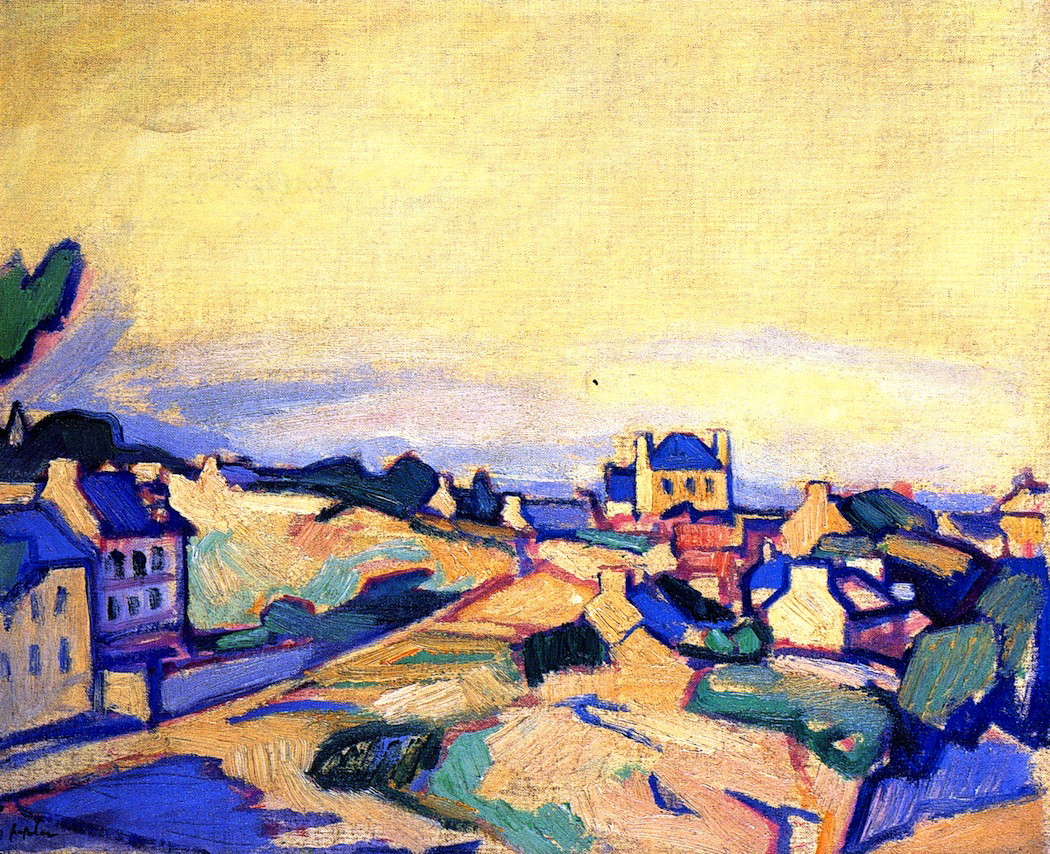
Samuel Peploe : L'Île de Bréhat (vers 1905).
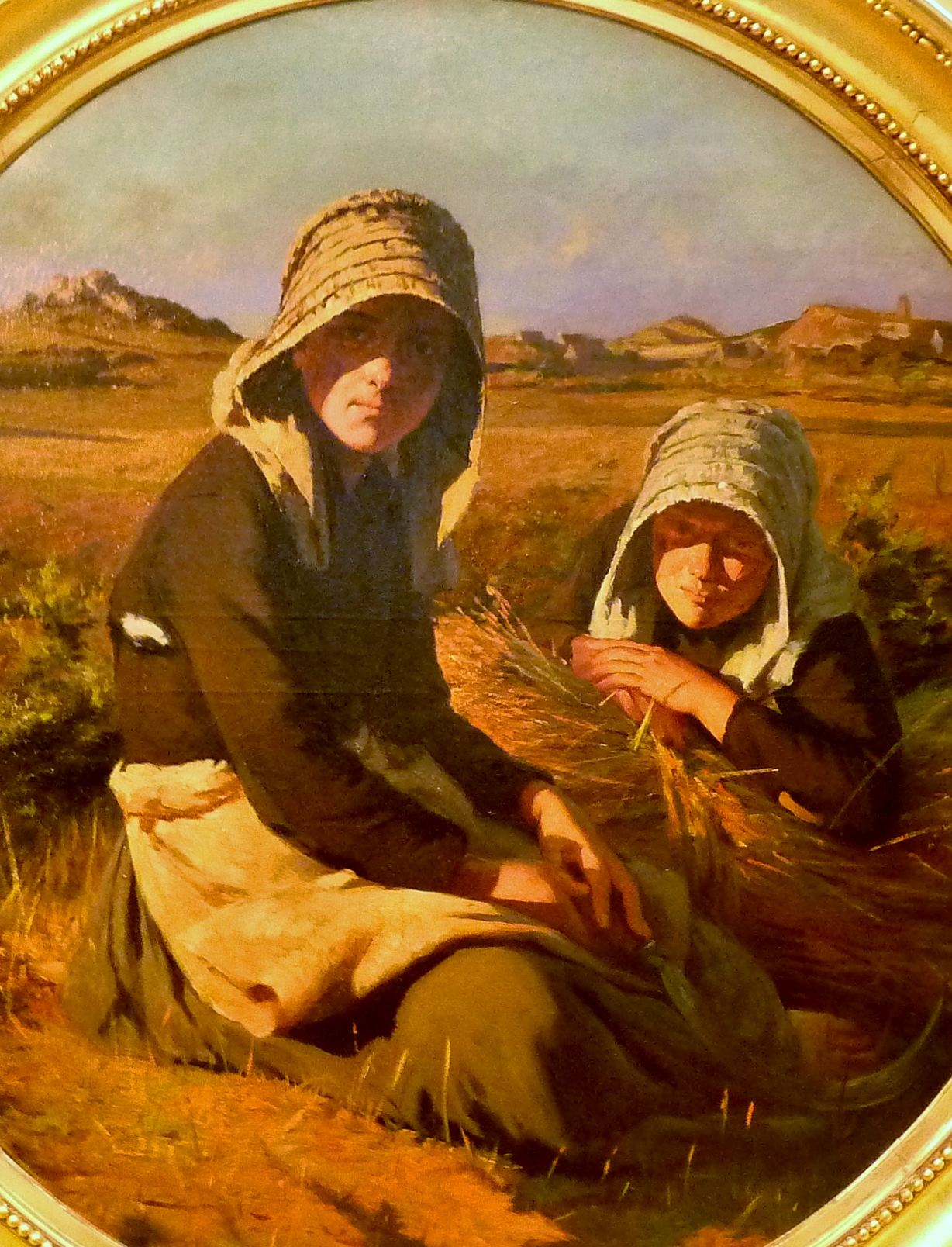
Pierre Dupuis (1833-1915) ː Moissonneuses, île de Bréhat.
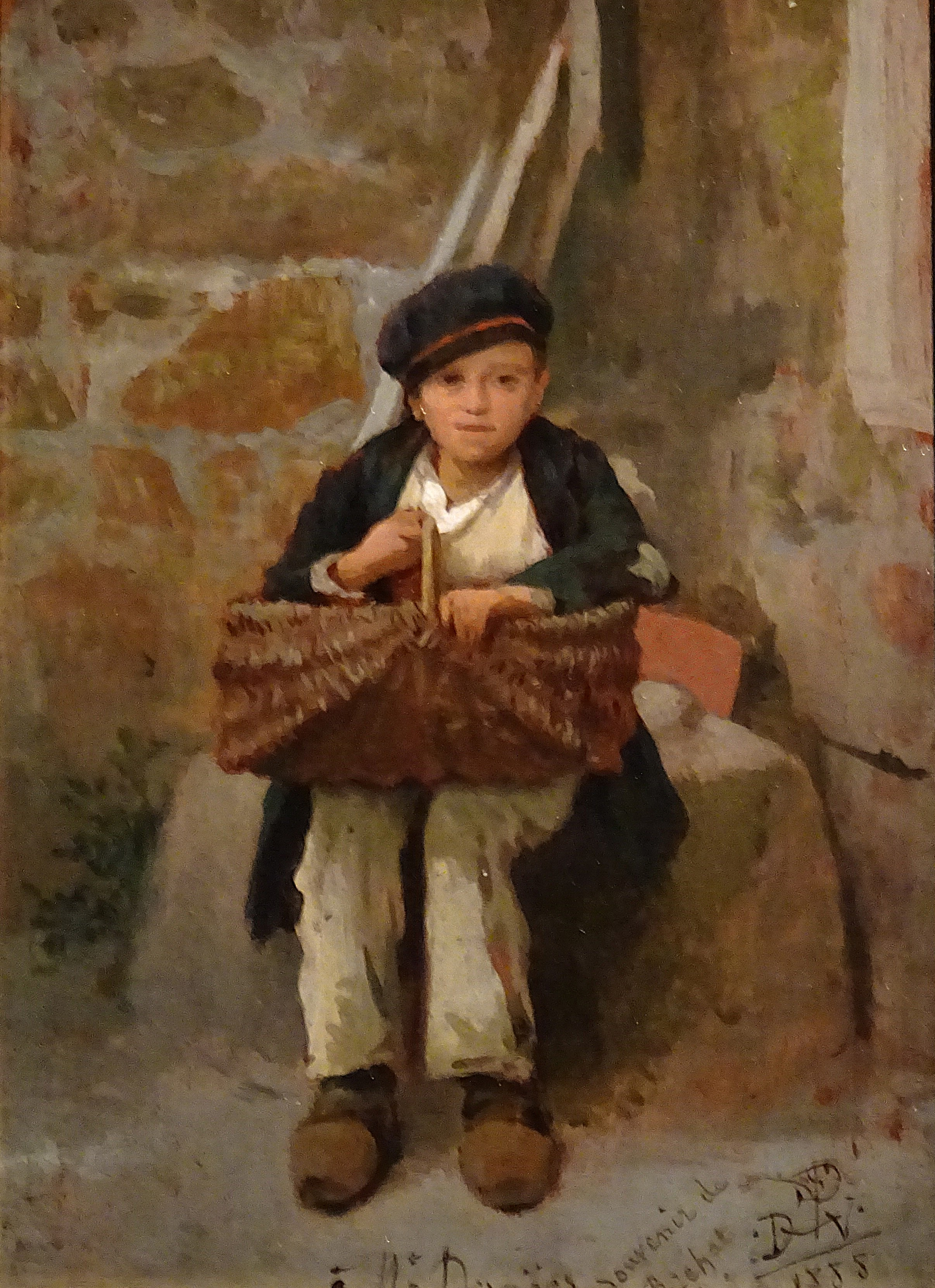
Pierre Dupuis (1833-1915) ː Le Petit Bossu de Bréhat (1888, huile sur panneau).
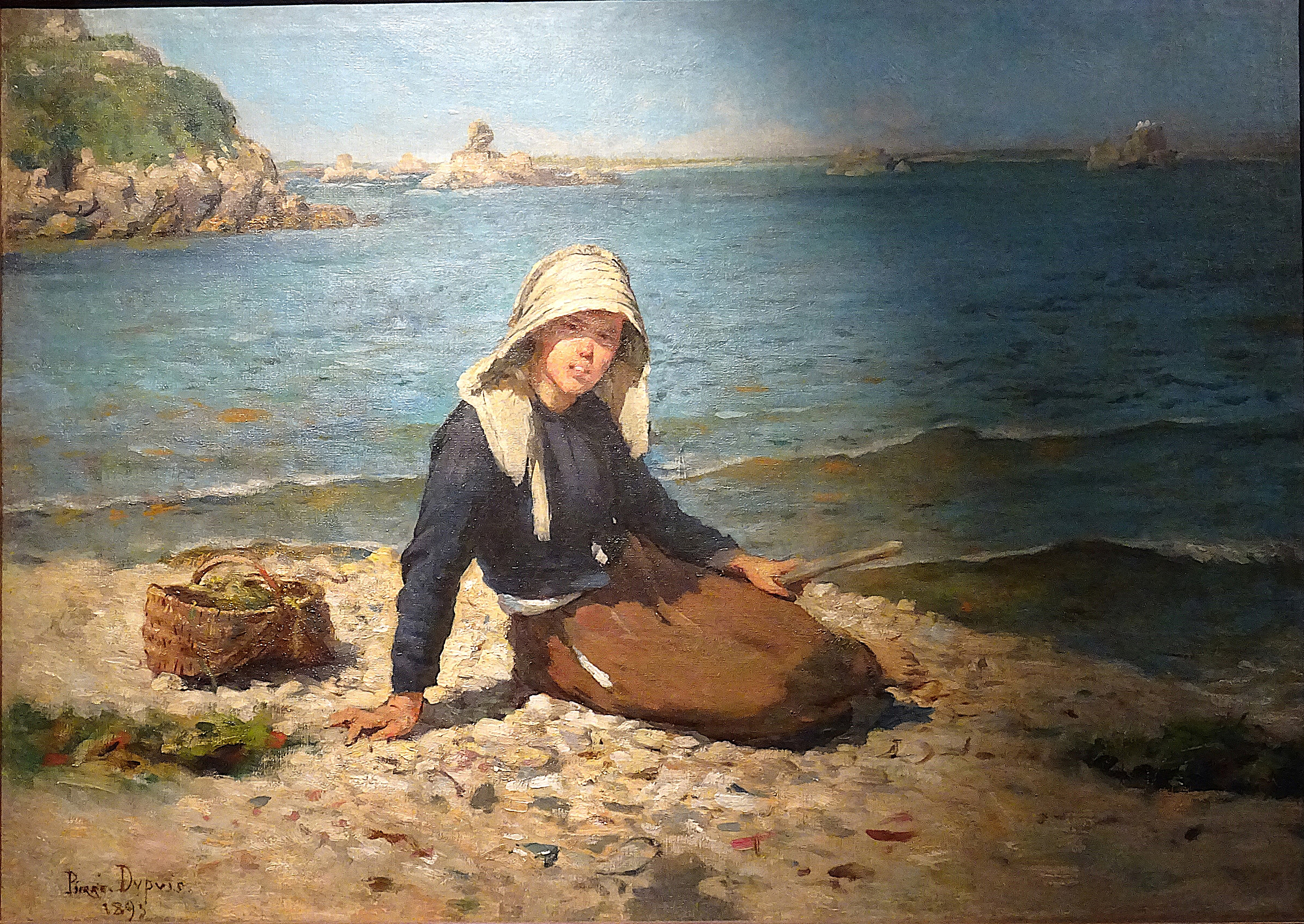
Pierre Dupuis (1833-1915) ː Jeune bréhatine sur la grève (1895, huile sur toile).
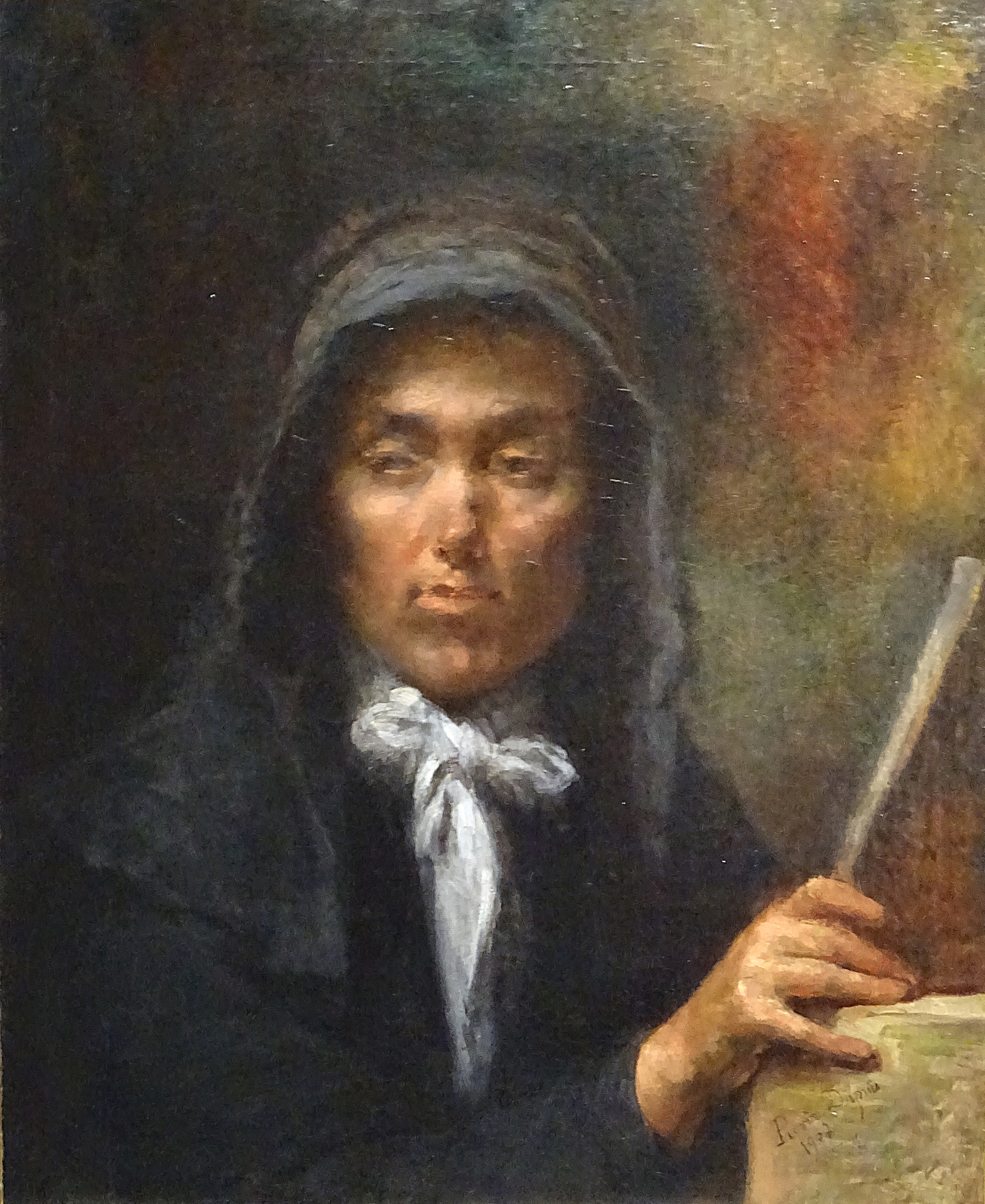
Pierre Dupuis (1833-1915) ː Portrait  de Bréhatine (1907, huile sur toile).
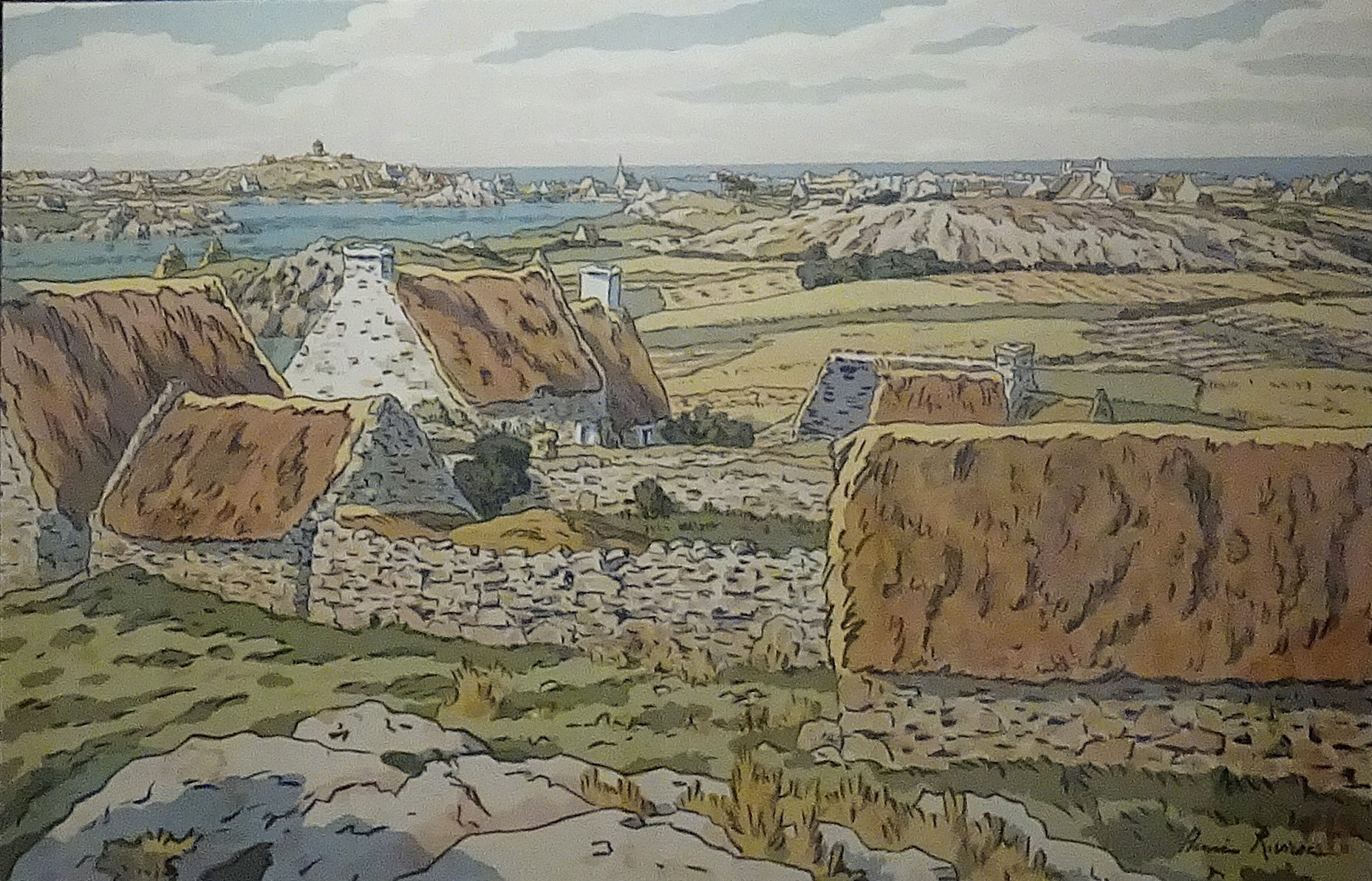
Henri Rivière : L'île Bréhat (1913, lithographie sur papier vélin).
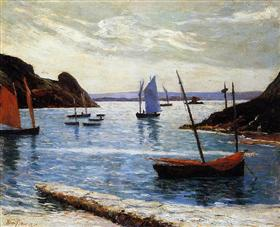
Maxime Maufra : Île de Bréhat (avant 1918).
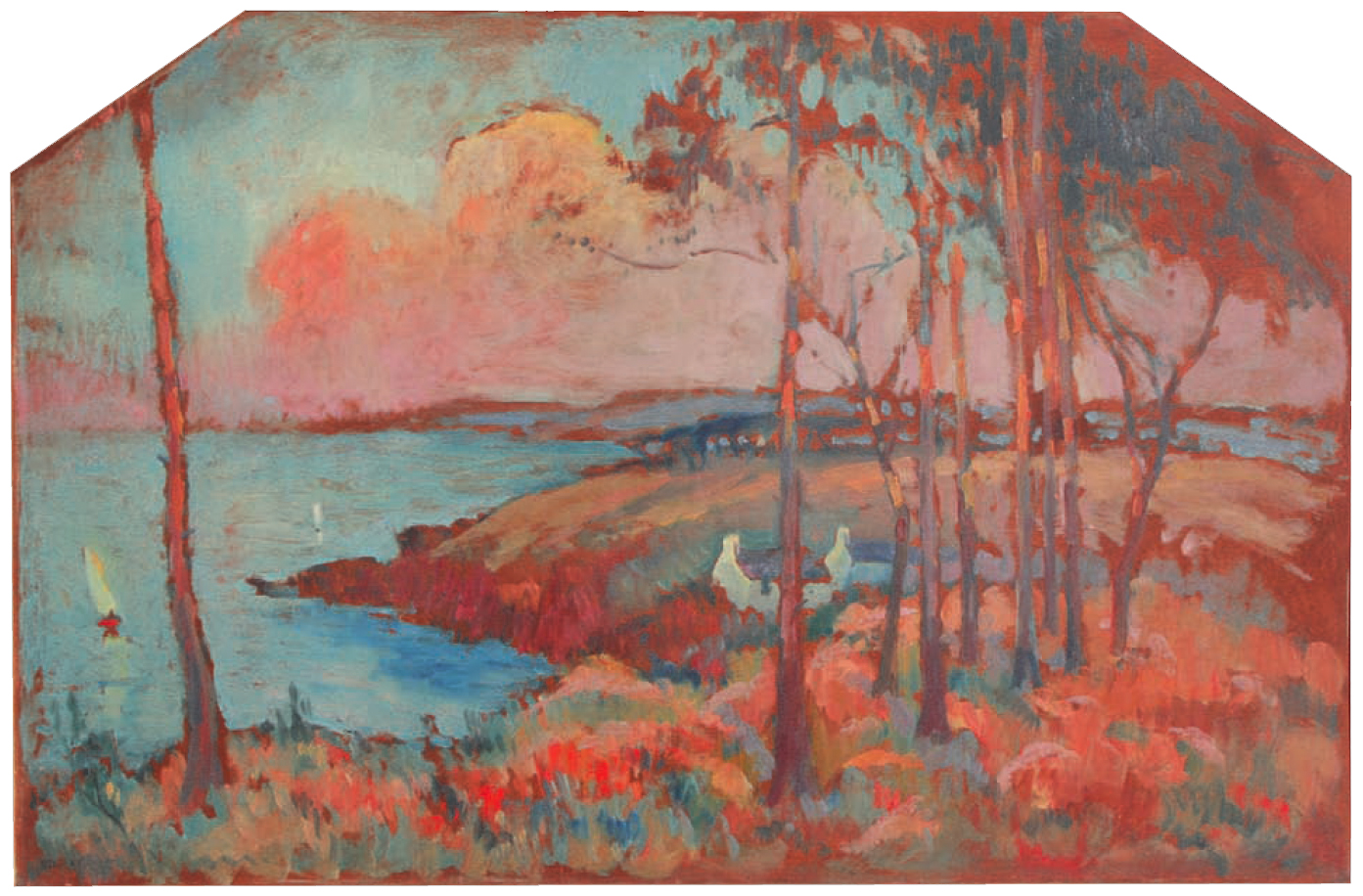
Robert Antoine Pinchon : Vue de l'Île de Bréhat (1934).
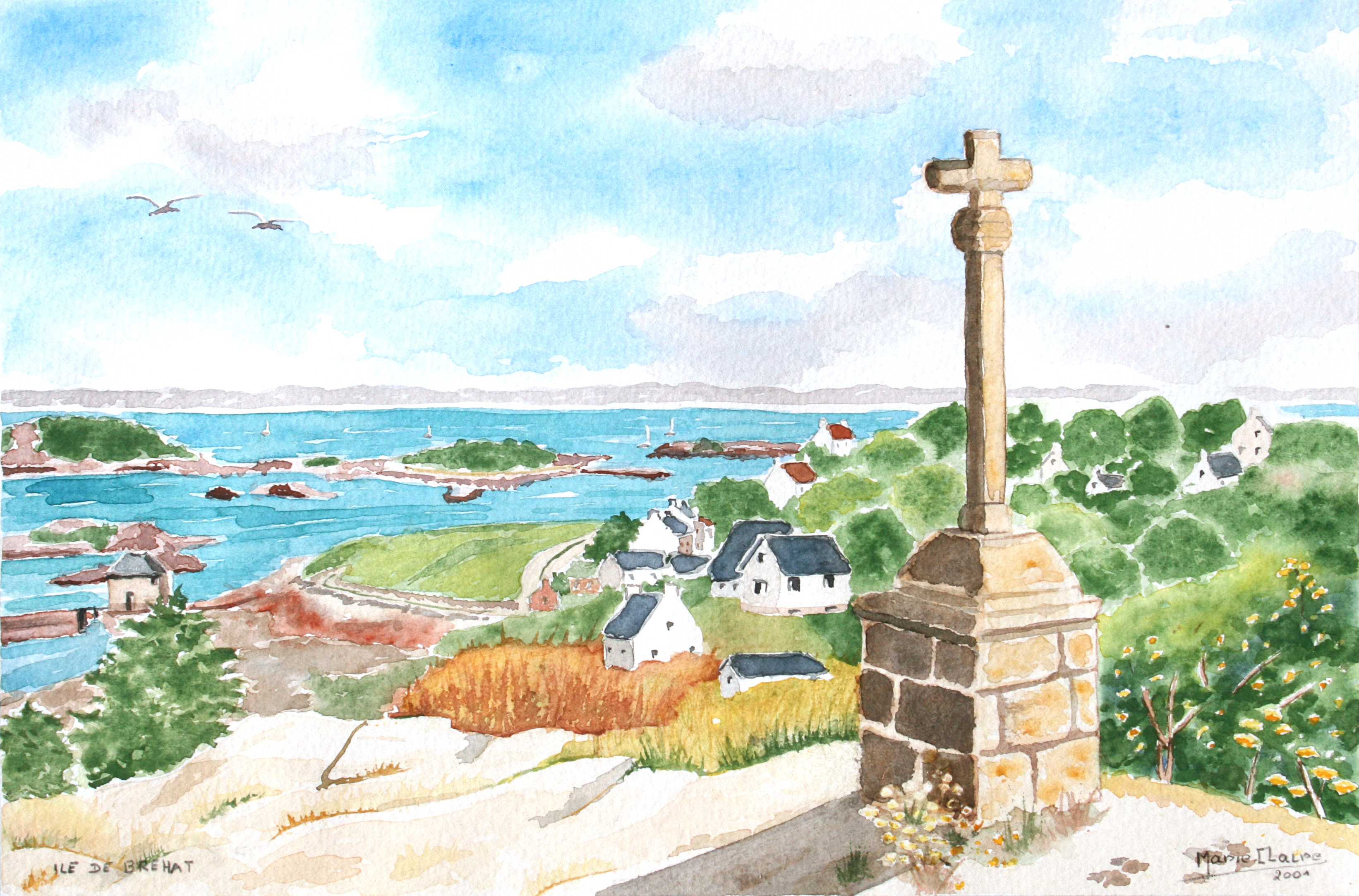
Marie-Claire Lefébure : Panorama vu du calvaire de la chapelle Saint-Michel  (2001).

### Personnalités liées à la commune
- Jacquette de Bretagne, dame de Bréhat, fille d'Arthur III, duc Bretagne, épouse d'Arthur Brécart, écuyer du duc de Bretagne Arthur III, connétable de Rennes et capitaine de Mervent, du Coudray-Salbart et Saint-Aubin-du-Cormier ; elle fut légitimée par le roi de France Charles VII, sa mère est restée inconnue. Les armes de Jacquette de Bretagne ont été choisies comme blason de l'île de Bréhat.
- Edmond Holland, 4e comte de Kent, mort lors de la bataille de l'île de Bréhat en 1408, enterré sur l'île Lavrec.
- La famille Balavenne alias Balavoine, puissante famille de la noblesse morlaisienne, armateurs et négociants, descendant de Jacquette de Bretagne et derniers seigneurs de Bréhat en 1601 ;
- Pierre-Marie Le Bozec (1769-1830), contre-amiral, né et mort à Bréhat.
- Alfred de Bréhat (1822-1866), écrivain du XIXe siècle, de son vrai nom : Alfred Guézenec, est né dans l'île en 1822.
- Pierre-François Cornic-Dumoulin (1731-1801), officier de marine français, né et mort sur l'île.
- Pierre Dupuis, né à Orléans le 9 juillet 1833 et mort à l'Île-de-Bréhat le 19 avril 1915, est un artiste peintre français. Il est le frère du peintre et sculpteur Daniel Dupuis (1849-1899).
- Paul Durand (1925-1977), illustrateur, né sur l'île.
- Pierre Marie Yves Le Bozec (Bréhat, 1851 - Paris, 1904), Commissaire de la Marine[143], chevalier de la légion d'honneur[144].
- Ernst Josephson (1851-1906).
- Frédéric de Haenen (1853-1929), illustrateur et peintre.
- Henri Rivière (1854-1951).
- Allan Österlind (1855-1938), peintre ayant représenté plusieurs fois Bréhat sur ses toiles.
- Gustave Bourgain (1856-1918), peintre et graveur, possédait une résidence d'été dans les rochers de Guersido.
- Edmond Haraucourt (1856-1941), écrivain et poète, y possédait une propriété qu'il légua[145] à la Cité internationale universitaire de Paris.
- Auguste Matisse (1866-1931), peintre de la Marine et maître-verrier, a vécu et est mort dans sa maison-atelier de La Corderie où il a passé l'été pendant plus de 35 ans.
- André Vermare (1869-1949), prix de Rome de sculpture et peintre, a vécu à Pen-ar-Boul où il s'était fait construire une maison en 1906, et y est mort.
- Henri Georges Meunier (1873-1922).
- Colette (1873-1954) résida un temps sur l'île Béniguet dans la maison de Georges Wague.
- Georges Wague (1874-1964), mime, chorégraphe et acteur, avait fait construire une maison sur l'île Béniguet.
- Léonard Foujita (1886-1968)[146].
- Lucien Seevagen (1887-1959), mort à Bréhat, a peint de nombreux tableaux représentant l'archipel[147].
- Anders Osterlind (1887-1960).
- Marc Chagall (1887–1985) y a peint en 1924 La fenêtre sur l'Île de Bréhat, conservé au Kunsthaus de Zurich[148].
- Georges Annenkov (1889-1974), peintre français d'origine russe, séjourne en 1926 à Bréhat, y peignant notamment Bretonne (Femme de Bréhat) et Breton[149].
- Valentín González dit El Campesino (1904-1983), militaire républicain espagnol, fut assigné à résidence sur l'île de Bréhat en 1961[150].
- Louis Guillaume (1907-1971), poète, qui passa son enfance à Bréhat et dont une stèle commémorative se dresse dans l'île (Crech' Briant).
- André Barsacq (1909-1973), metteur en scène et directeur du Théâtre de l'Atelier à Paris, vient à Bréhat tout de suite après la guerre. Il passera toutes ses vacances en famille dans sa maison et, ayant acheté un vieux bateau, le Pimpino, il s'initie à la navigation à voile grâce à son ami marin Jean Briand. Mais c'est surtout sur Bréhat qu'il écrit toutes ses adaptations et travaille ses mises en scène de la rentrée théâtrale à Paris.
- Michel Patrix (1917-1973), artiste peintre, a séjourné à Bréhat en 1952, donnant à y situer ses paysages bretons.
- Robert Giraud (1921-1997) y rédigea son livre Le Vin des rues en 1953.
- Marie-José Chombart de Lauwe (°1923), née Wilborts, éminente résistante, vint y vivre chez sa grand-mère en 1936 puis y revint à la libération en 1945.
- Georges Bréhat (1923-1992), comédien français.
- Heather Dohollau (1925-2013), poétesse britannique, a vécu à Bréhat jusqu'en 1958.
- Bernard Buffet (1928-1999).
- Francis Schewetta (1919-2007), athlète spécialiste du 400 m, né sur l'île.
- Francine Teneur (1935-2013[151]), écrivaine, prix Maillé-Latour-Landry en 1966 pour Marie Fortune résidait à Bréhat une grande partie de l'année[152].
- Goudji (°1941) y crée une aiguière Saint-Michel pour la vente aux enchères destinée à l'entretien du patrimoine de Bréhat. Elle se trouve dans l'église Notre-Dame de Bréhat.
- Erik Orsenna (°1947), écrivain et académicien français y possédait une maison et y a situé un roman : Deux étés.
- Catherine Breillat (°1948) y tourna le film Une vieille maîtresse (2007).
- Antoine Duléry (°1959), comédien français, a des racines familiales sur l'Île de Bréhat et y possède une maison[153].

### Héraldique
| Blason | Blasonnement : D'hermine à la barre de gueules. |

Ce sont les armes de la Bretagne avec une brisure. Elles furent celles de Jacquette de Bretagne, fille légitimée du duc Arthur III de Bretagne, qui reçut de son père la seigneurie de Bréhat en 1451 et qui épousa Arthur Bréquart (ou Brécart).

## Patrimoine naturel inventorié
La commune est concernée par deux types de zones remarquables.
Zone naturelle d'intérêt écologique, faunistique et floristique (ZNIEFF)
La commune est concernée par une seule zone de ce type : la ZNIEFF continentale de type 1 de la « Côte nord et ouest de l'île Bréhat », soit 311,79 hectares sur la côte ouest de l'île, incluant l'estran, le phare du Paon au nord, le port de la Corderie et l'île Raguénès au sud. La ZNIEFF vise les îlots, bancs rocheux et récifs de ce littoral.
Zone de protection spéciale (ZPS, directive oiseaux)
Tout l'archipel est compris dans la grande zone de protection spéciale (ZPS) de « Tregor Goëlo », un site Natura 2000 selon la directive oiseaux qui couvre 91 228 hectares répartis sur 27 communes des Côtes-d'Armor.
Zone spéciale de conservation (ZSC, directive habitats)
L'archipel est également inclus dans la Zone spéciale de conservation (ZSC) de « Tregor Goëlo », un site d'intérêt communautaire (SIC) selon la directive habitats qui couvre 91 438 hectares au total.